# Biserica de lemn din Surduc, Bihor

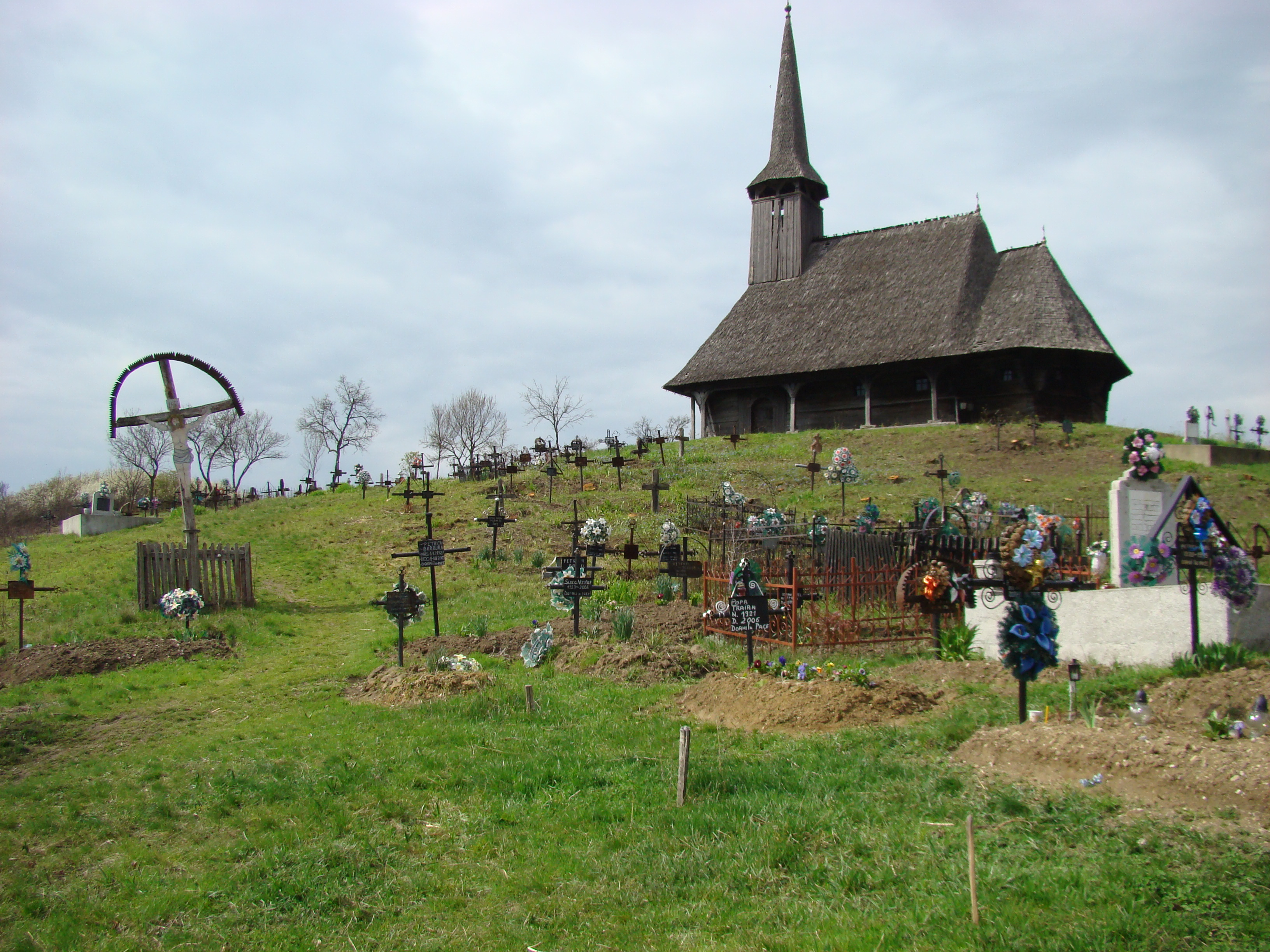
Biserica de lemn „Adormirea Maicii Domnului" din Surduc, județul Bihor, foto: aprilie 2010.

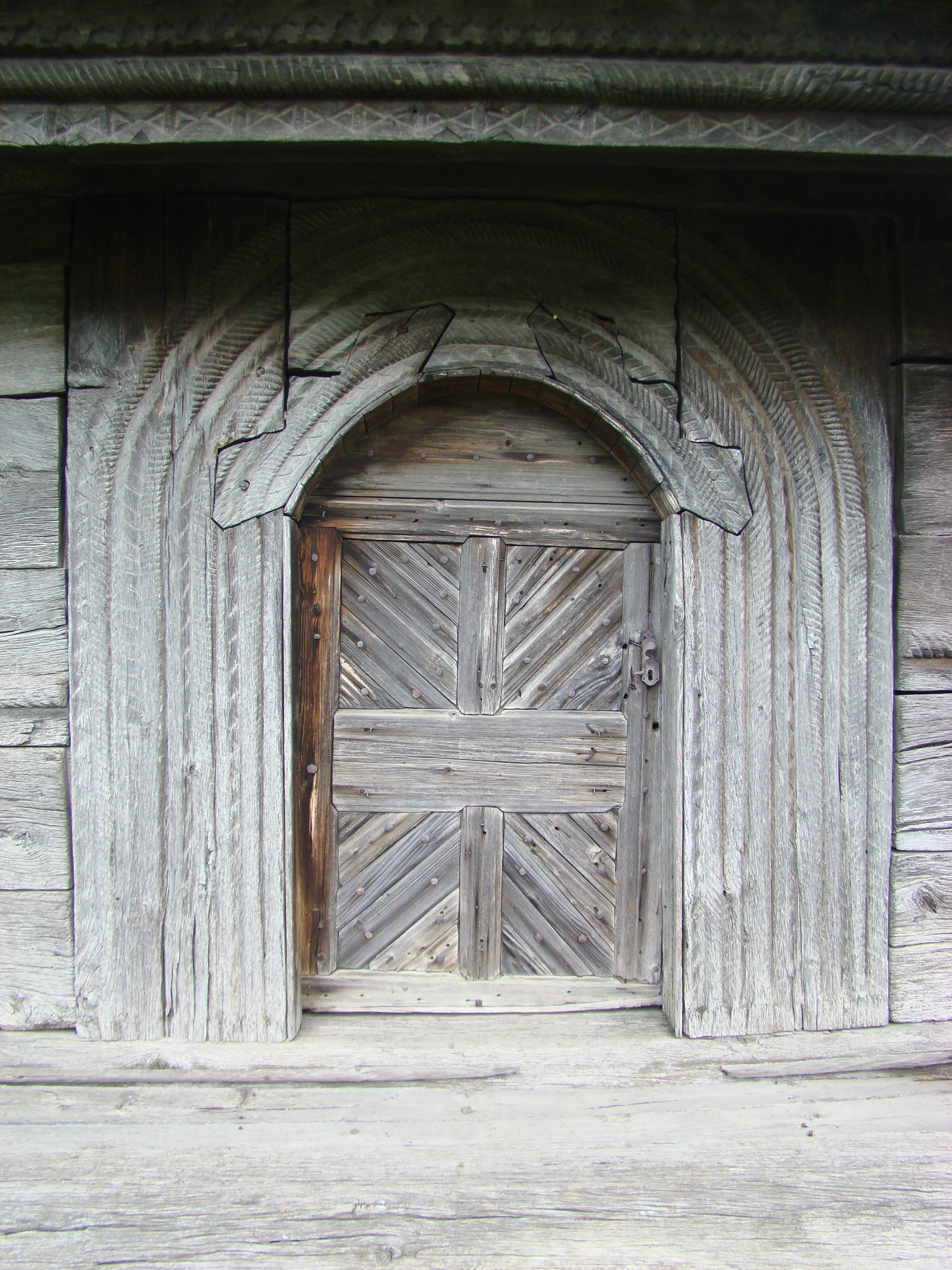
Portalul exterior şi „cursurăul” cu motive crestate

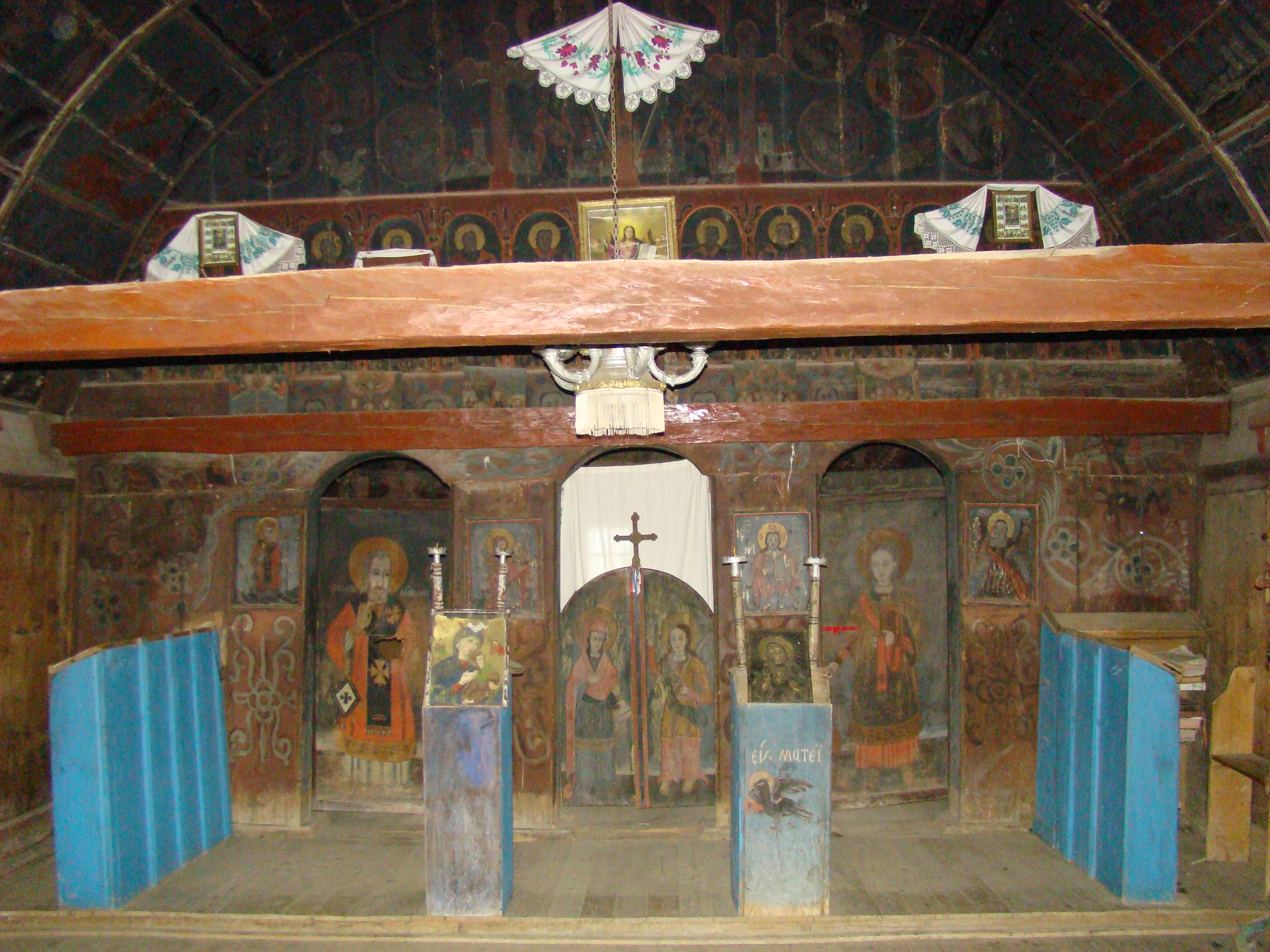
Interiorul navei

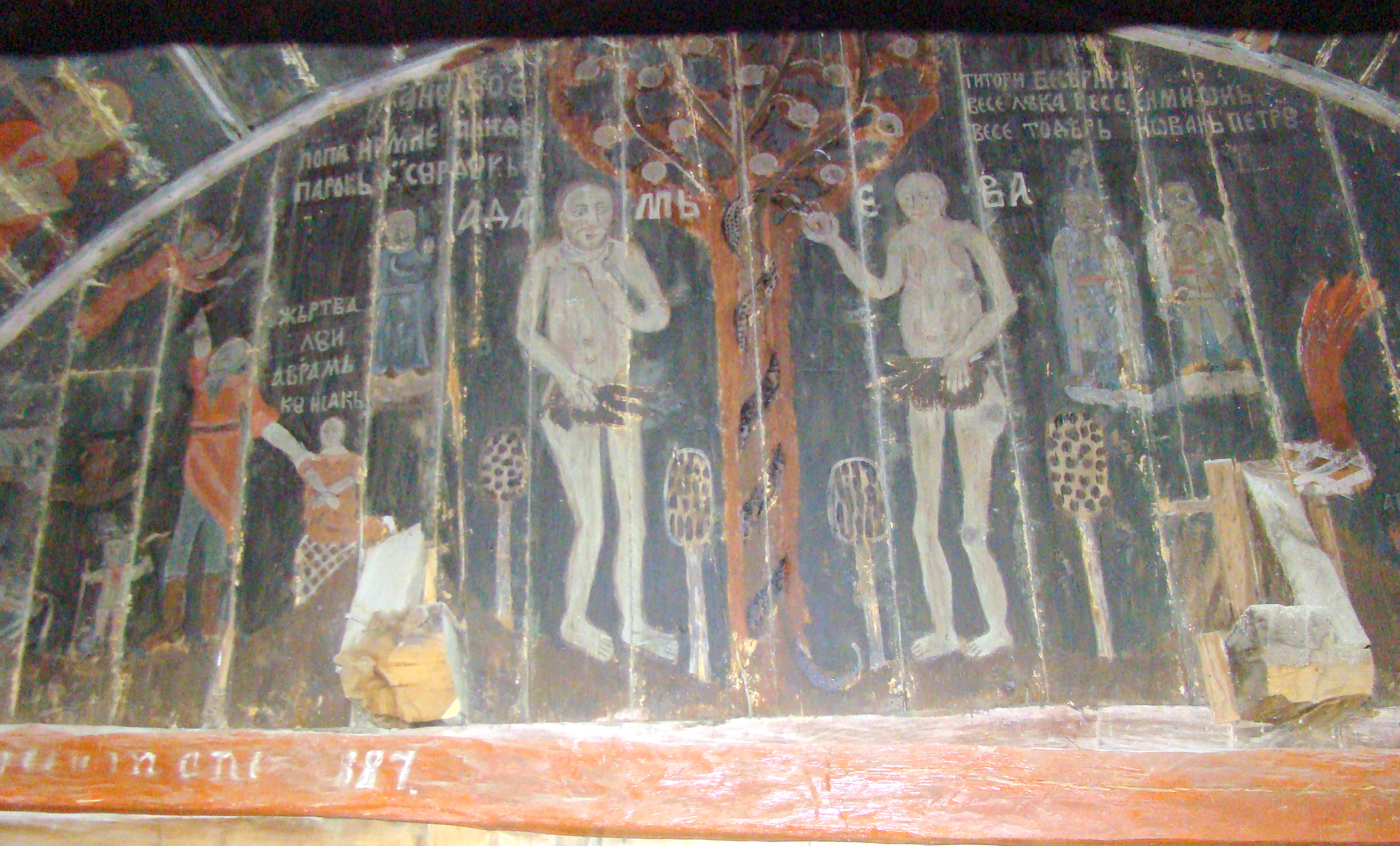
Peretele de vest al naosului, scena păcatului originar „Adam şi Eva”

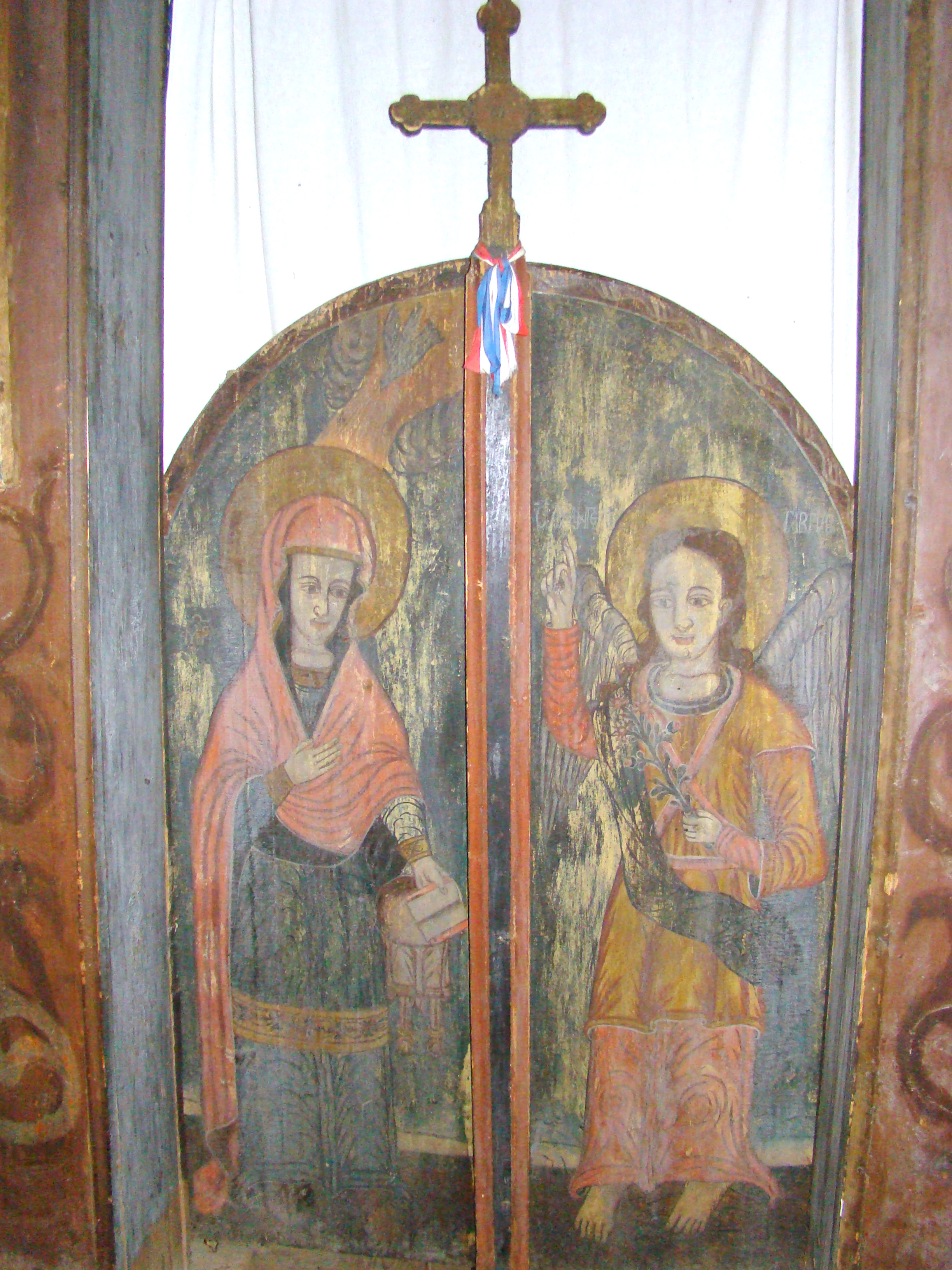
Ușile împărătești: Buna Vestire

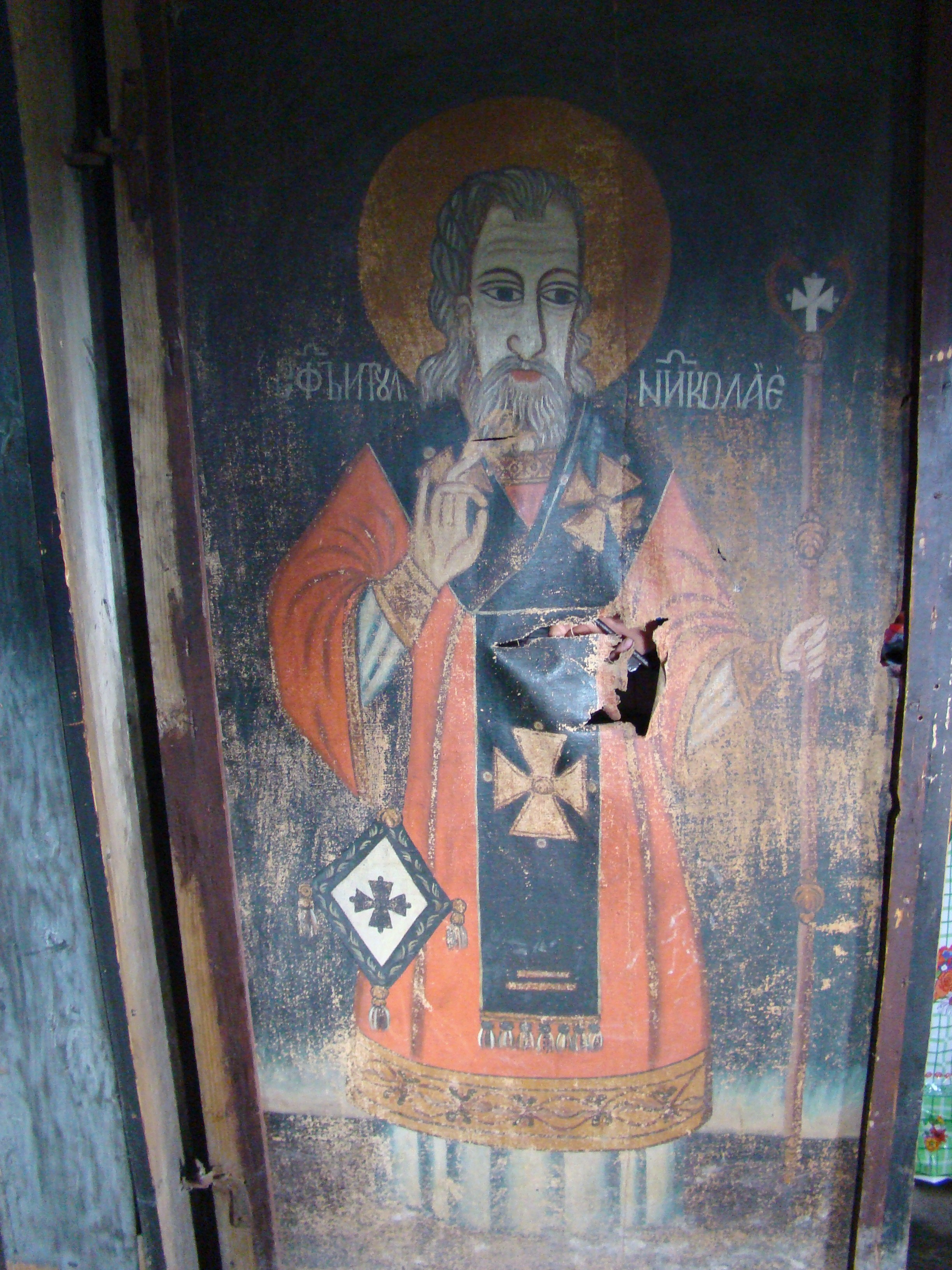
Uşă diaconească (pânză) „Sfântul Nicolae”

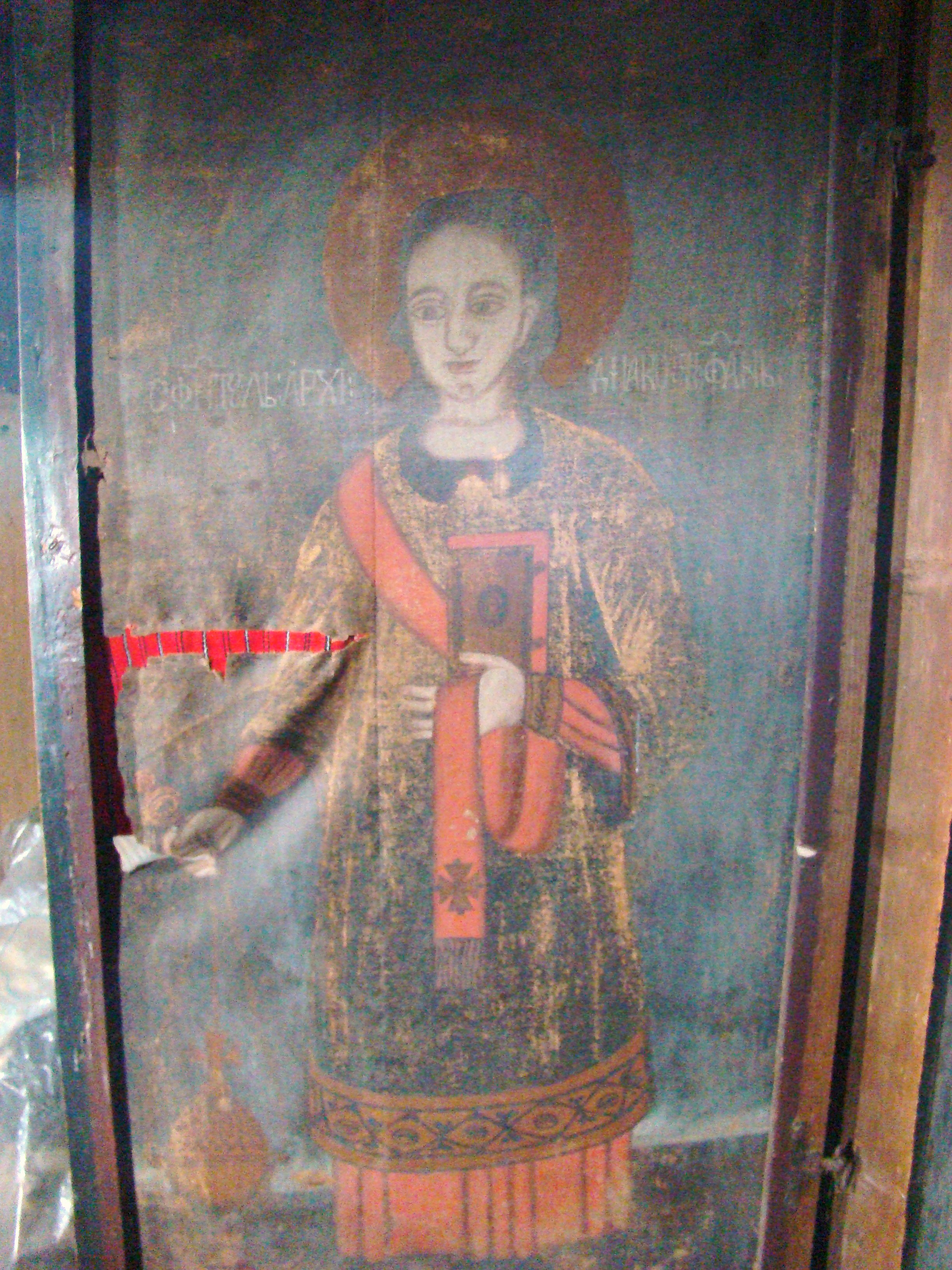
Uşă diaconească (pânză) „Sfântul Arhidiacon Ștefan”

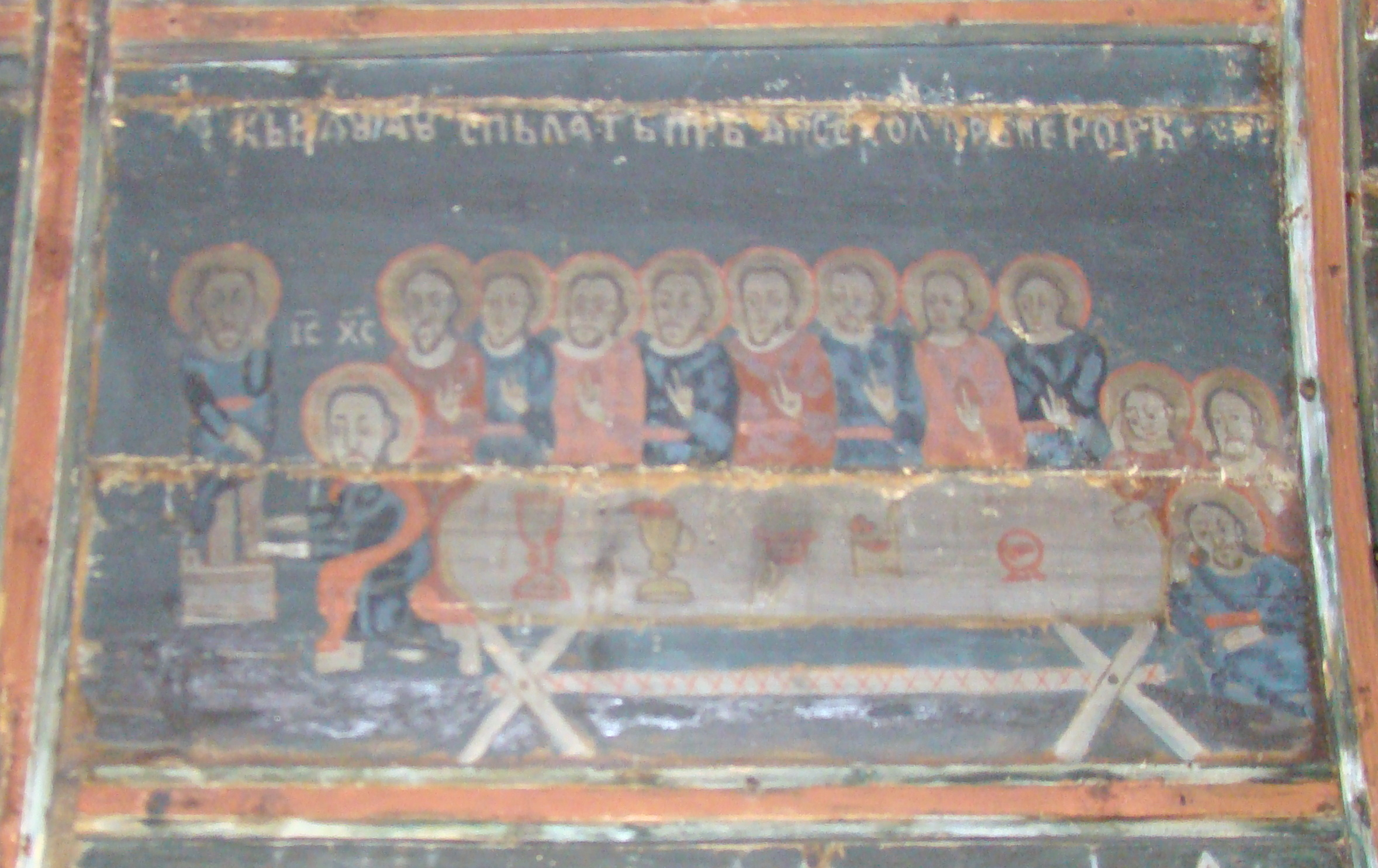
Pictura bolţii naosului „Cina cea de taină”

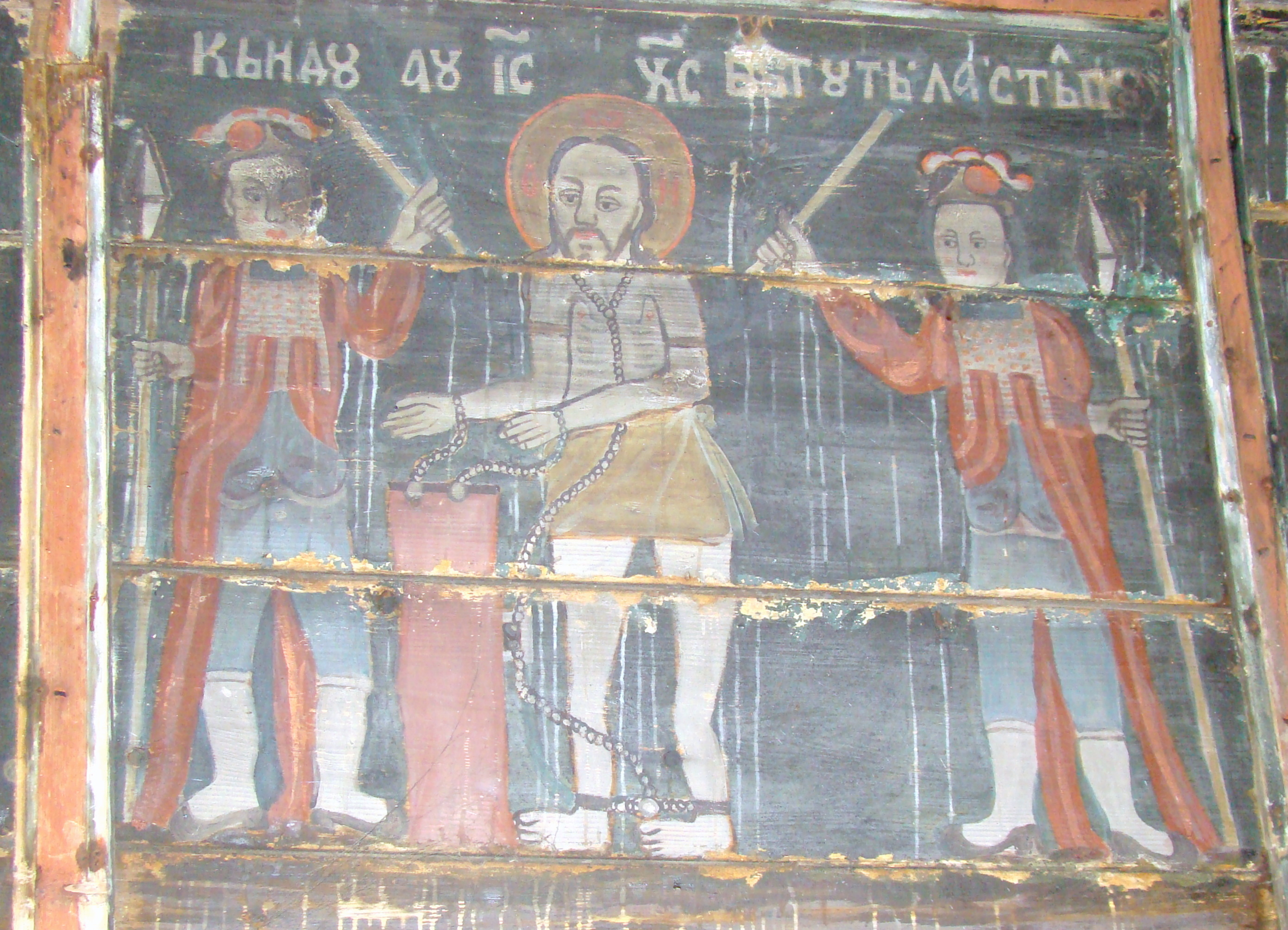
Pictura bolţii naosului „Când l-au dus pe Iisus să-l răstănească”

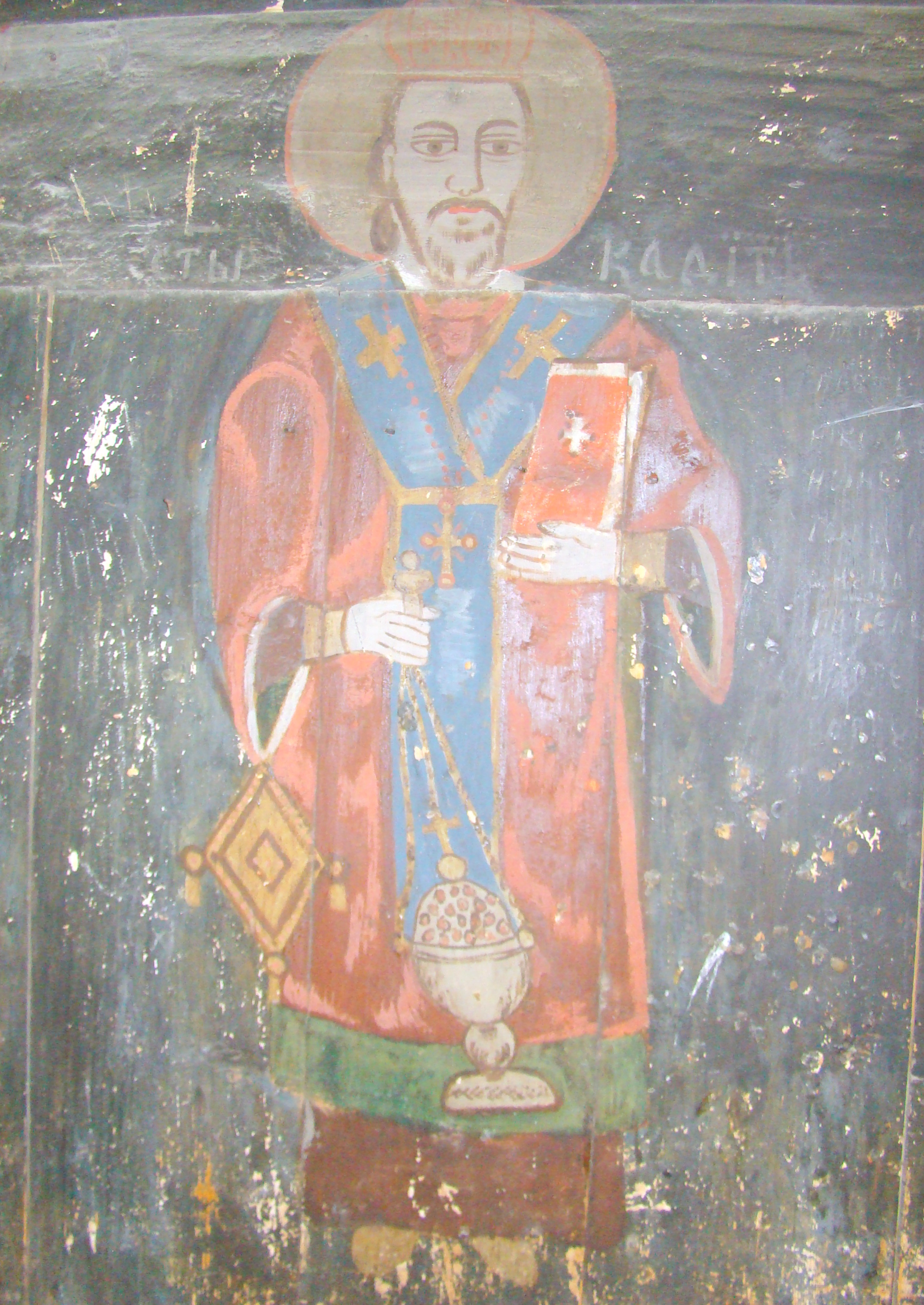
Detaliu pictură absida altarului

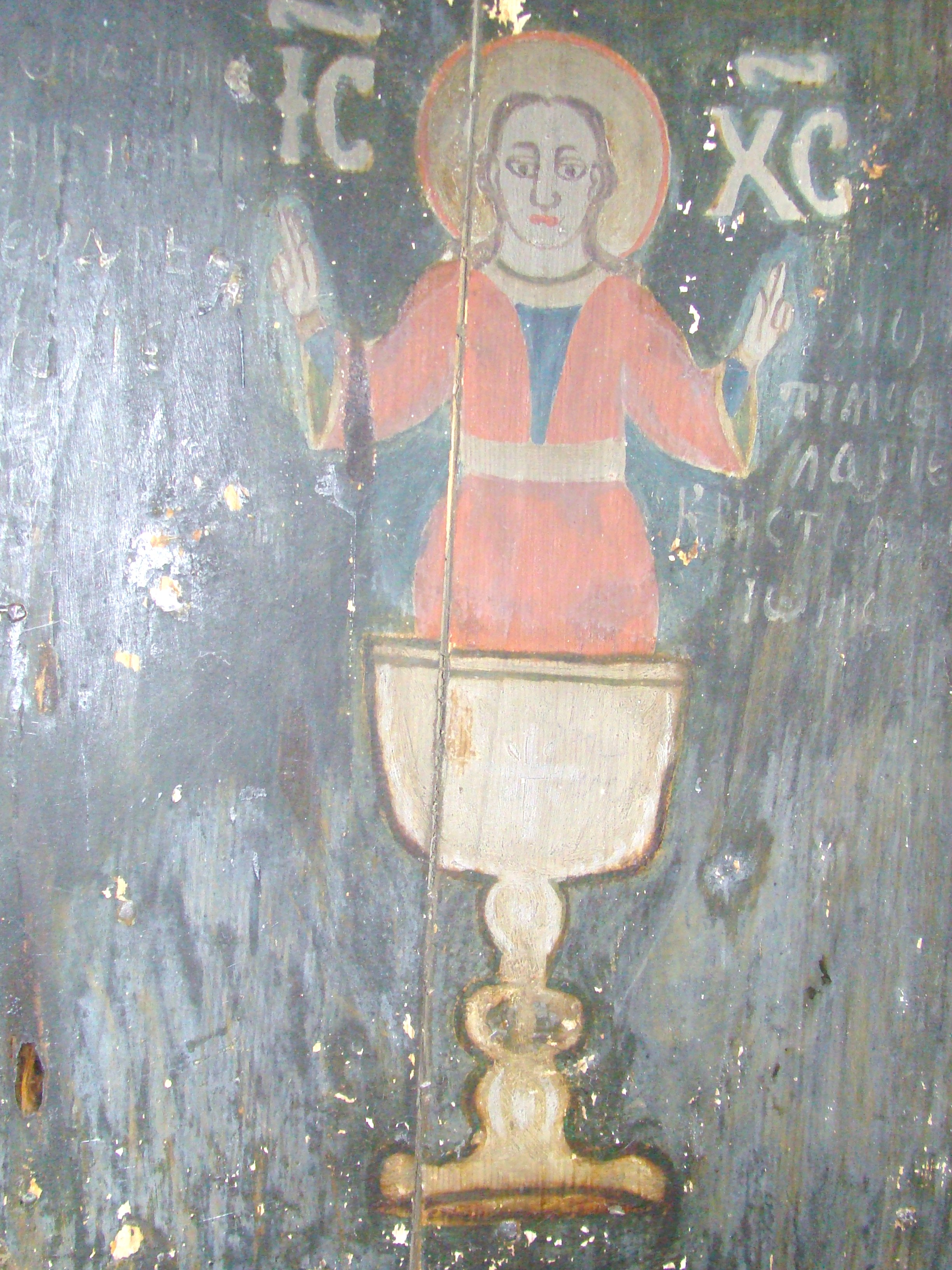
Pictura absidei altarului: Iisus în potir

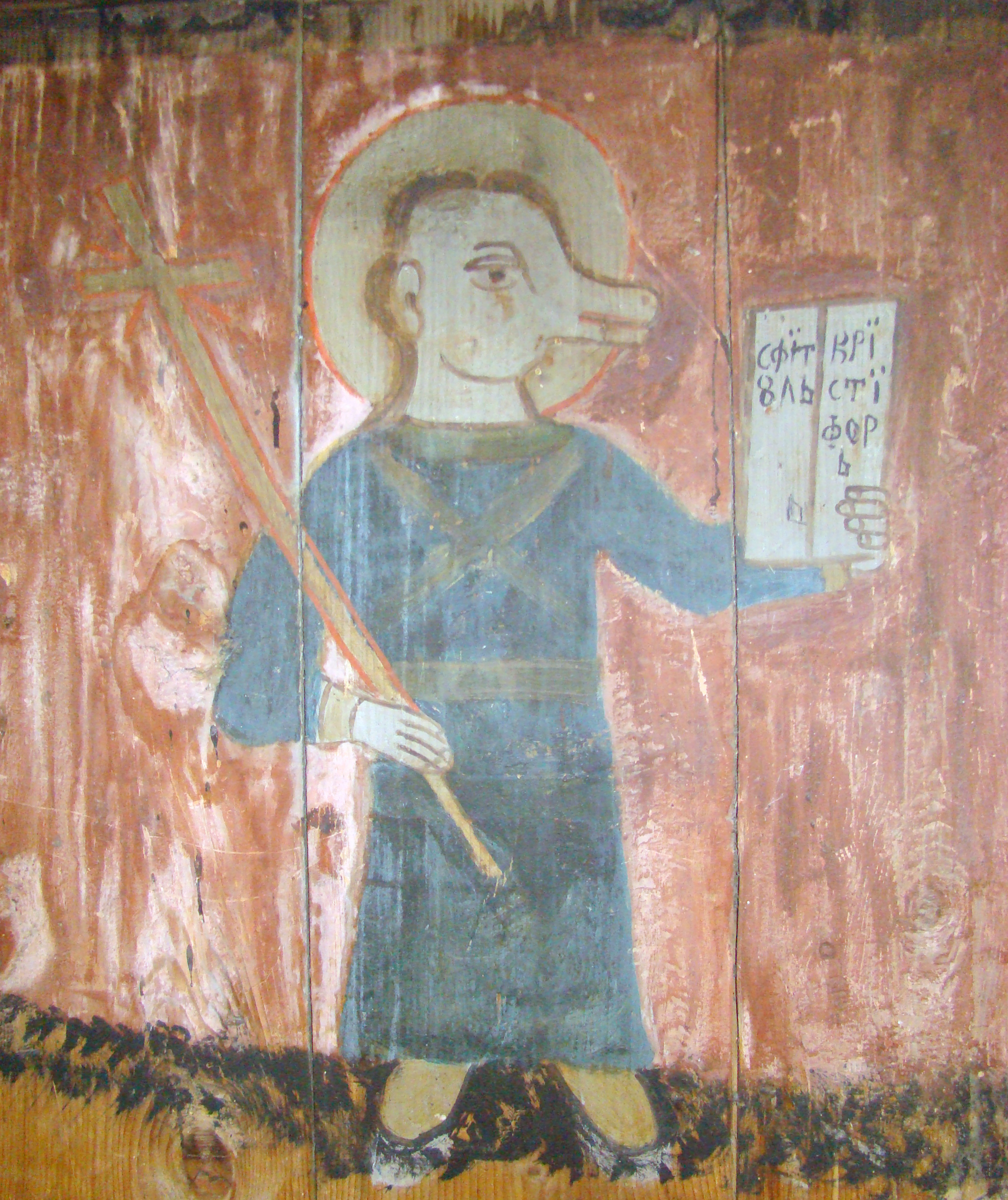
Sfântul Cristofor

Biserica de lemn din Surduc, comuna Copăcel, județul Bihor, datează din secolul XVIII. Are hramul „Adormirea Maicii Domnului”. Biserica se află pe noua listă a monumentelor istorice sub codul LMI:  BH-II-m-B-01207.

## Istoric și trăsături
La 31 martie 1782 locuitorii din Surduc au înaintat o cerere spre a li se aproba construirea unei biserici noi în locul celei vechi, care era pe punctul de a se ruina. Este sigur că cererea le-a fost aprobată, astfel că monumentul de la Surduc poate fi datat în ultimele două decenii ale veacului al XVIII-lea. În 1887 biserica a fost reacoperită cu șindrilă, operație care a fost repetată după primul război mondial și mai apoi cu ocazia restaurării monumentului în anul 1965.
Biserica se află în mijlocul cimitirului, astfel că numai din motive tehnice, preîntâmpinarea pătrunderii umezelii la talpa edificiului, ea are pe laturile de sud, vest și nord ale navei prispe mărginite de „săgeți” (așa se cheamă stâlpii în graiul local). Inexistența unei legături între talpa bisericii și talpa prispei este de natură să explice faptul că la început construcția nu a avut prispă decât poate pe latura de sud. Evazarea acoperișului în scopul unei bune protejări a pereților a determinat adăugarea pe laturile de nord și de vest a acelui spațiu. 
În interiorul bisericii, stabilitatea unei bolți semicilindrice cu o atât de mare deschidere la bază a fost asigurată prin trei arcuri dublou în extrados, la rândul lor prinse în trei grinzi-tirant (exemplul unic la bisericile bihorene), grinzi prelungite și în spațiul „târnațului”. Căpriorii acoperișului sunt fixați în „cursurău”, cununa ce stă pe grinzile șarpantei.
Podoaba de preț a bisericii din Surduc o formează paleta bogată a crestăturilor în lemn, mai cu seamă cele din exteriorul monumentului. „Cursurăul” este împodobit pe toată lungimea de sud a navei cu o mulțime de crestături sub forma unor „ocnițe” trilobate. Pe aceeași [[grindăî] se înscrie un al doilea registru de motive crestate identic, numai că sunt de dimensiuni mai mici. Aceste ornamente pot fi asemuite cu șirurile de „colțișori” ale ștergarelor „cu alesături” țesute la război de țărăncile din partea locului. Al treilea registru îl formează brâul masiv, cu răsuciri inverse din loc în loc. La nici o biserică de lemn din Țara Crișurilor nu vom întâlni motivul frânghiei, pe care localnicii îl numesc „bartă”, plasat în acest spațiu. „Barta” înconjoară pereții bisericii și tot ea este prezentă la contrafișele care leagă „săgețile” de „cursurău” (adică stâlpii de cunună), contrafișe ce au și ele o denumire specifică-„popic”. Nu numai decorul de sub streașina bisericii ori de la stâlpii prispei de sud este demn de admirat la această biserică. La portal, patru brâuri se arcuiesc împreună cu linia canatului, în plin centru, alăturându-li-se linii meandrice ori în zigzag ce șerpuiesc în spațiile dintre brâuri.
Pe bolta naosului sunt zugrăvite cele trei teme obișnuite în iconografia bisericilor de lemn bihorene-„Dumnezeu-Tatăl”, „Iisus Hristos” și „Maica Domnului”. Imaginile sunt încadrate în casete rectangulare confecționate din stinghii de brad. Pe bolta absidei domină chipul lui „Iisus Hristos” înconjurat de mulțimea de stele. Iconostasul este compartimentat în mai multe registre. Sub tema „Răstignirii” se înșiră, în medalioane circulare, prorocii; urmează al treilea registru, cu portretele apostolilor înscrise în arcade. Al patrulea registru este cel al ușilor iconostasului („Bunavestire”, „Sfântul Arhidiacon Ștefan” și „Sfântul Nicolae”). Pictura de la bolta naosului se continuă la pereții laterali prin friza „sfinților martiri” urmată mai jos de suita temelor legate de „Patimile lui Hristos”. Pe peretele de vest al naosului se detașează scena păcatului originar - „Adam și Eva” - zugravul lăsând pe laterale loc pentru „Cain și Abel”, „Jertfa lui Avram și Isac” și portretele pline de sensibilitate ale ctitorilor sau poate ale celor care au plătit pentru zugrăvirea lăcașului. Aceste personaje din lumea satului sunt reprezentate cu mult realism. Cei doi bătrâni poartă plete lungi, cămașă albă până la genunchi, un brâu lat la mijloc și cioareci albi. Cămășile nu au guler, ci doar străvechiul șnur negru. Unul din ei poartă pe umeri sumăniță scurtă, celalalt un suman ceva mai lung.
În tindă nu se mai distinge aproape nimic din ceea ce a fost odinioară reprezentarea „Judecății de apoi”, cu morar, cârciumar, funcționari necinstiți etc. Doar „Moartea” personificată prin „Sfântul Cristofor” se mai poate vedea pe peretele de sud.
În legătură cu pictura, destul de explicite sunt câteva inscripții pe pereții bisericii. Pe peretele de vest al naosului, lângă tema - „Adam și Eva”, se află scris: „Anul 1808. Popa Irimie...paroh în Surduc”. Mai încolo, se continuă inscripția astfel: „...chitorii bisericii Vese Luca, Vese.... Vese Toader, Iovan Petru”. Pe același perete, în alt loc, scrie: „Biserica s-a reparat în 1887”. Pe suprafața peretelui nordic al altarului, lângă imaginea lui „Isus in potir”, se mai văd doar frânturi din pomelnicul ce se putea citi aici odinioară.
La muzeul Țării Crișurilor din Oradea se păstrează o piesă de etnologie juridică, deosebită prin forma și destinația ei. Este vorba de un scaun, zis „de tortură”, adus cu ani în urmă de la biserica de lemn din Surduc. Sătenii îl numeau „perindeu”. Judecata de obște se făcea probabil în pragul bisericii. Hotărârea o aducea sfatul celor bătrâni și înțelepți împreună cu preotul. Vinovatul era băgat cu capul între scândurile batante ale scaunului stând într-o poziție destul de incomodă o vreme, suficient spre a i se aduce cuvinte de ocară de către toți cei care veneau în duminica respectivă la biserică. O altă piesă de mare valoare documentar-istorică este Cazania copiată de Popa Ioan în anul 1728 pentru satul Surduc, manuscris păstrat azi în Biblioteca Episcopiei Ortodoxe Române din Oradea. De aici au fost aduse în anii trecuți mai multe cărți vechi, astfel că azi la biserica din Surduc se mai păstrează doar: Apostol, Triod și un Minei, toate din secolul al XVIII-lea; Penticostarion, Blaj, 1768.

## Imagini din interior

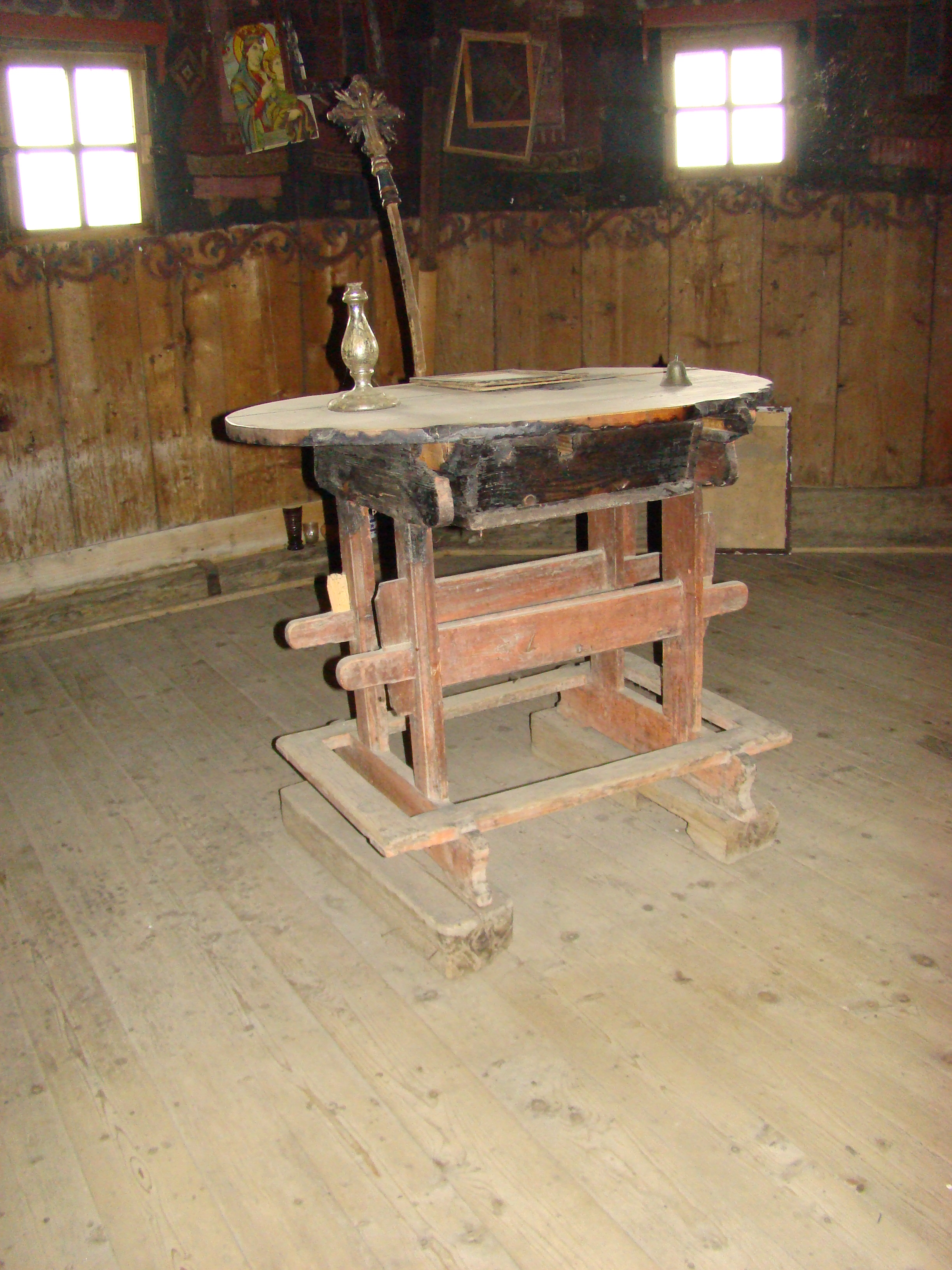
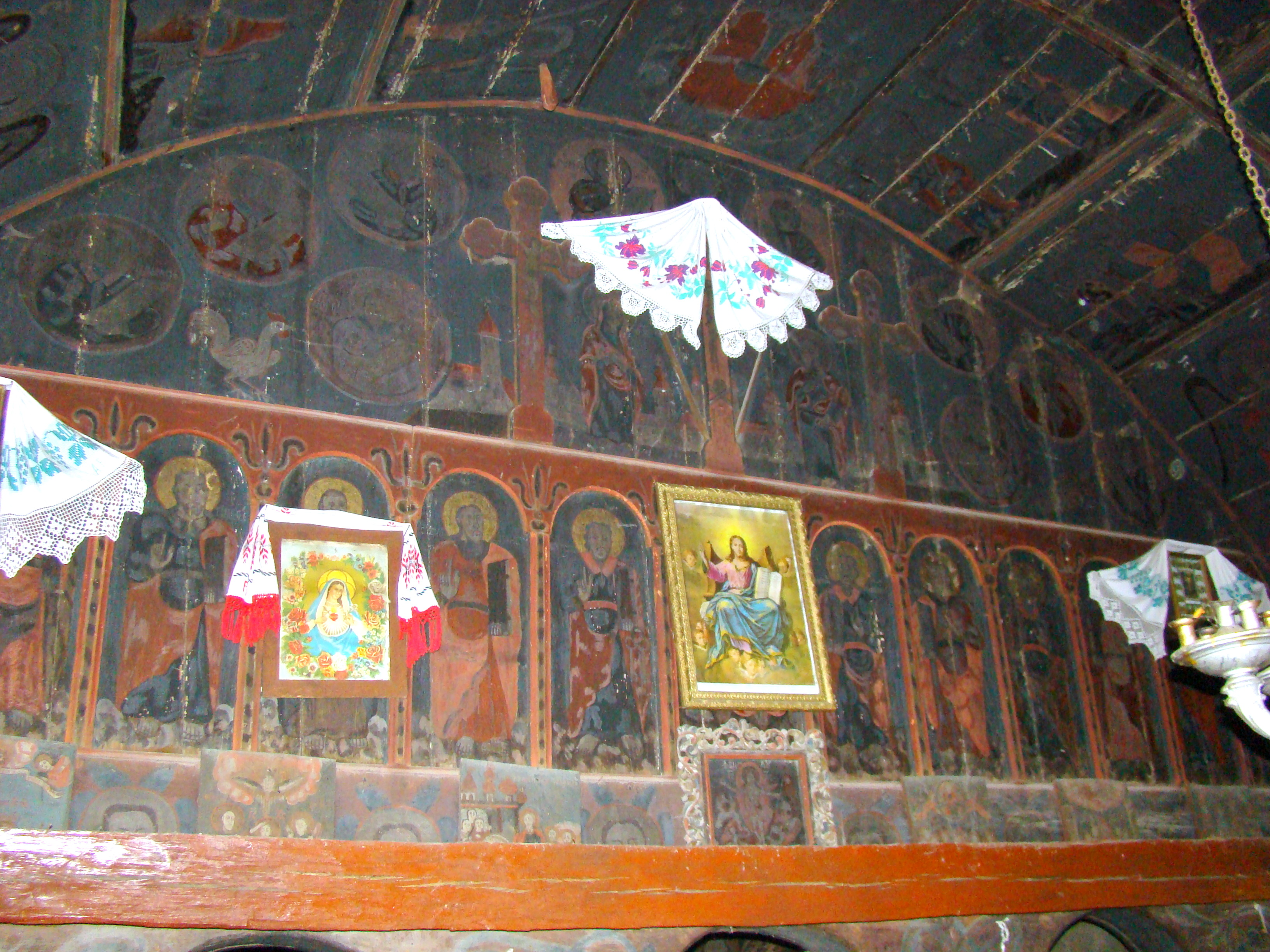
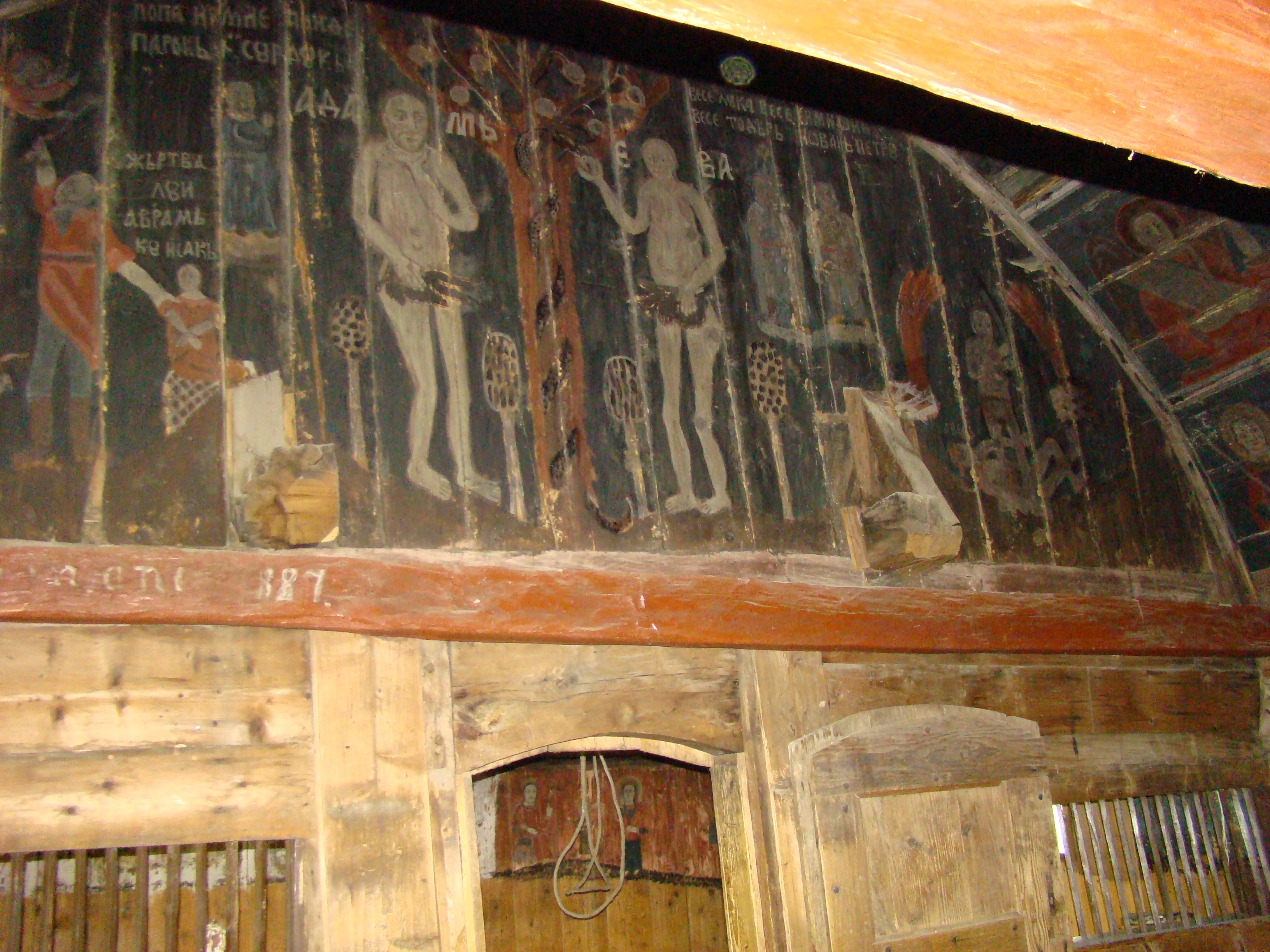
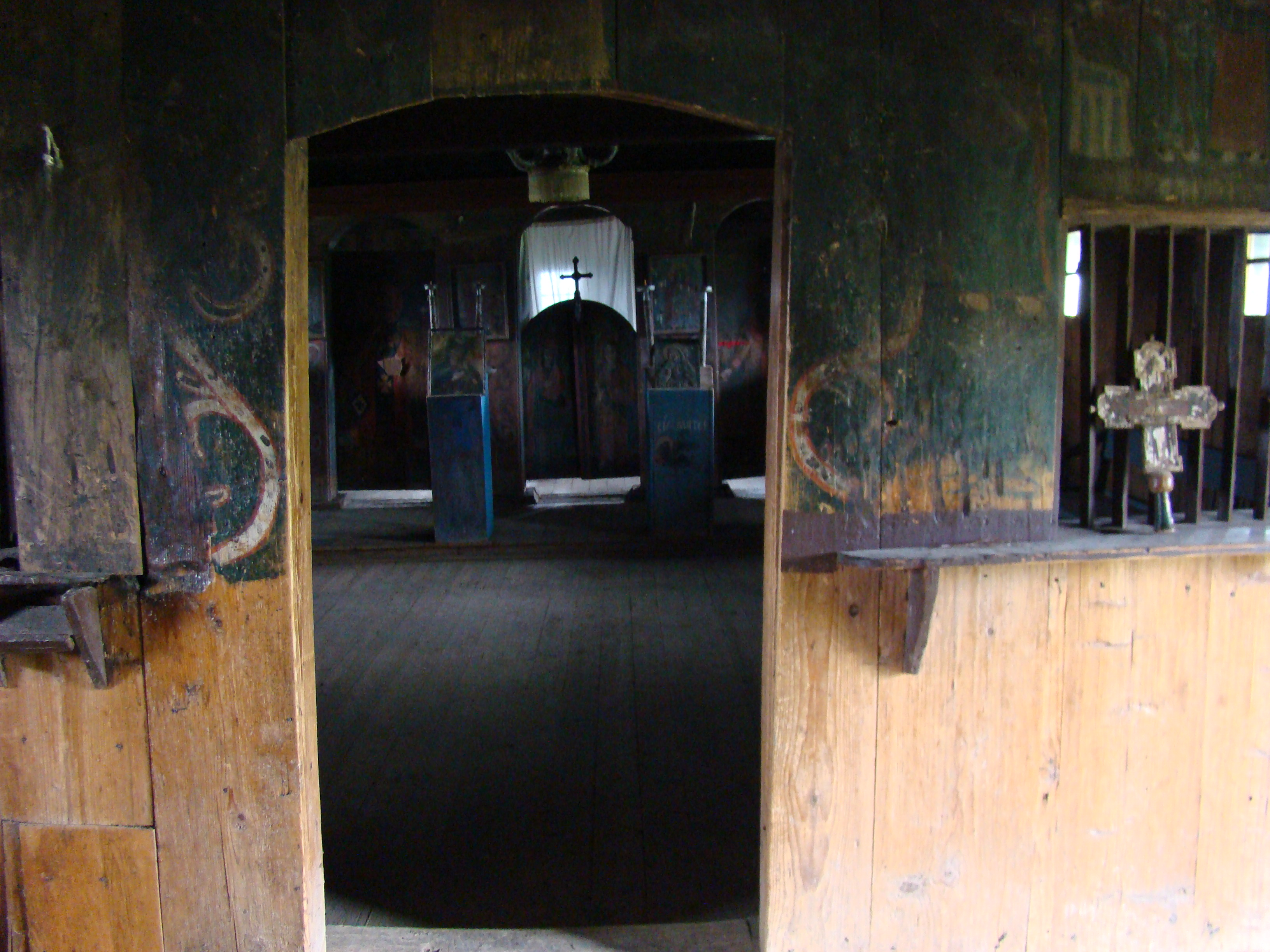
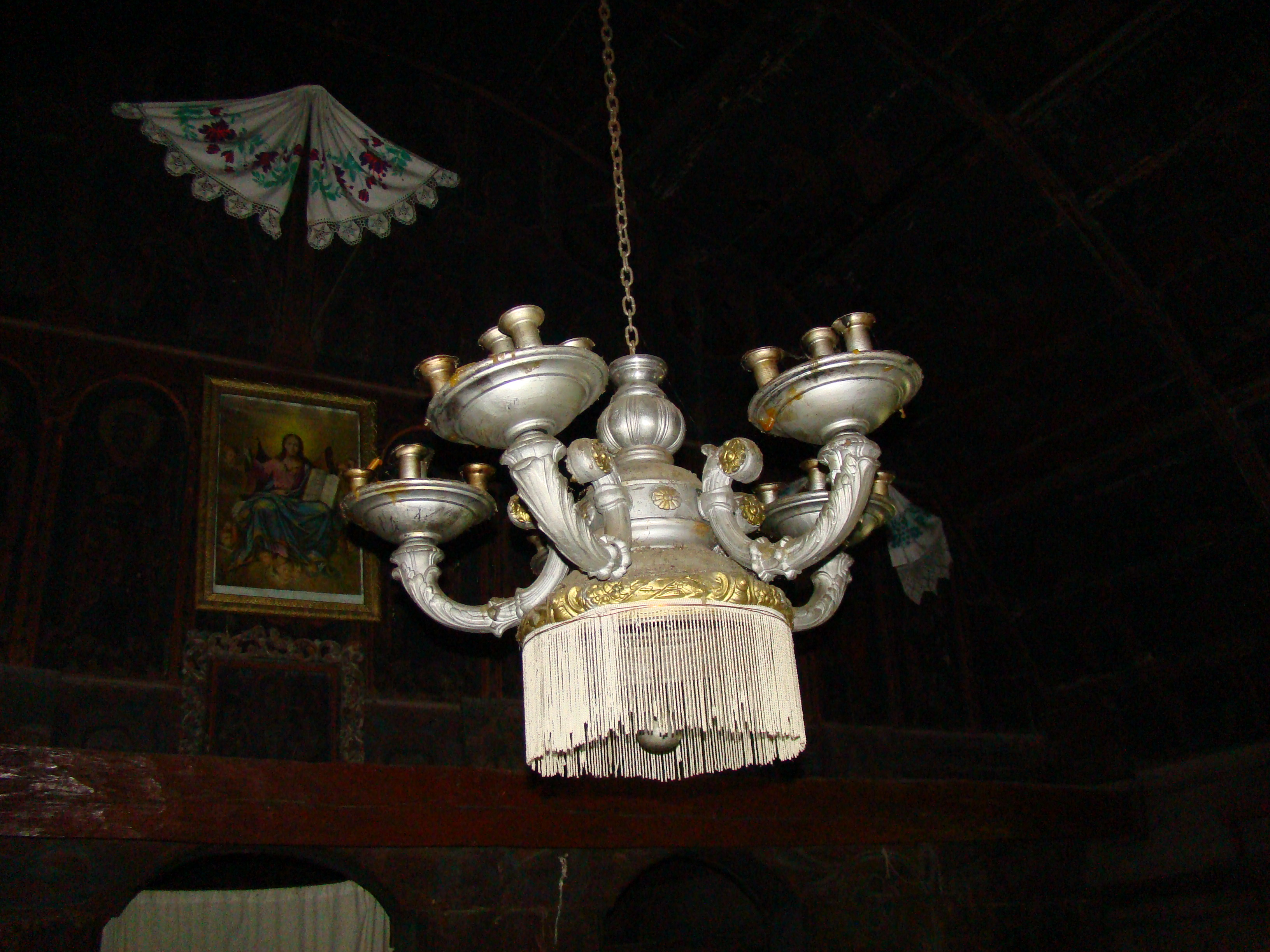
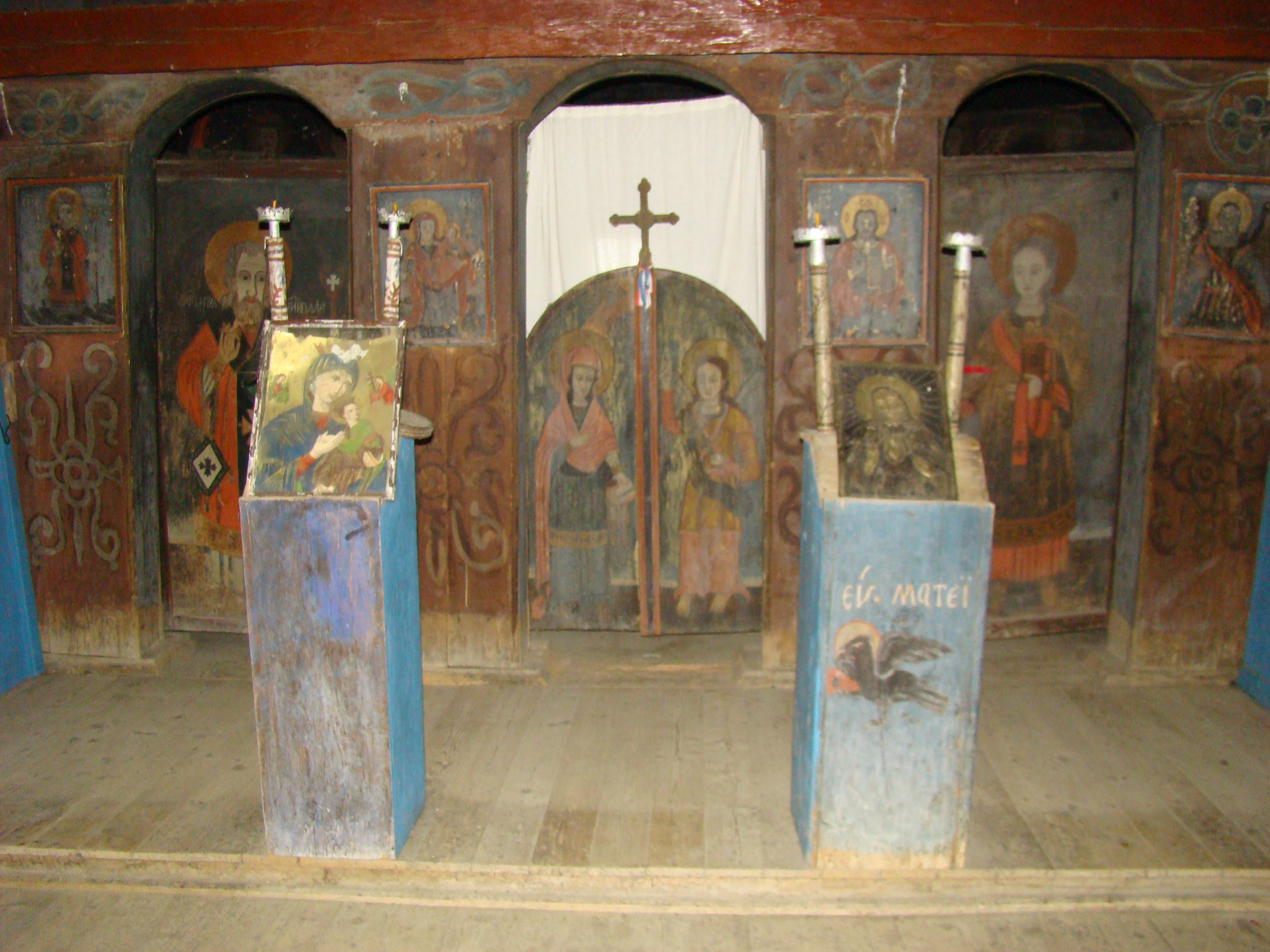
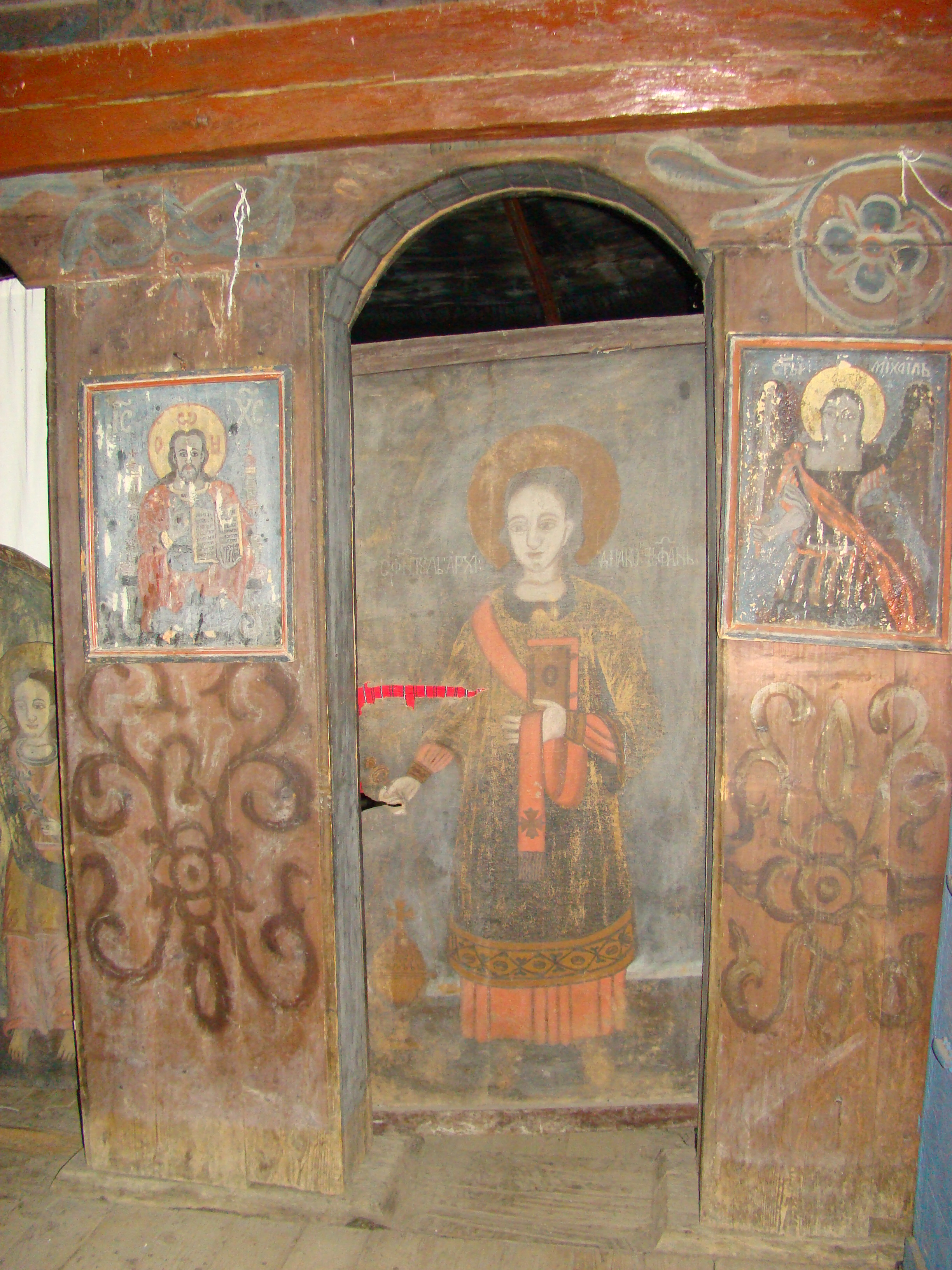
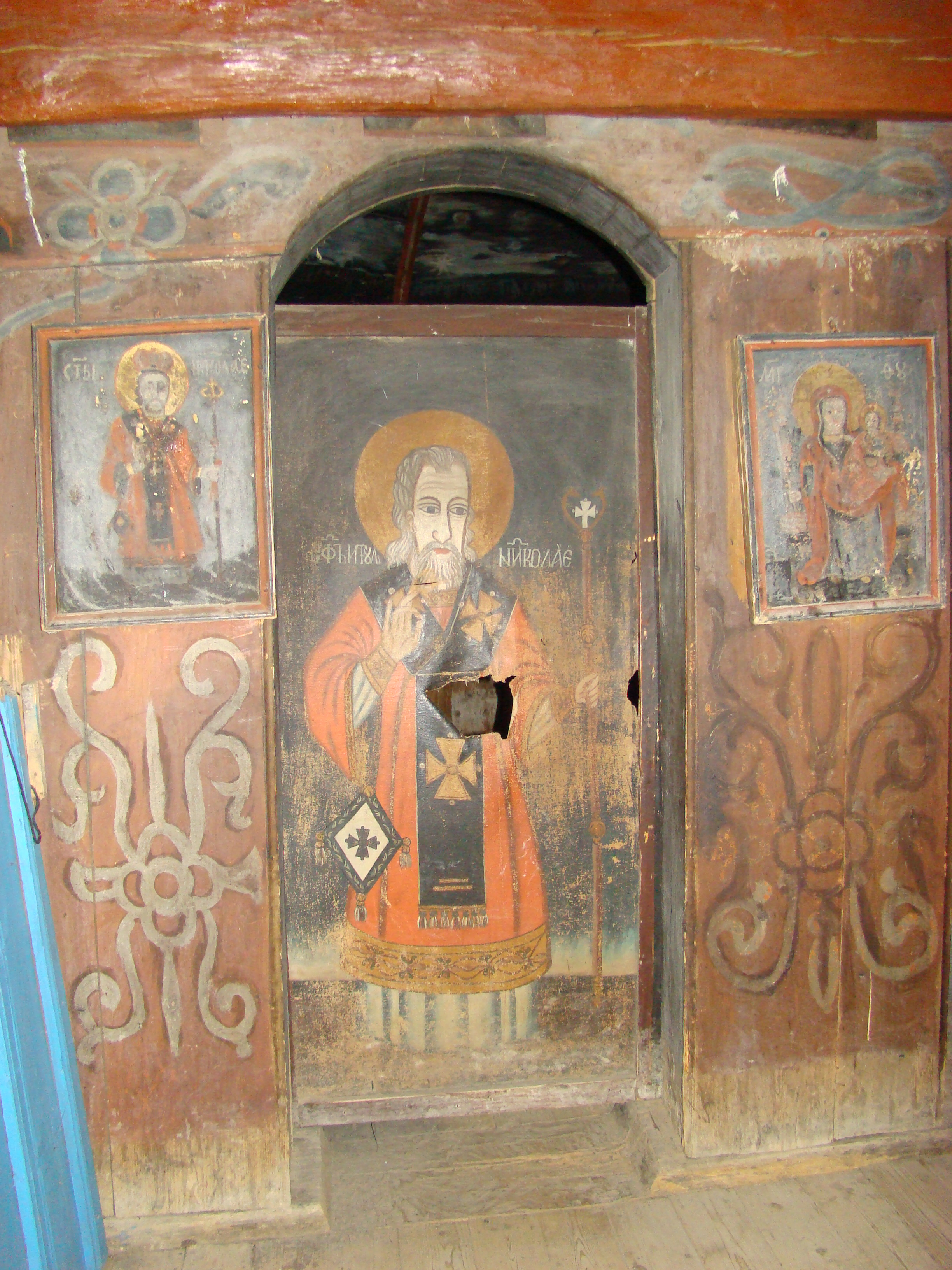
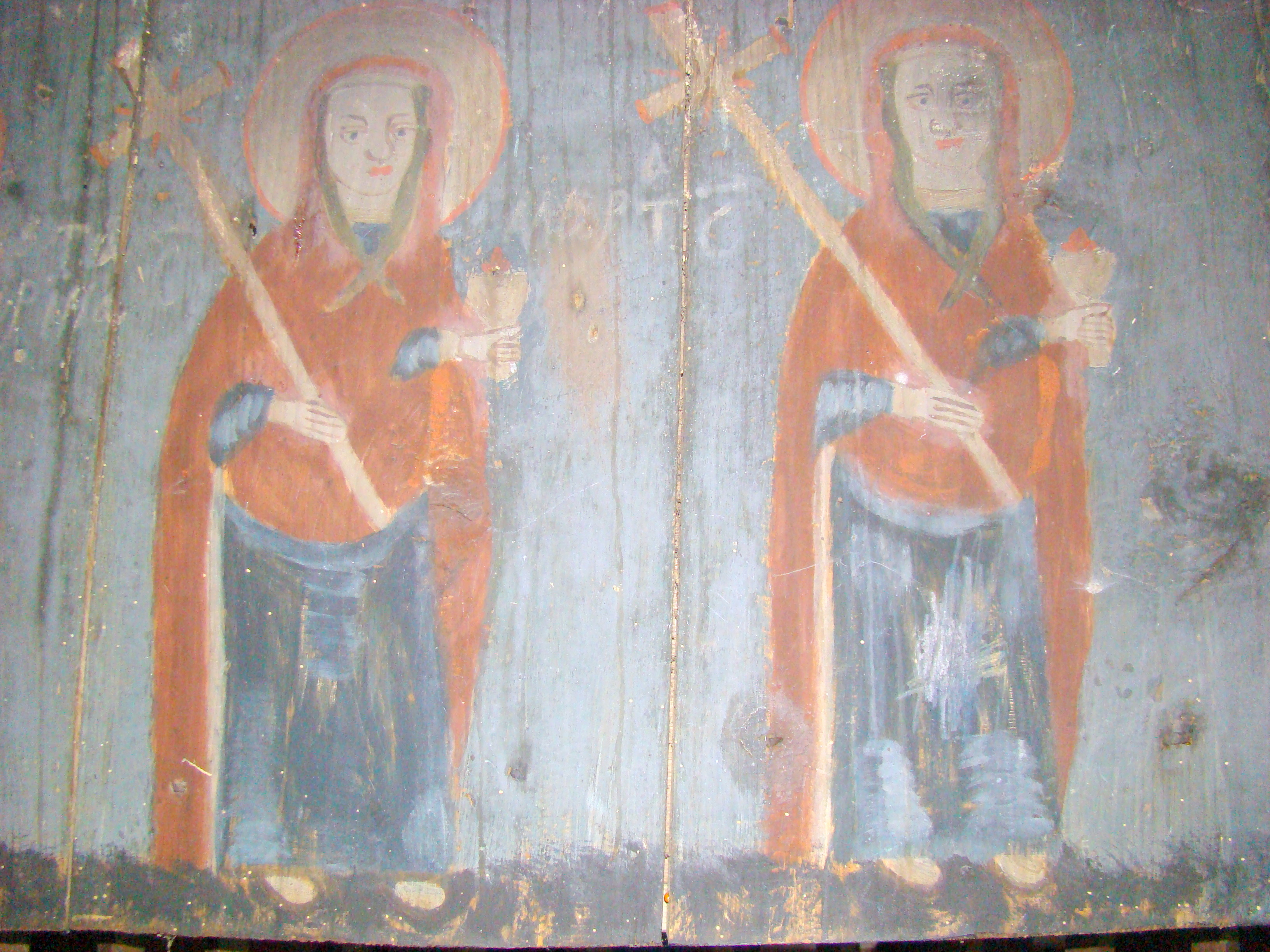
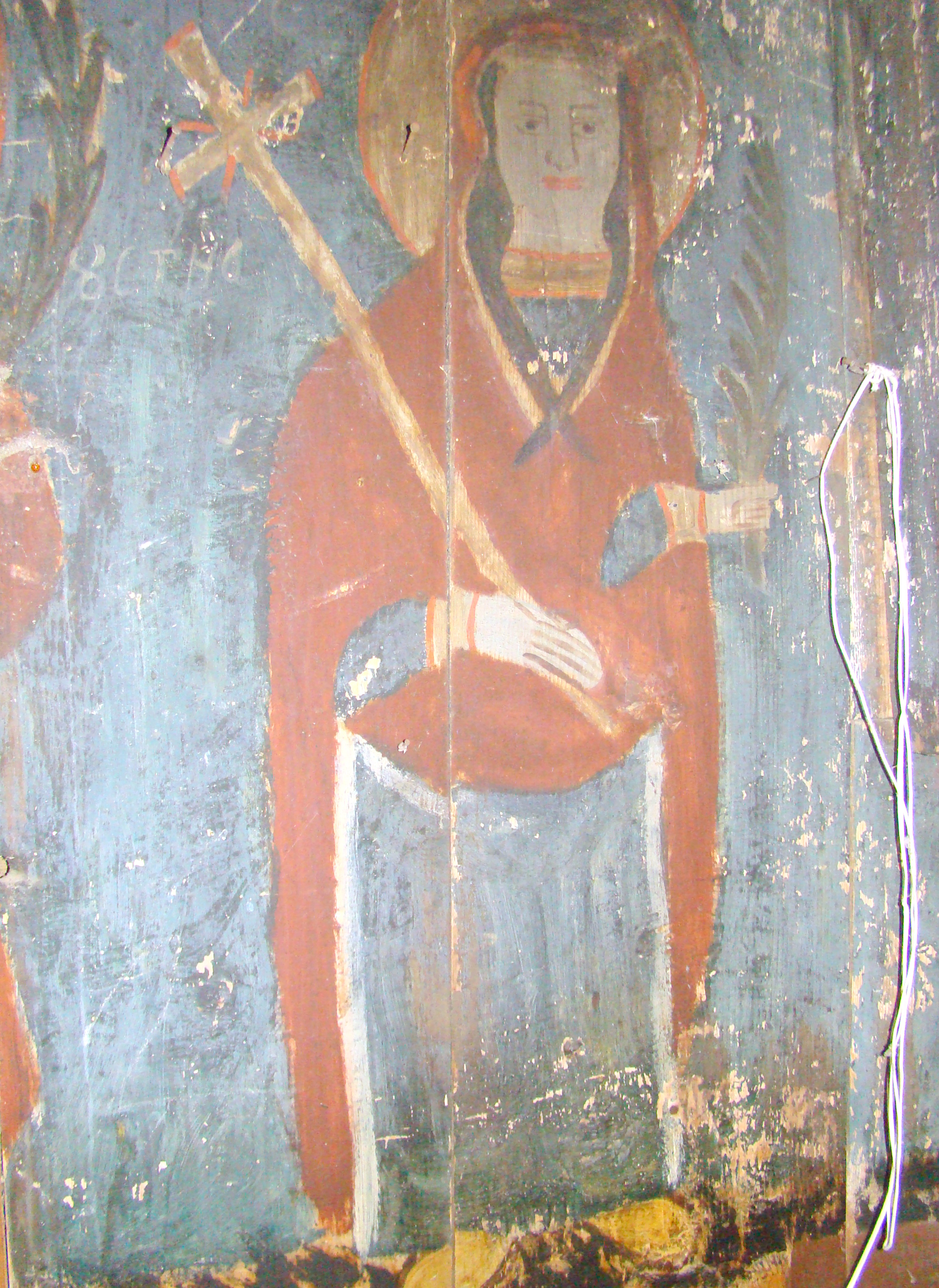
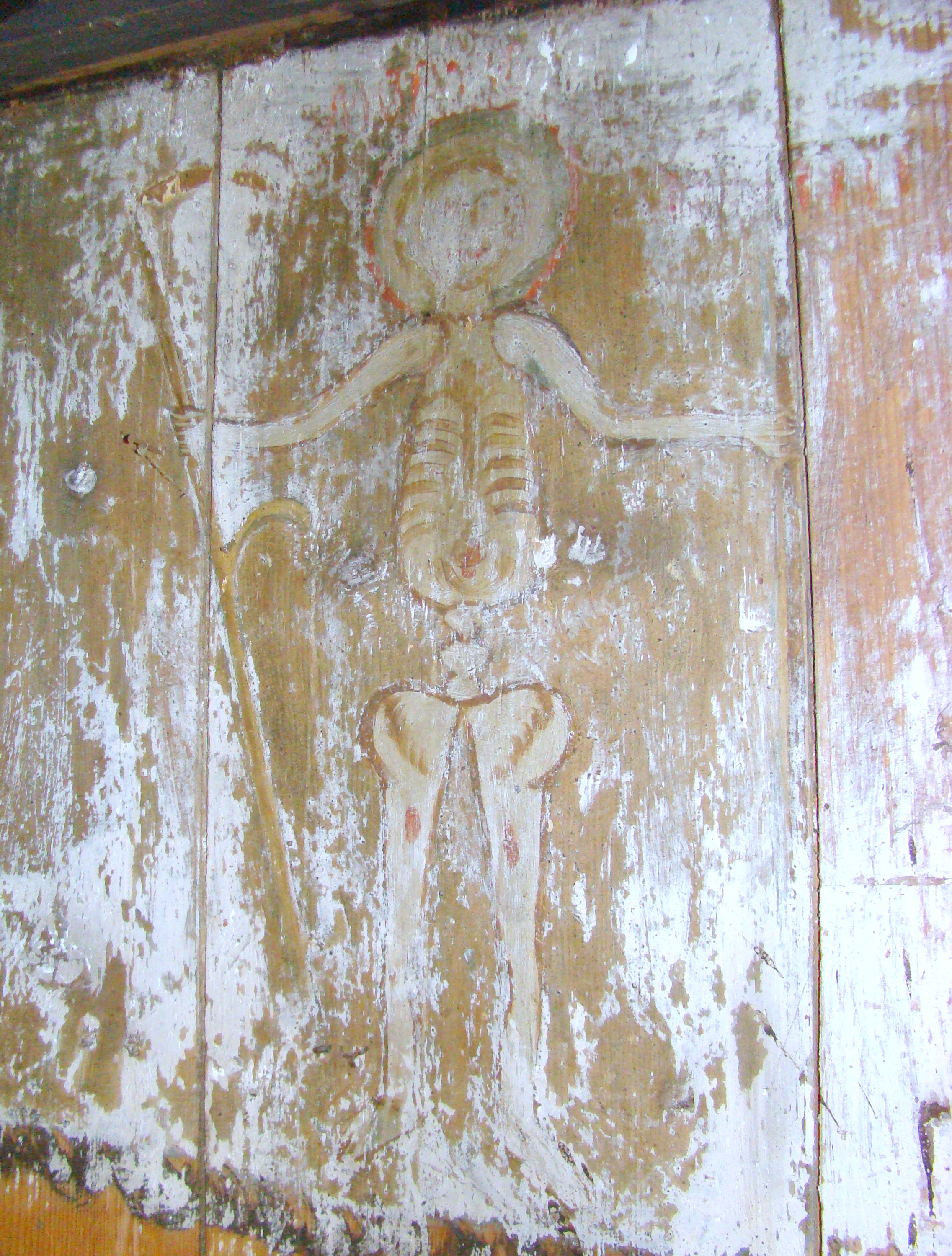
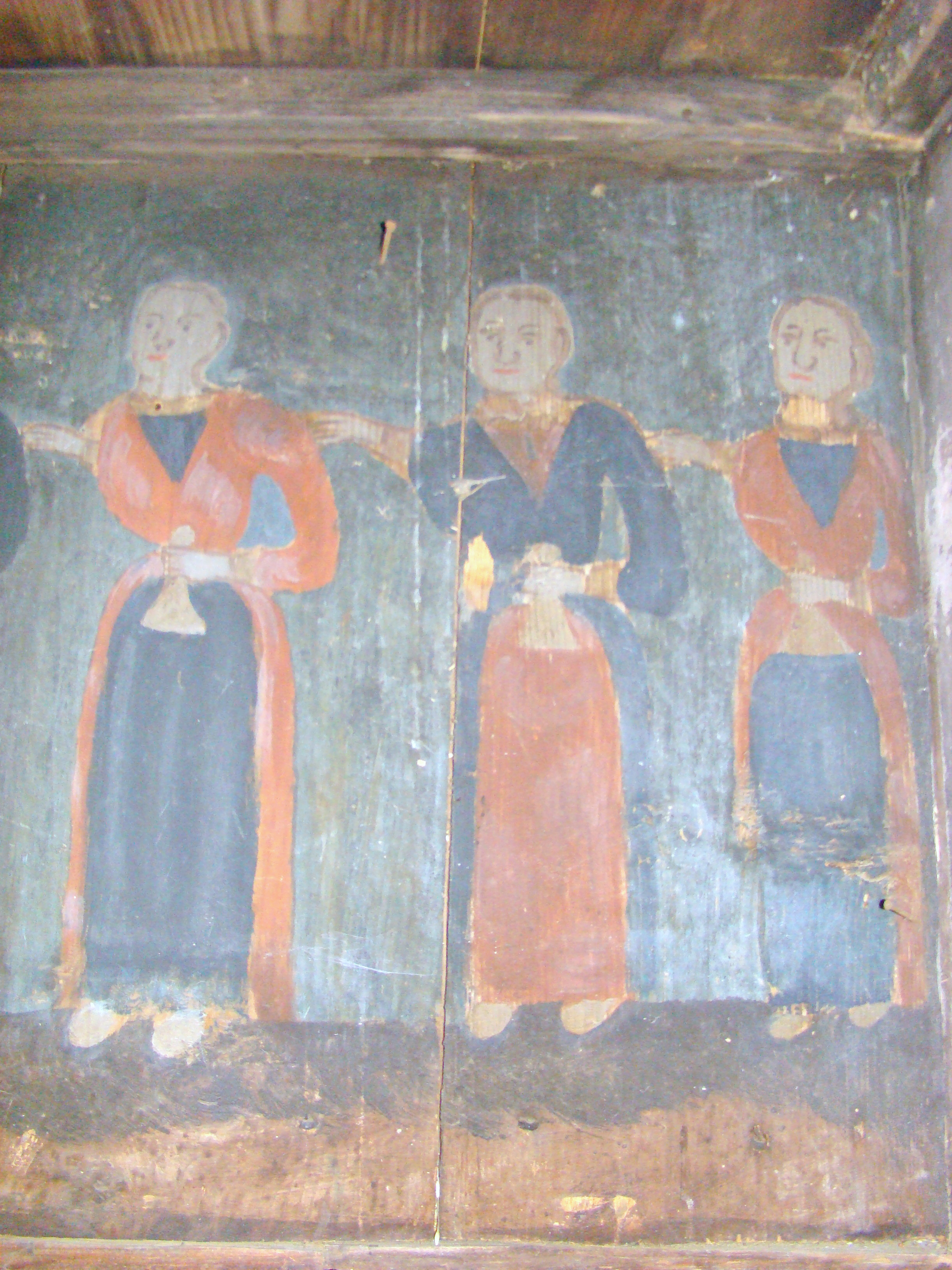
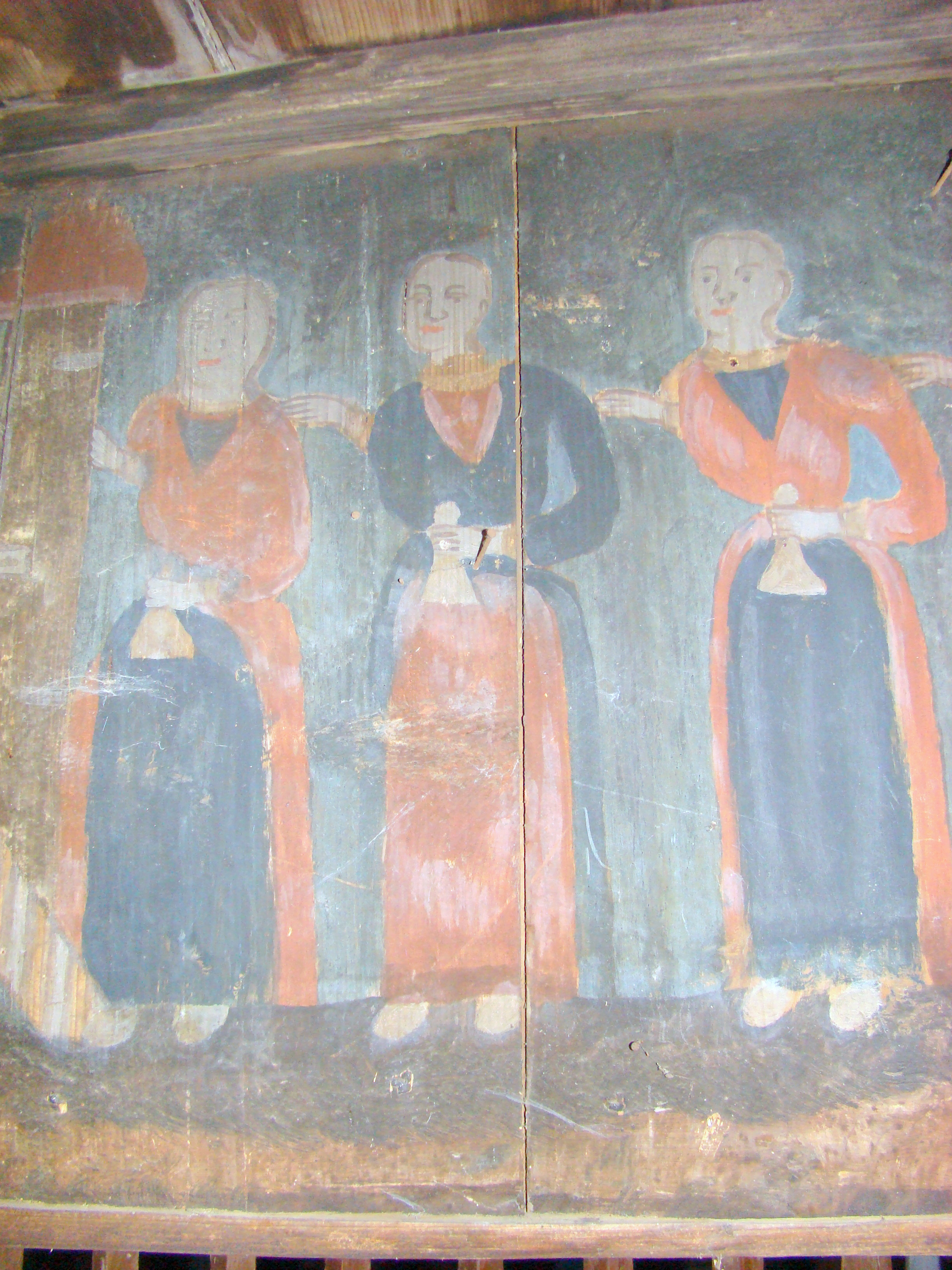
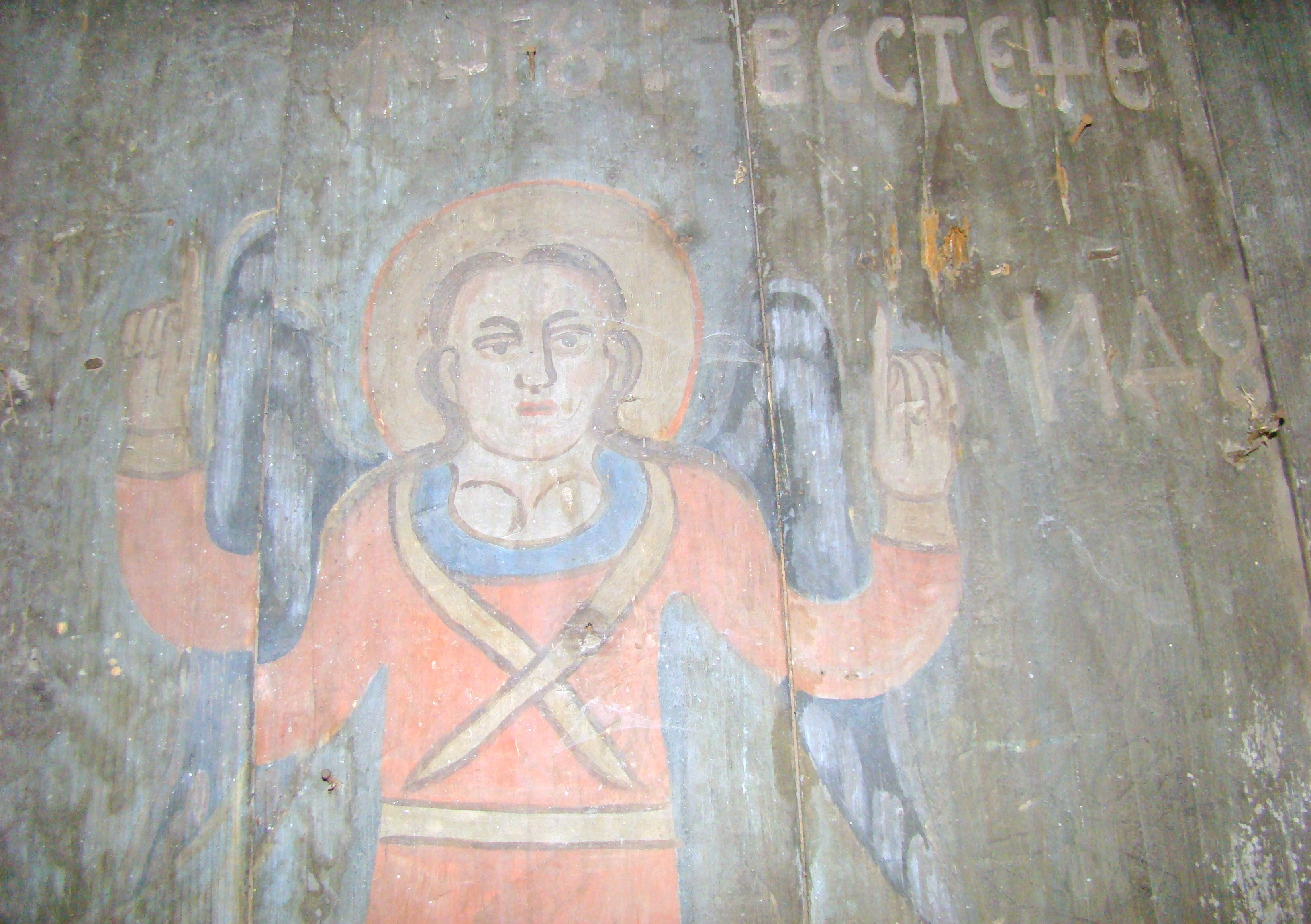
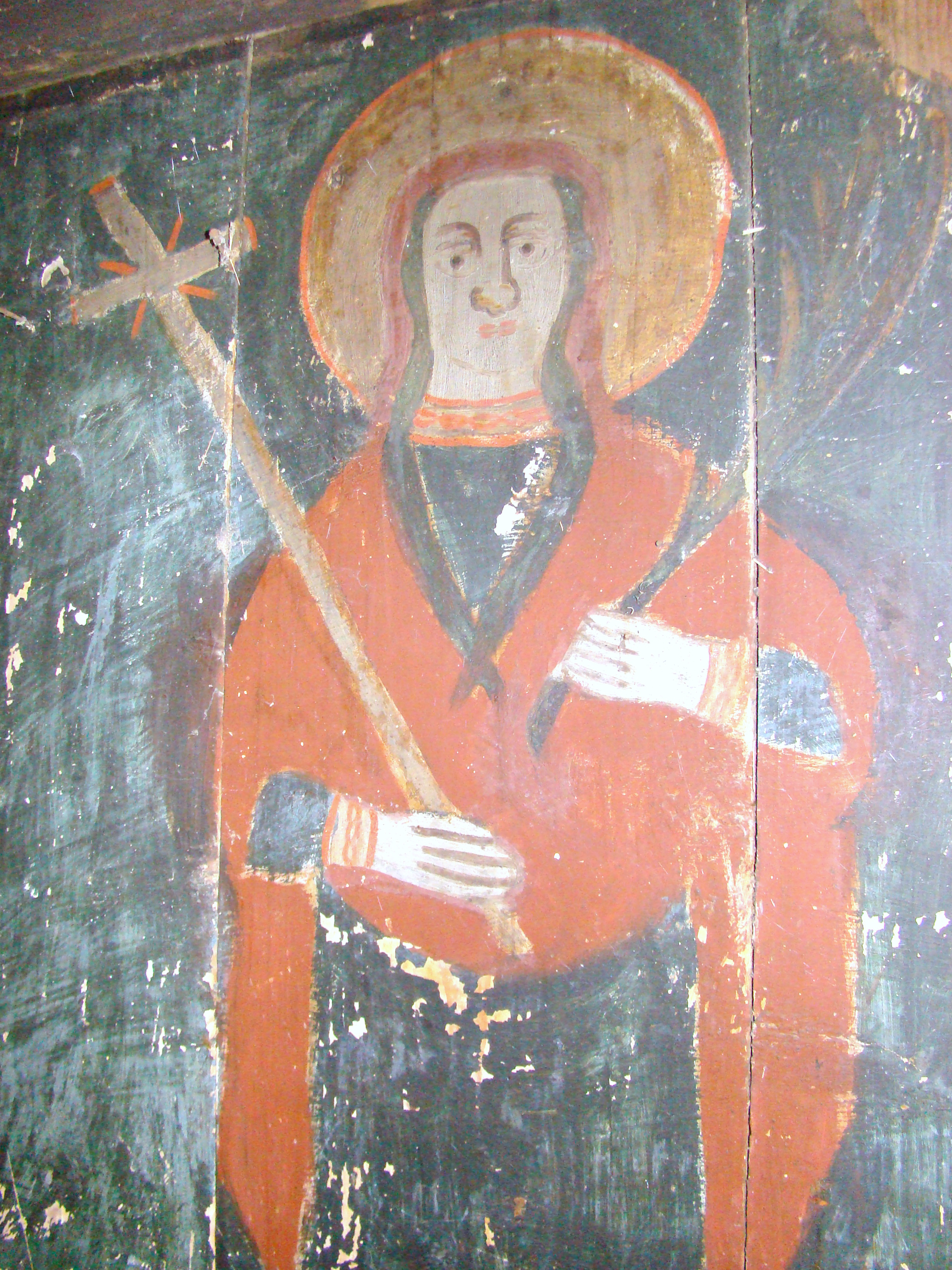
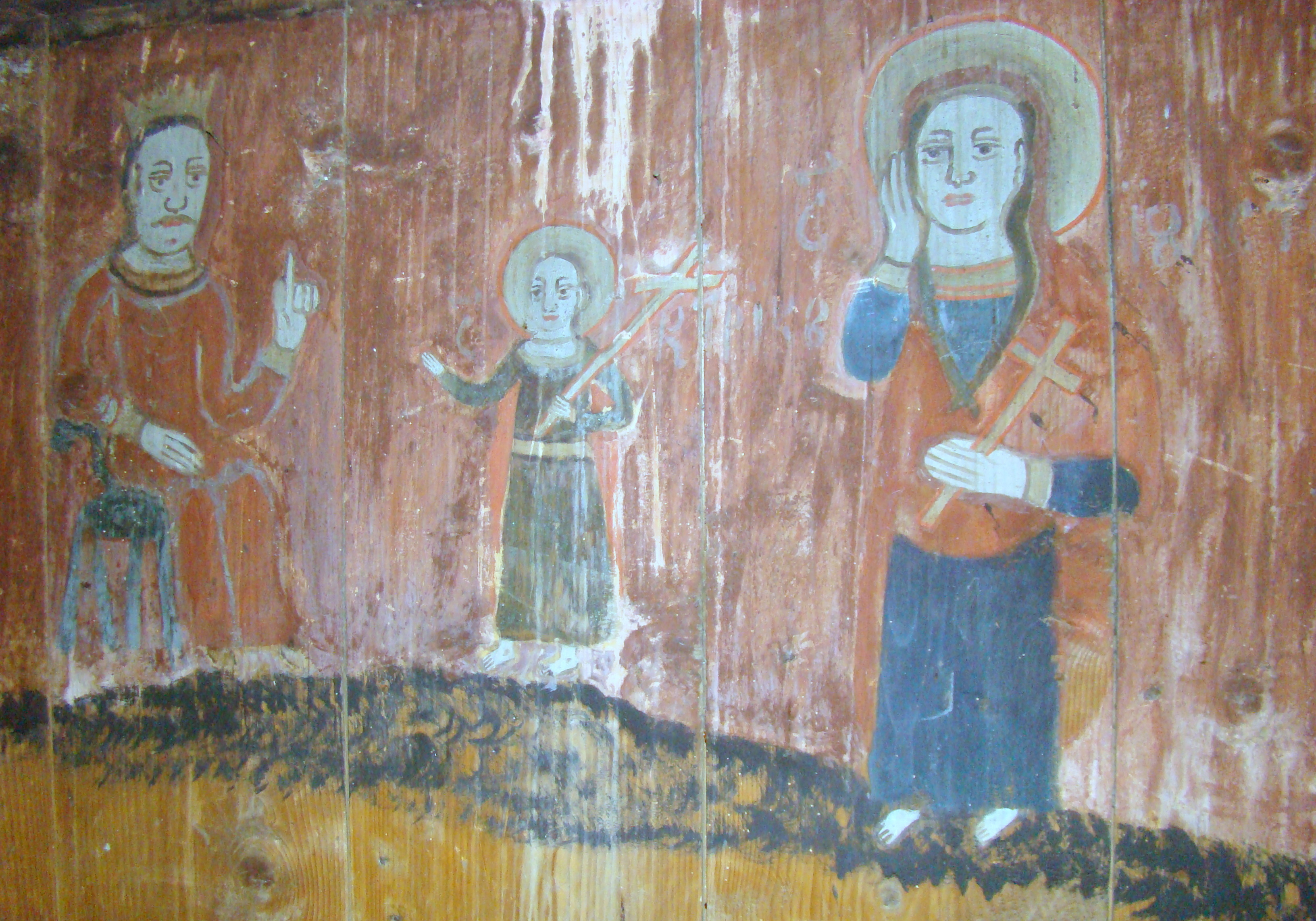
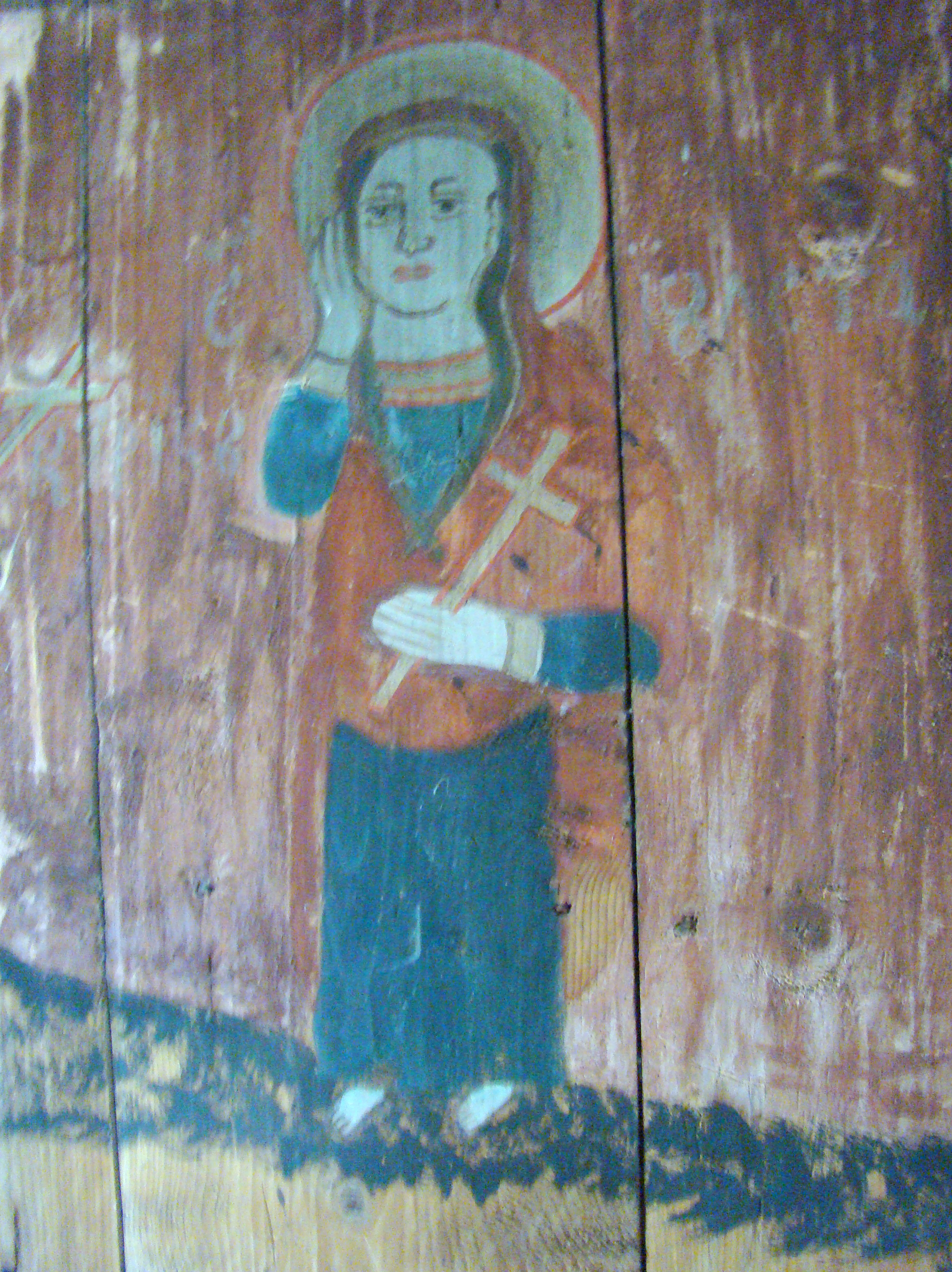
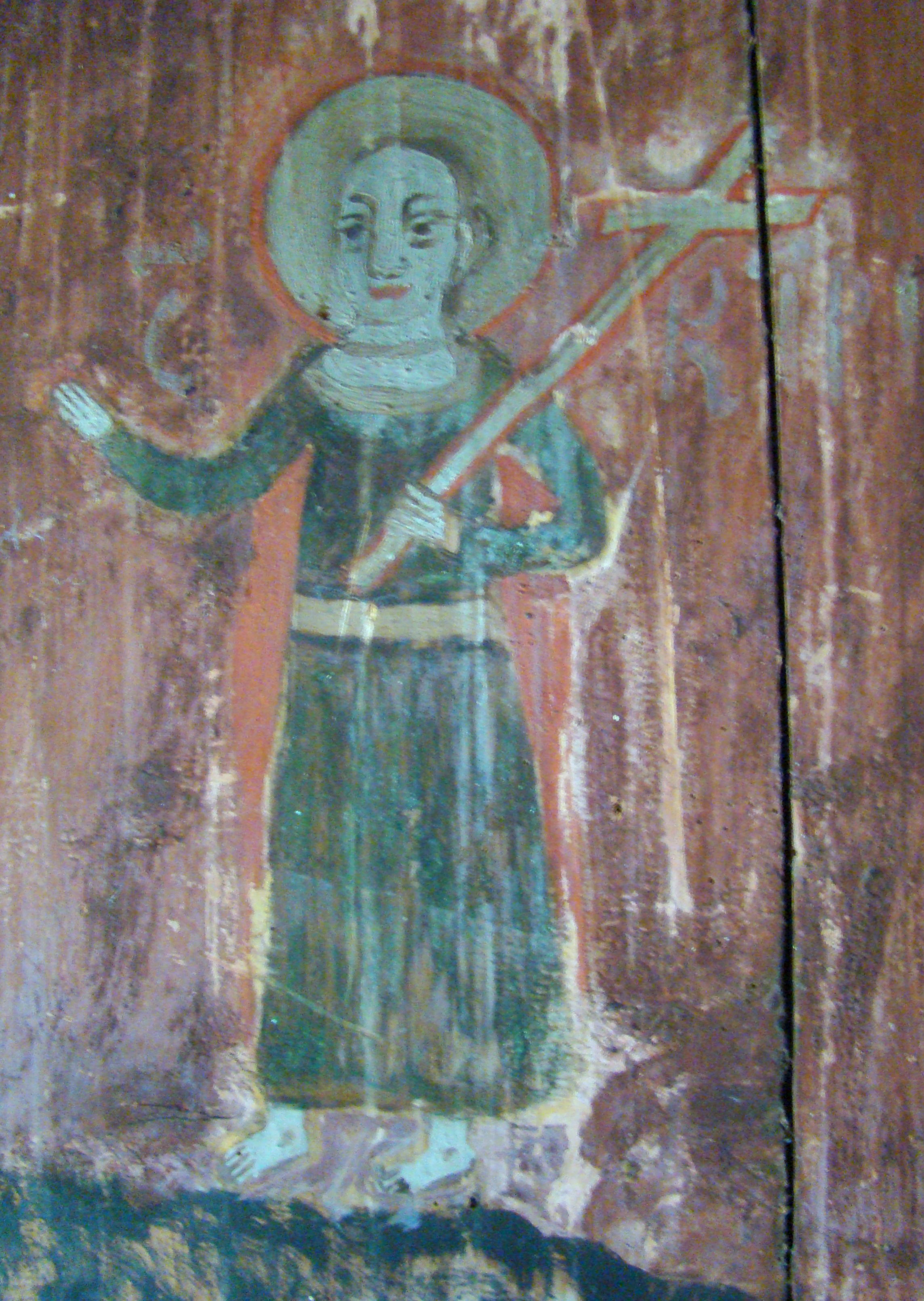
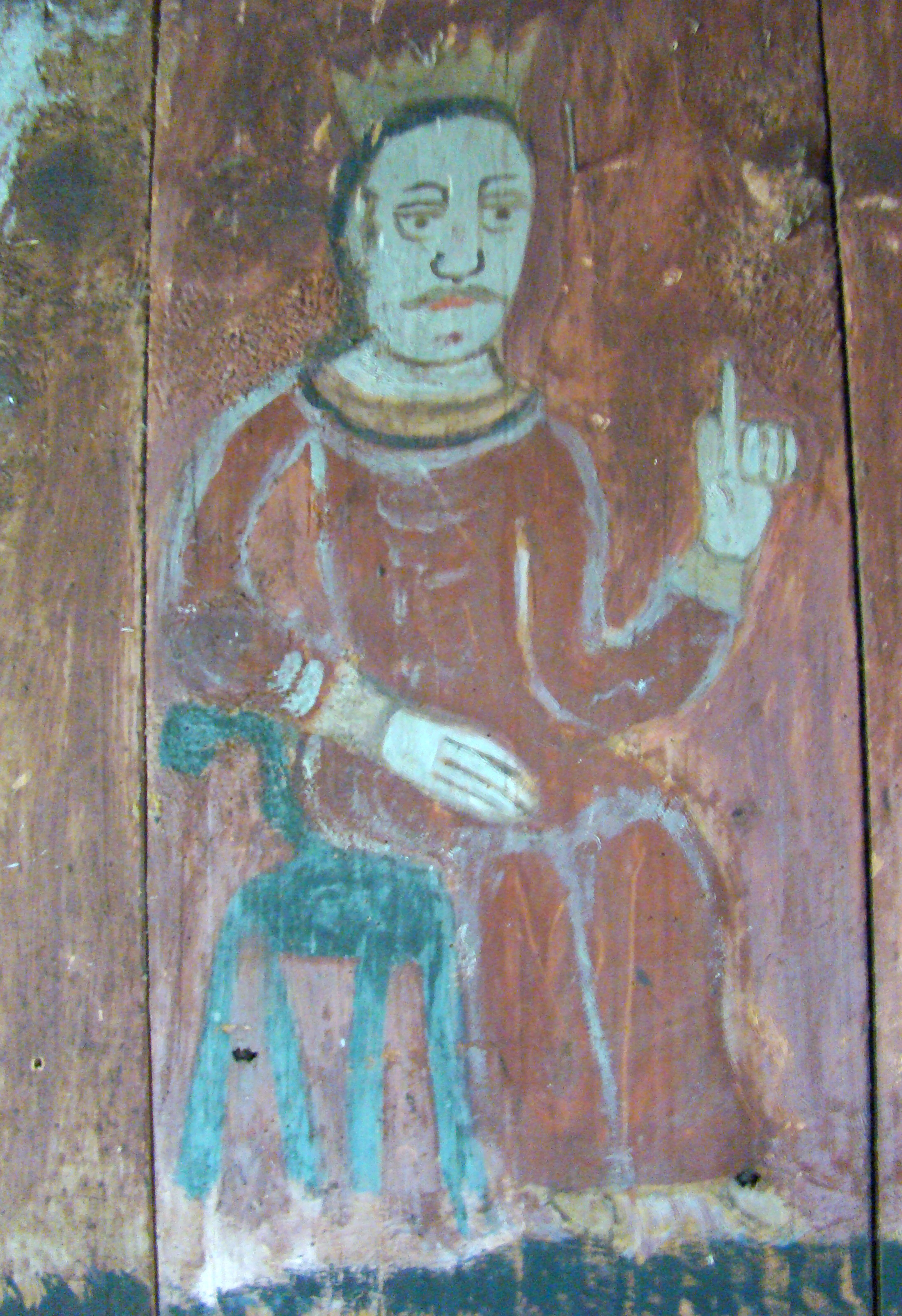
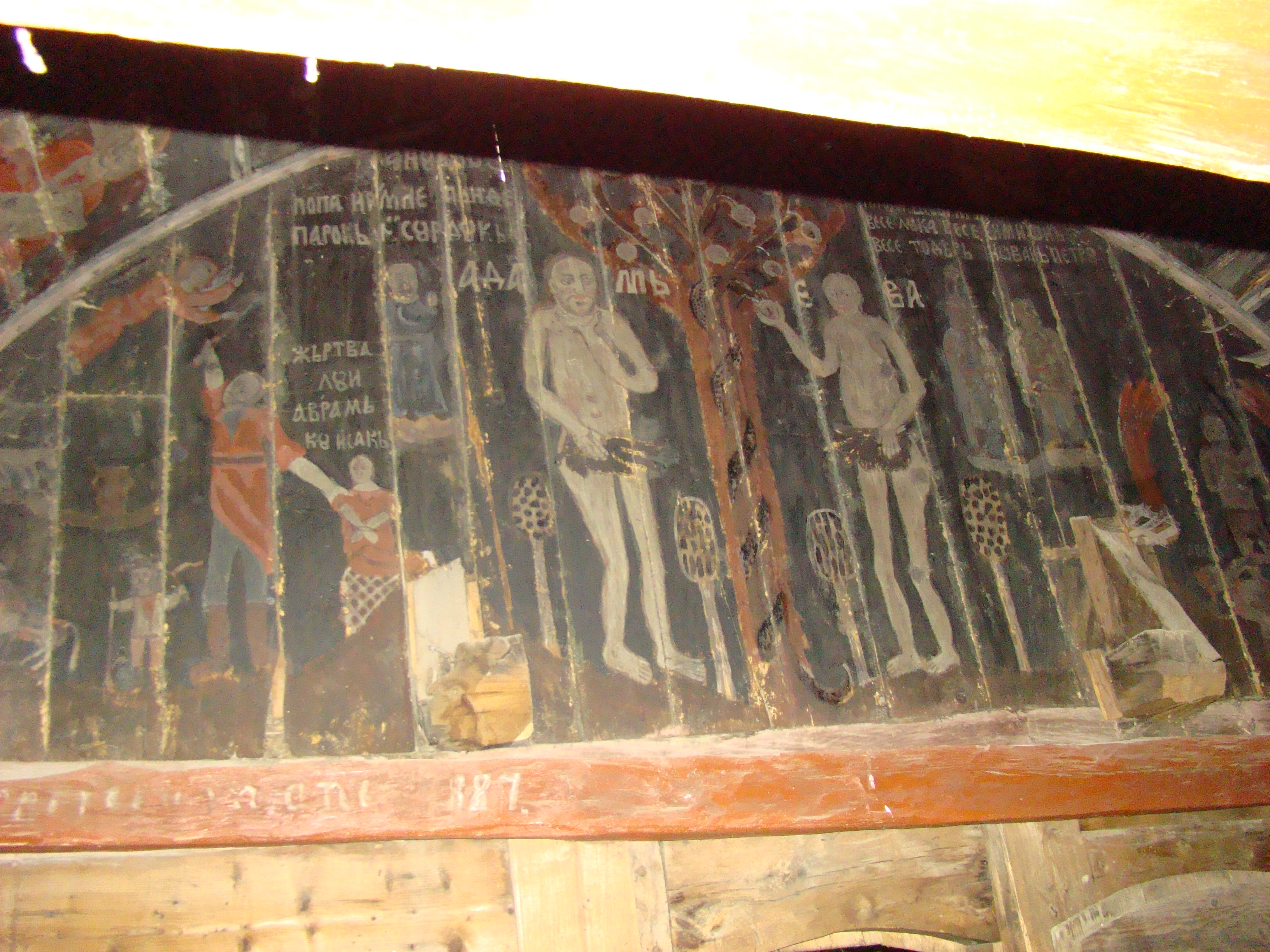
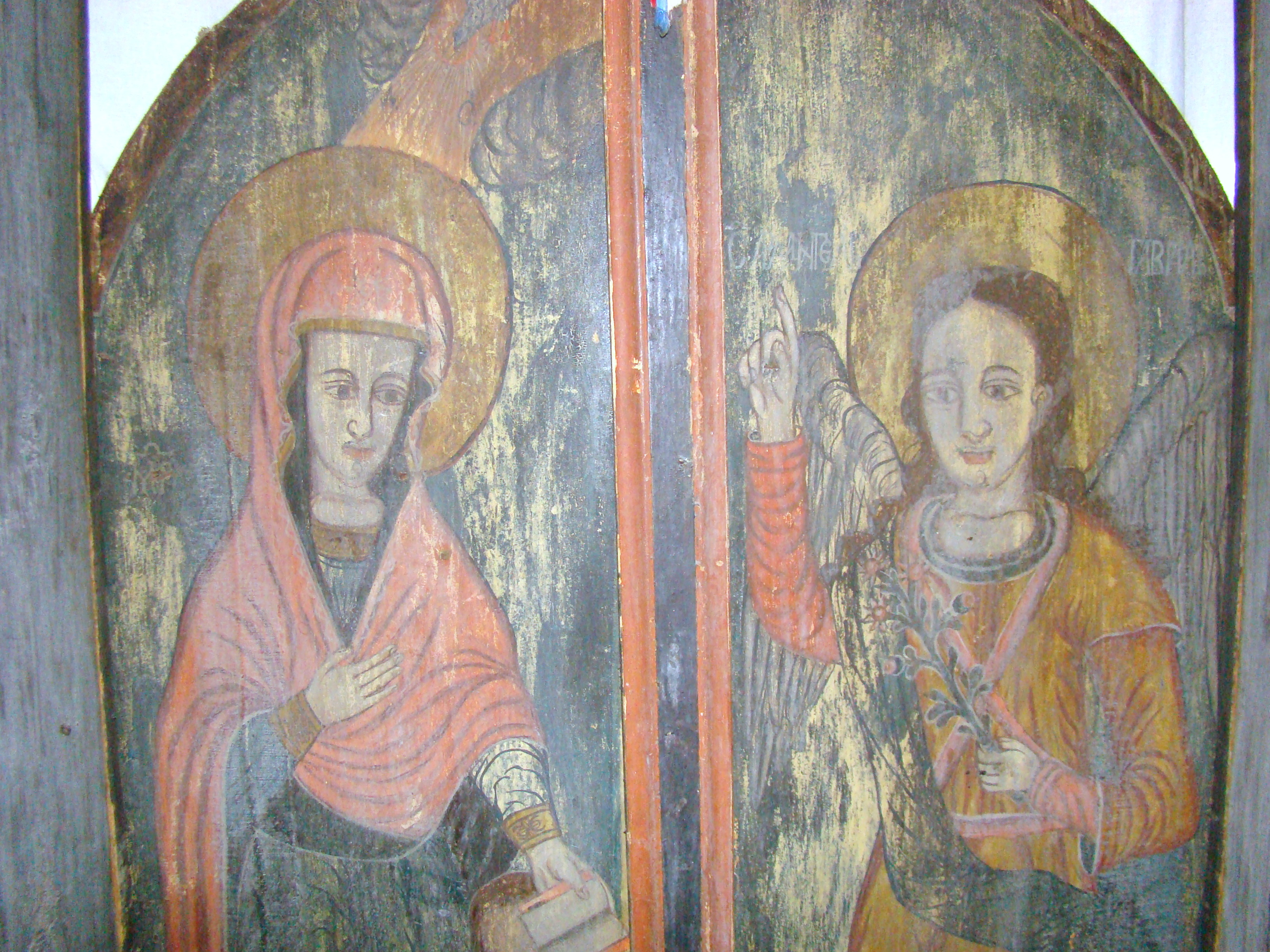
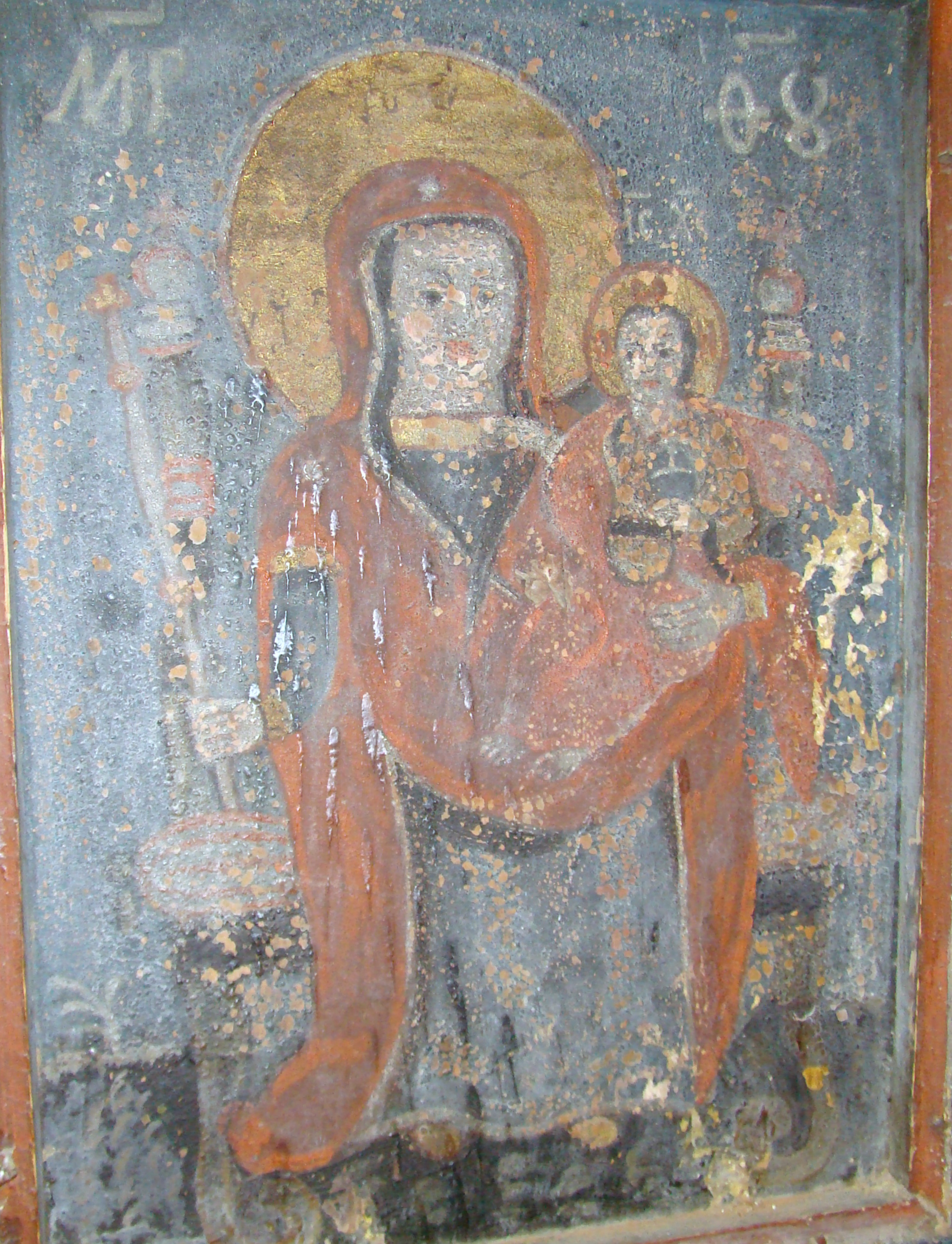
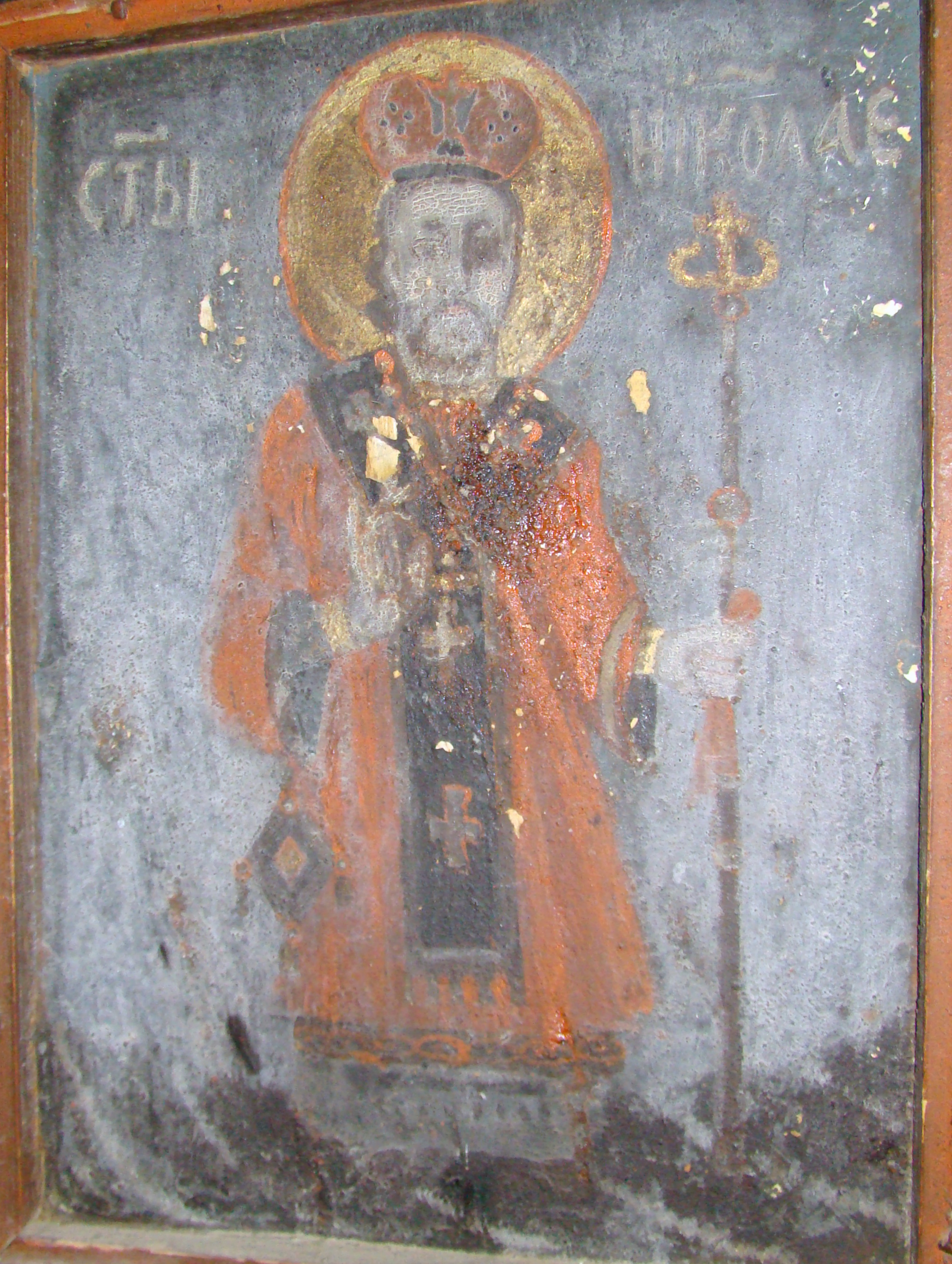
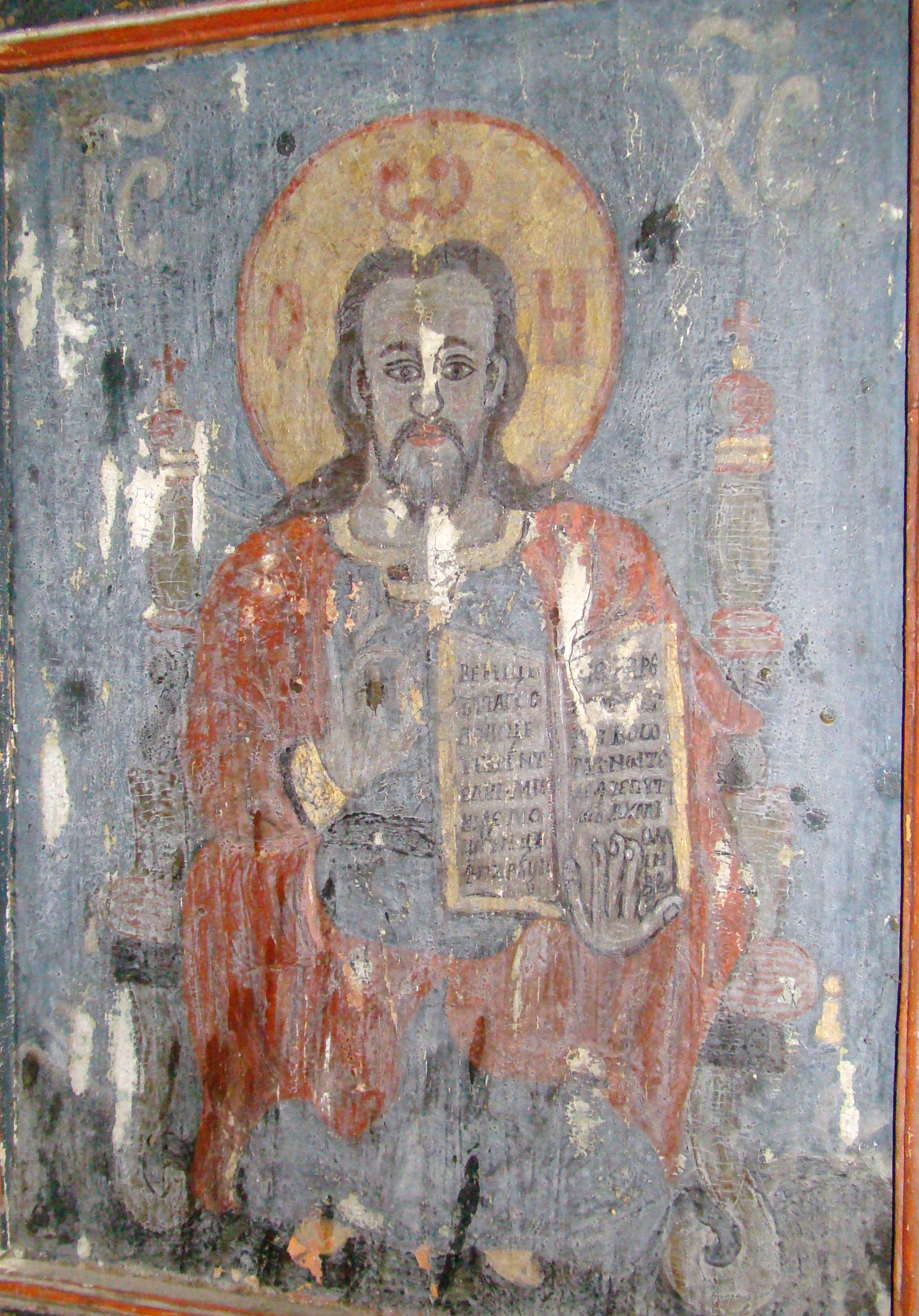
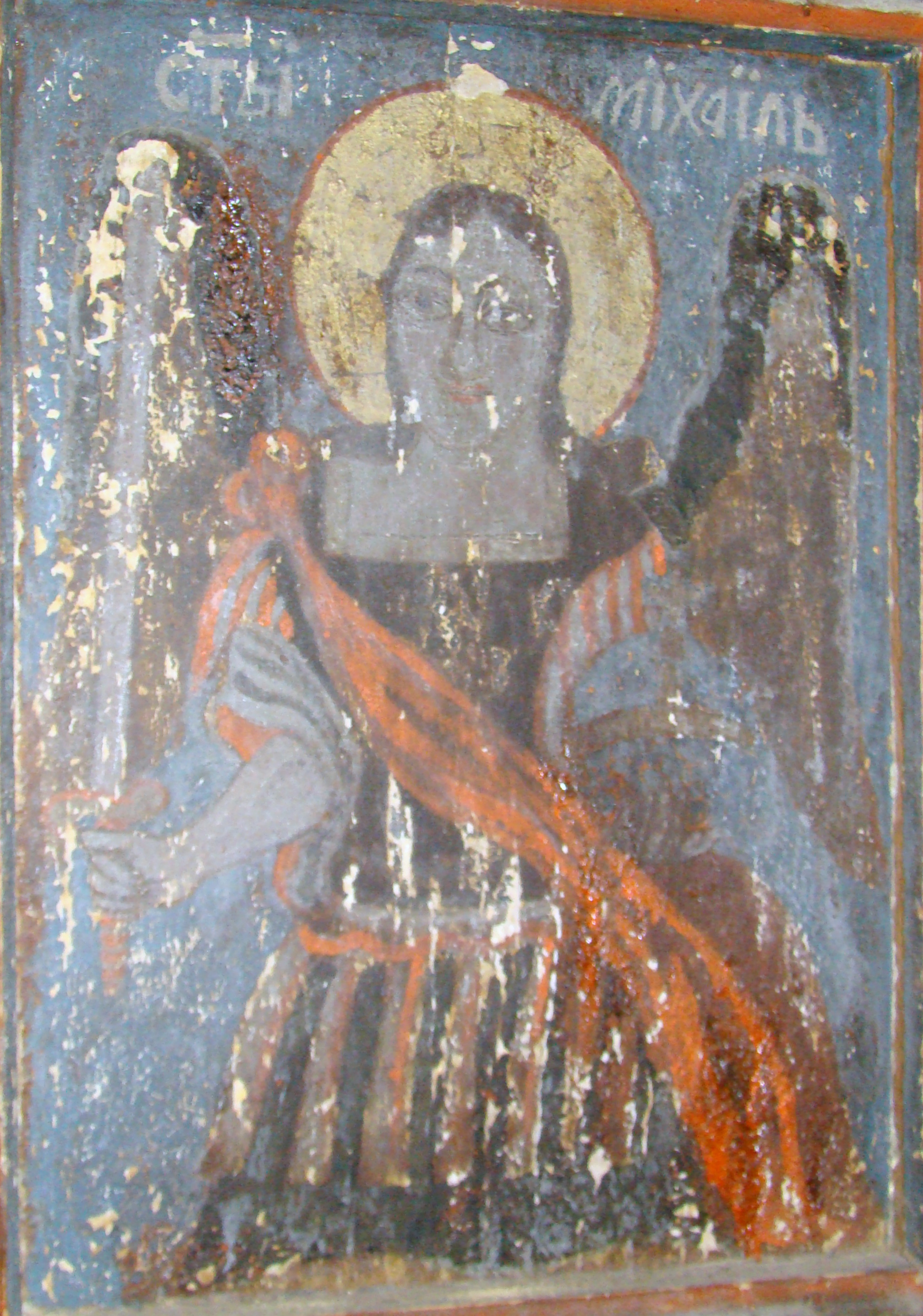
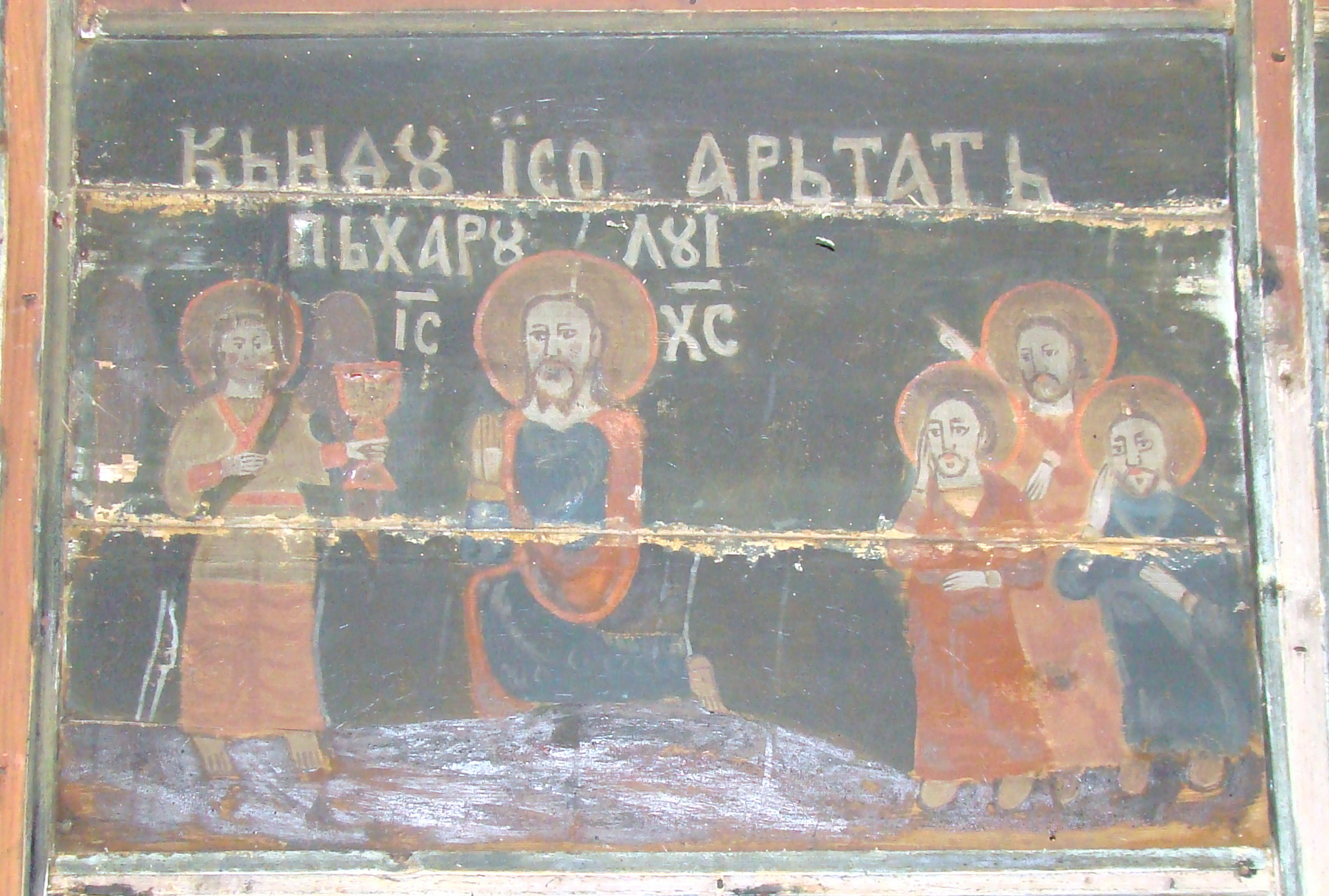
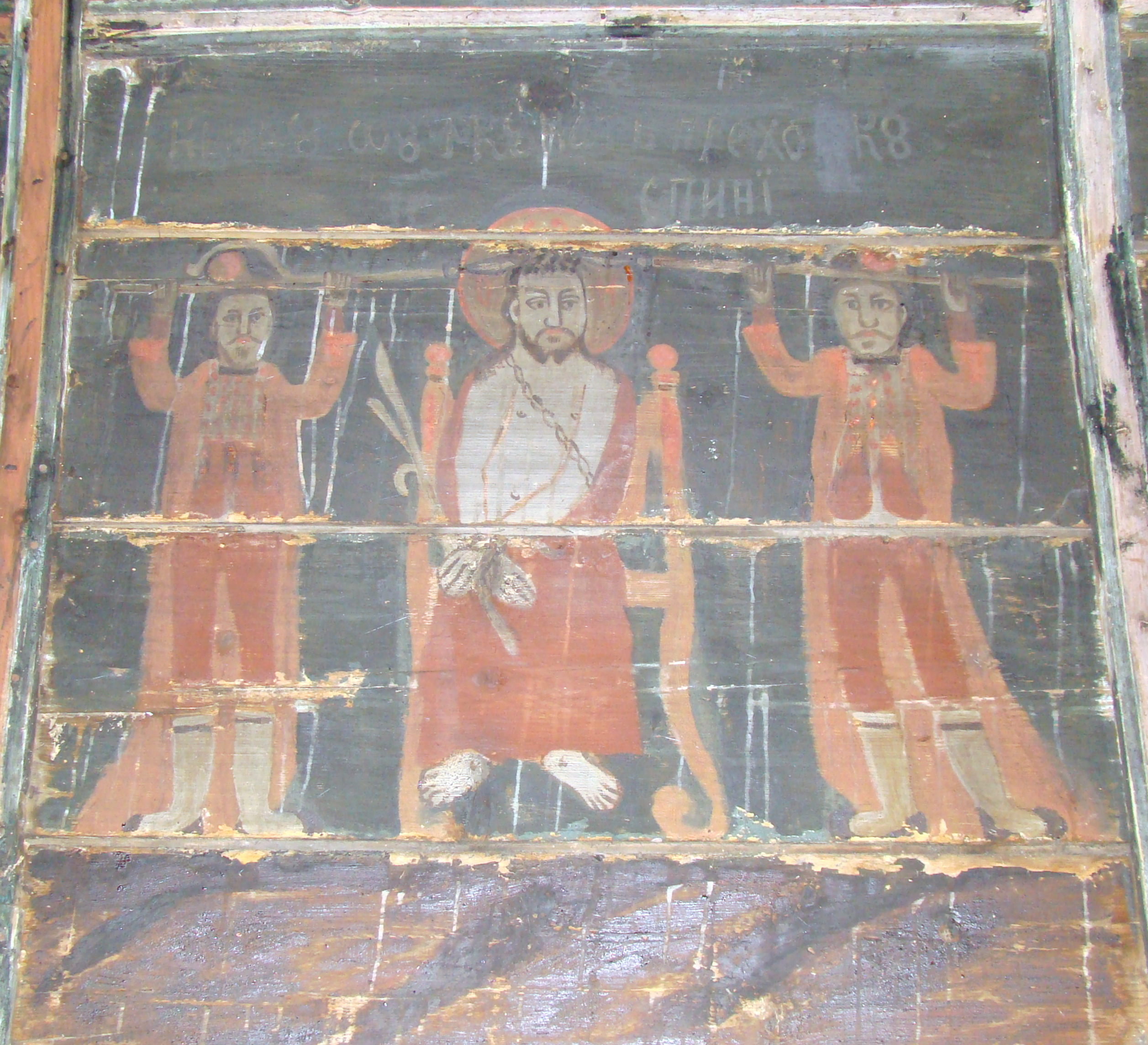
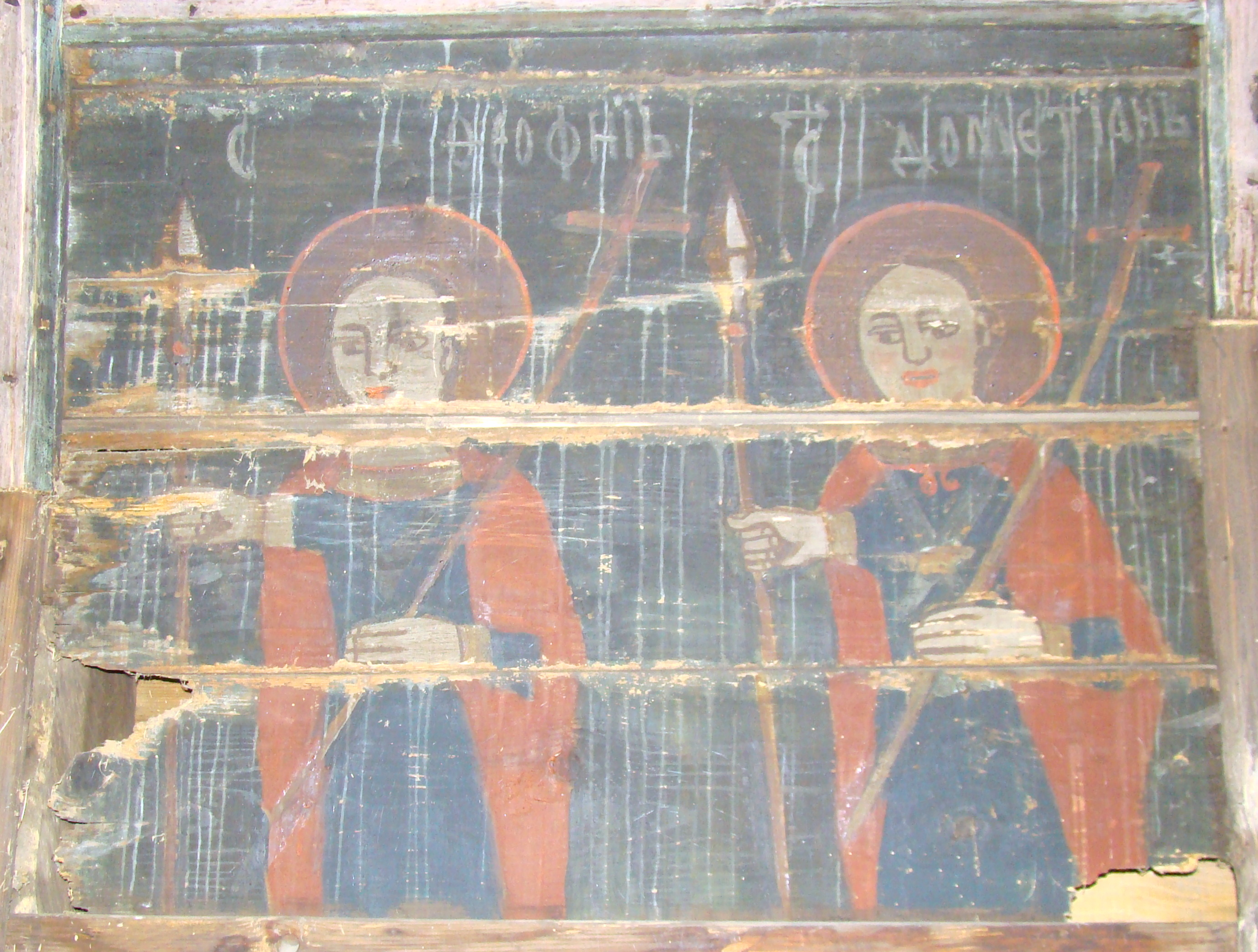
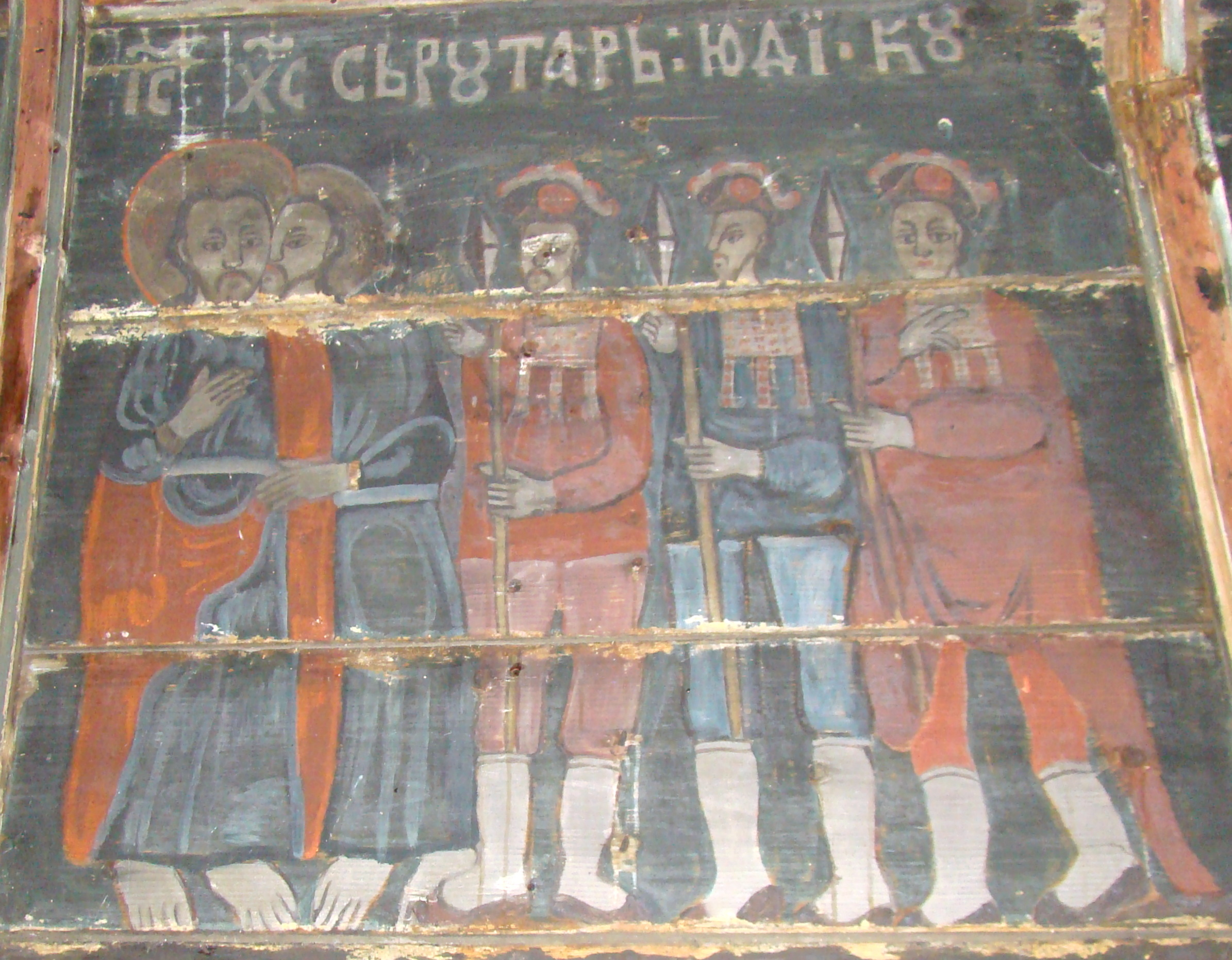
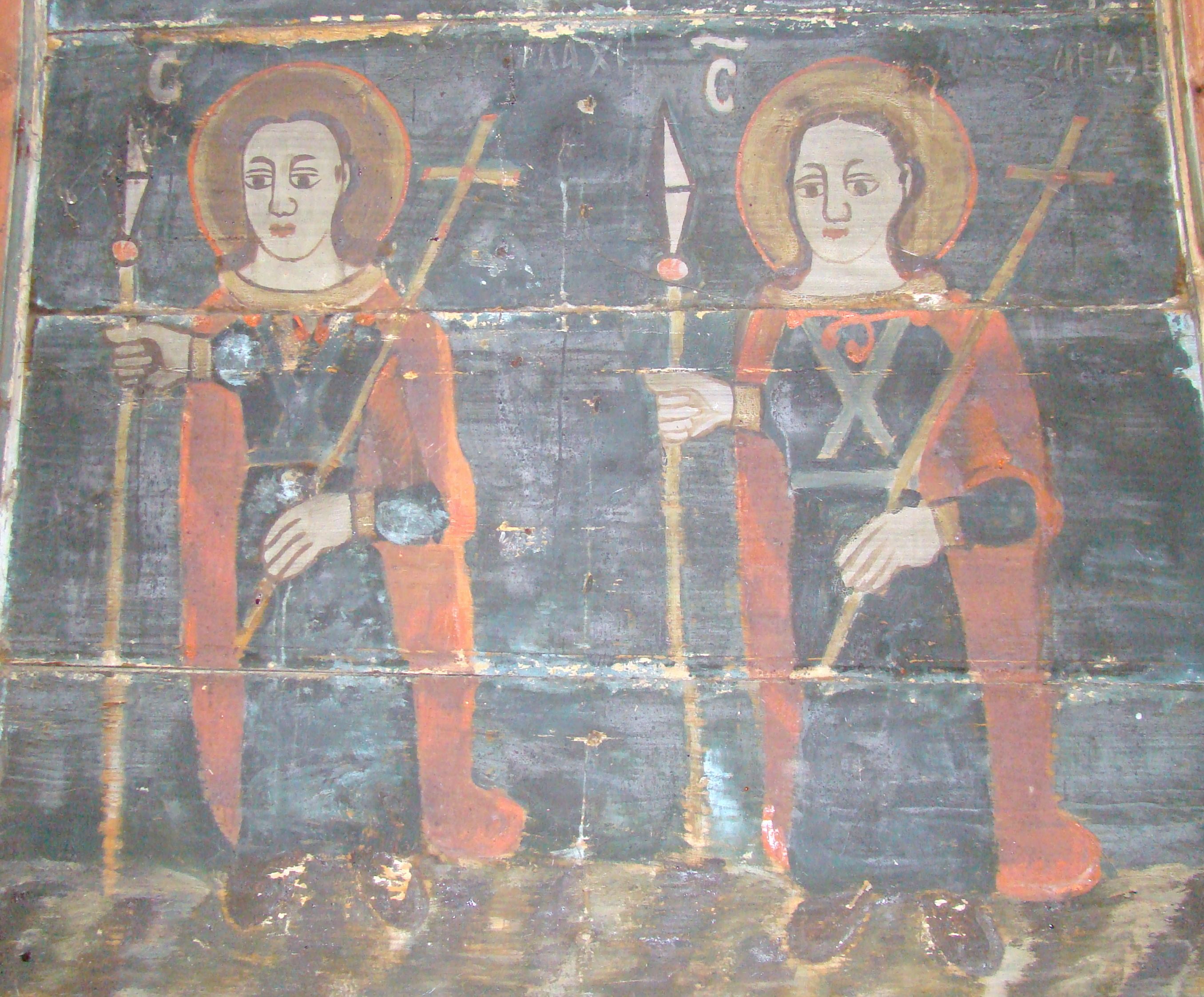
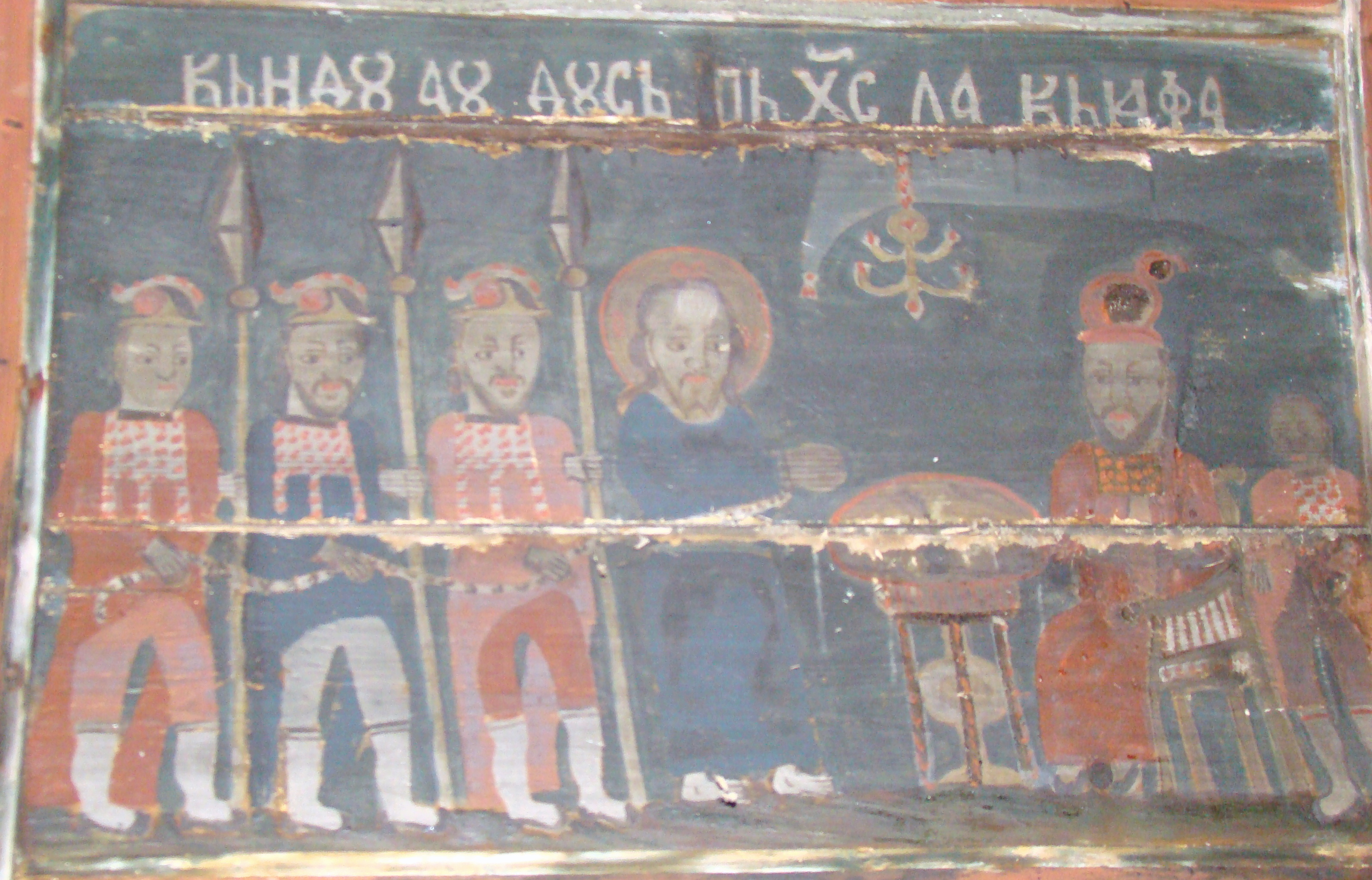
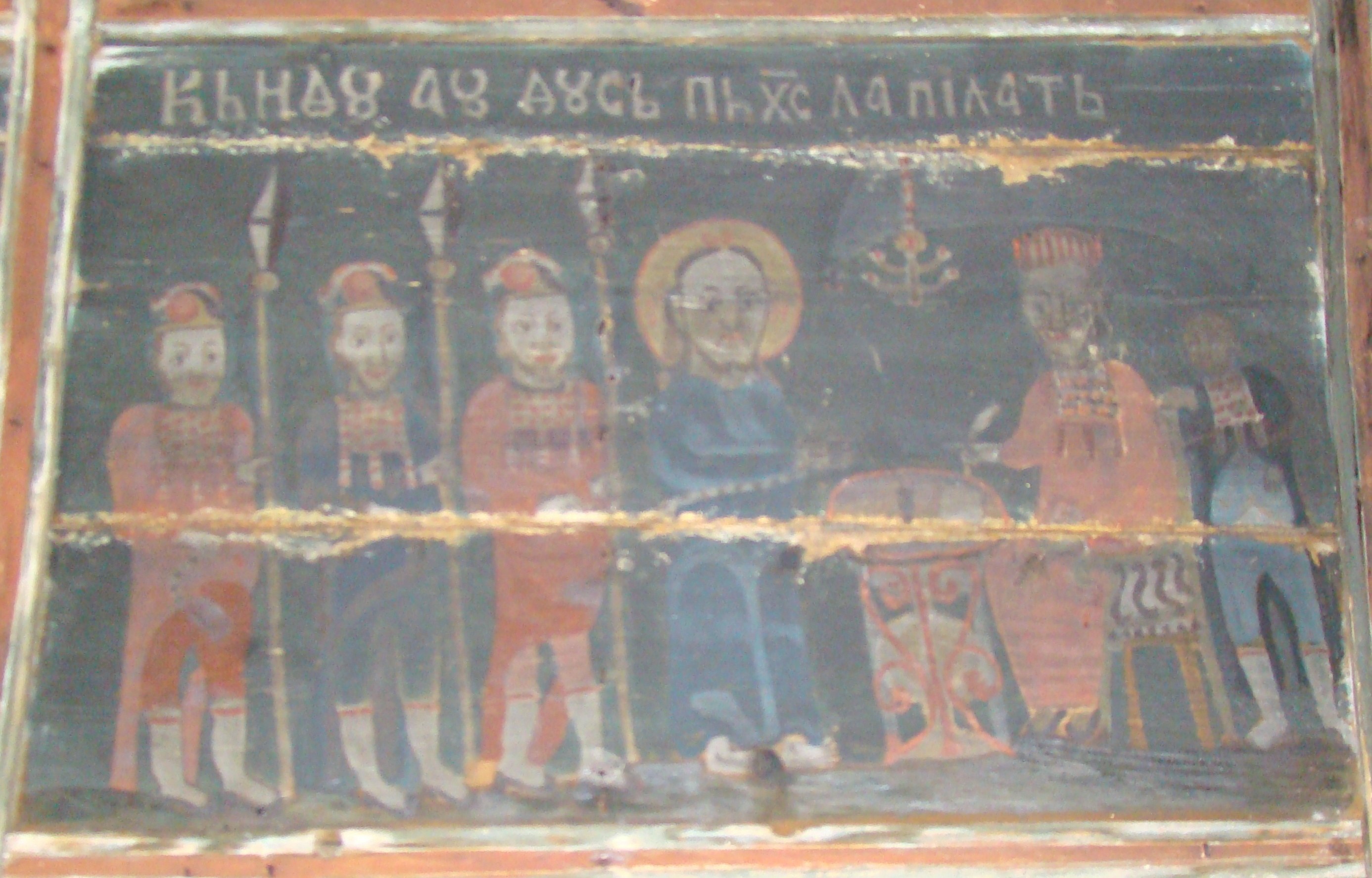
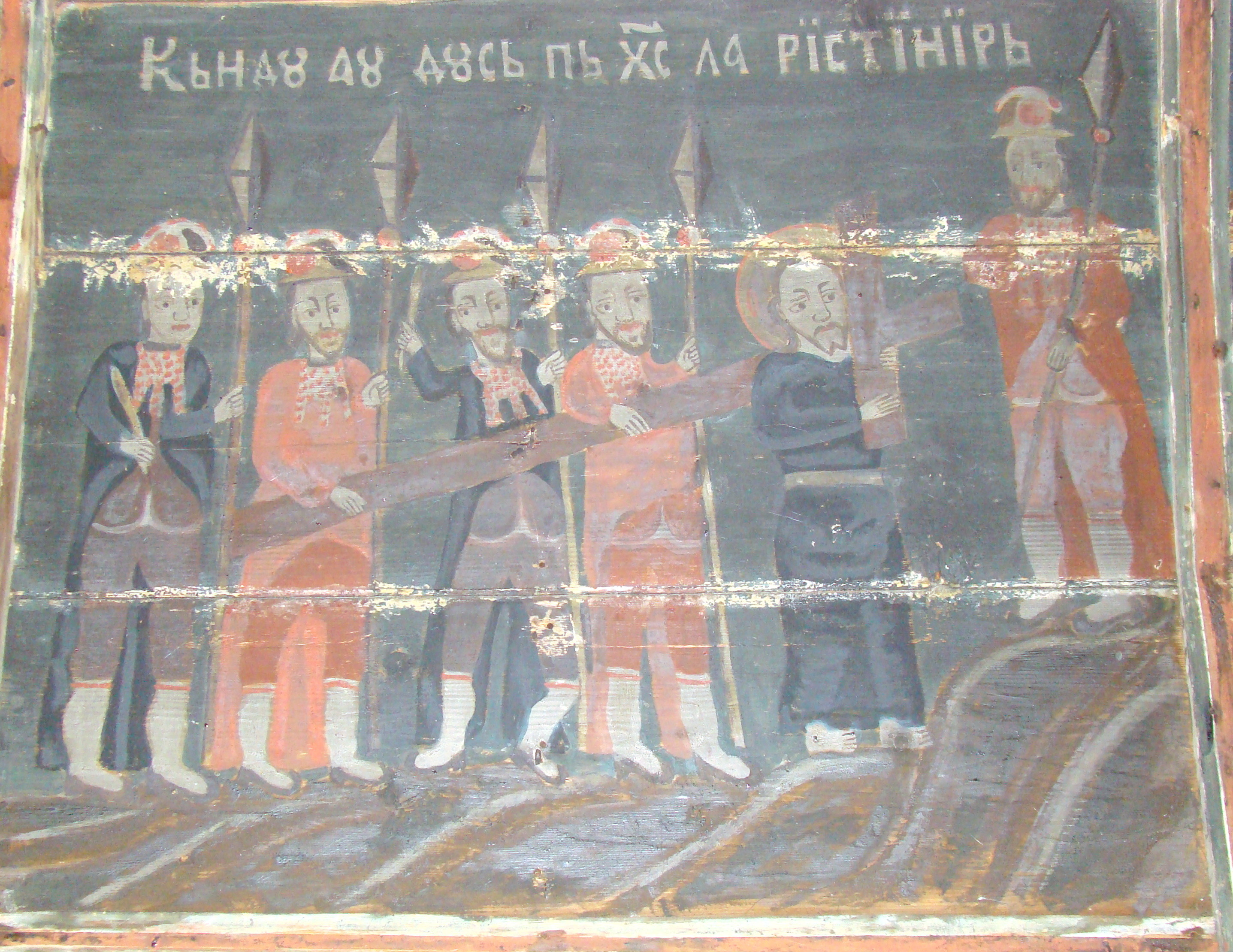
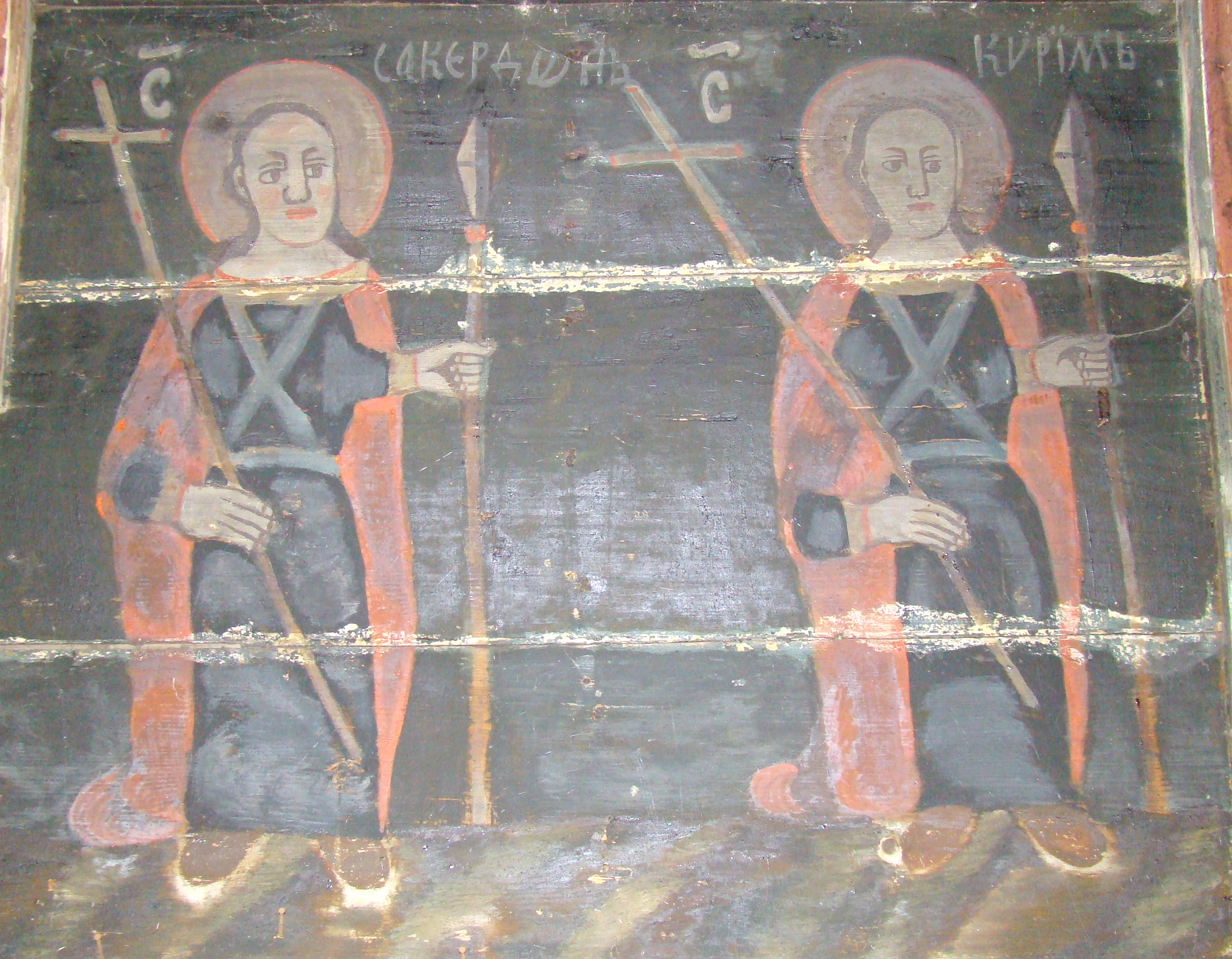
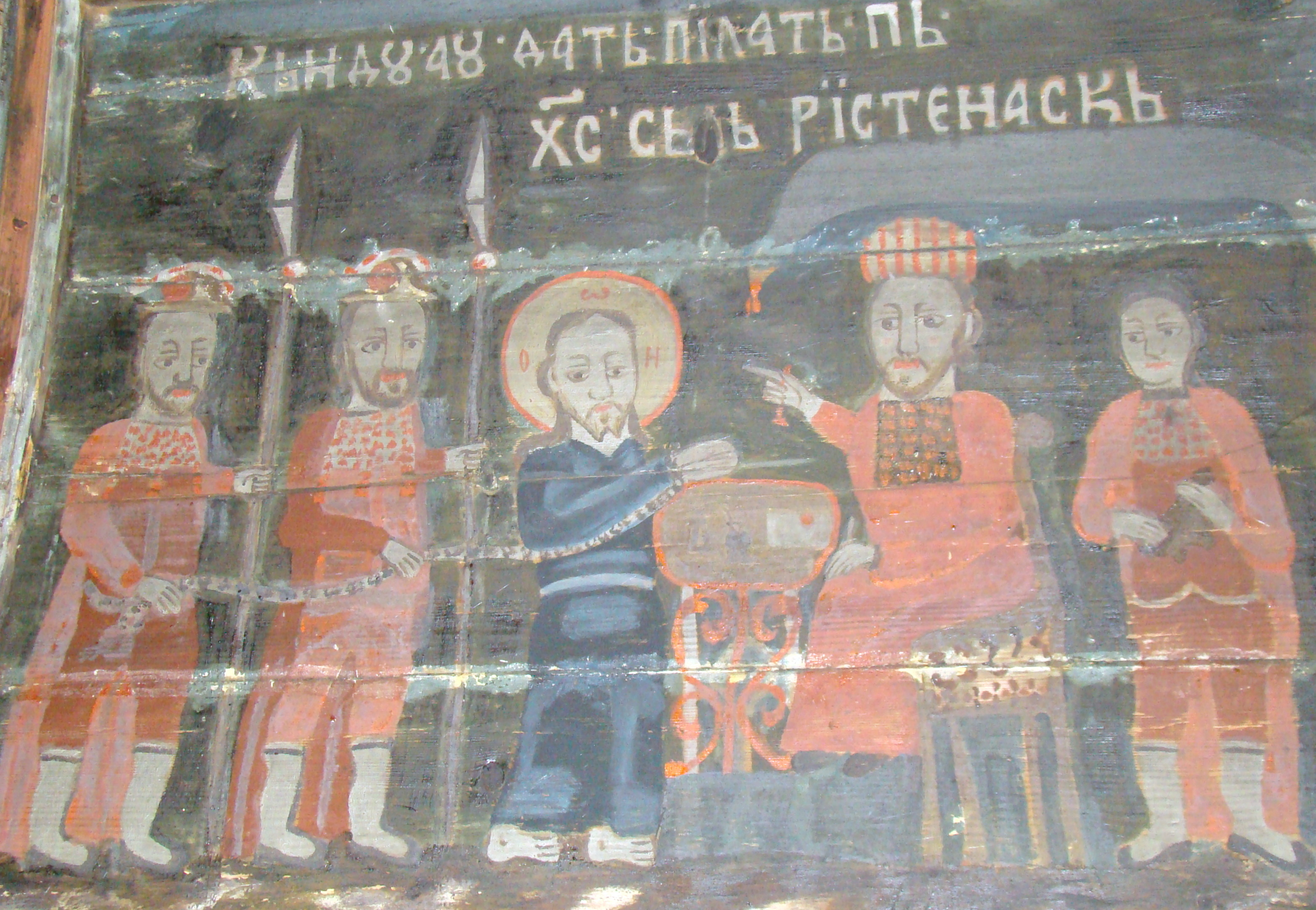
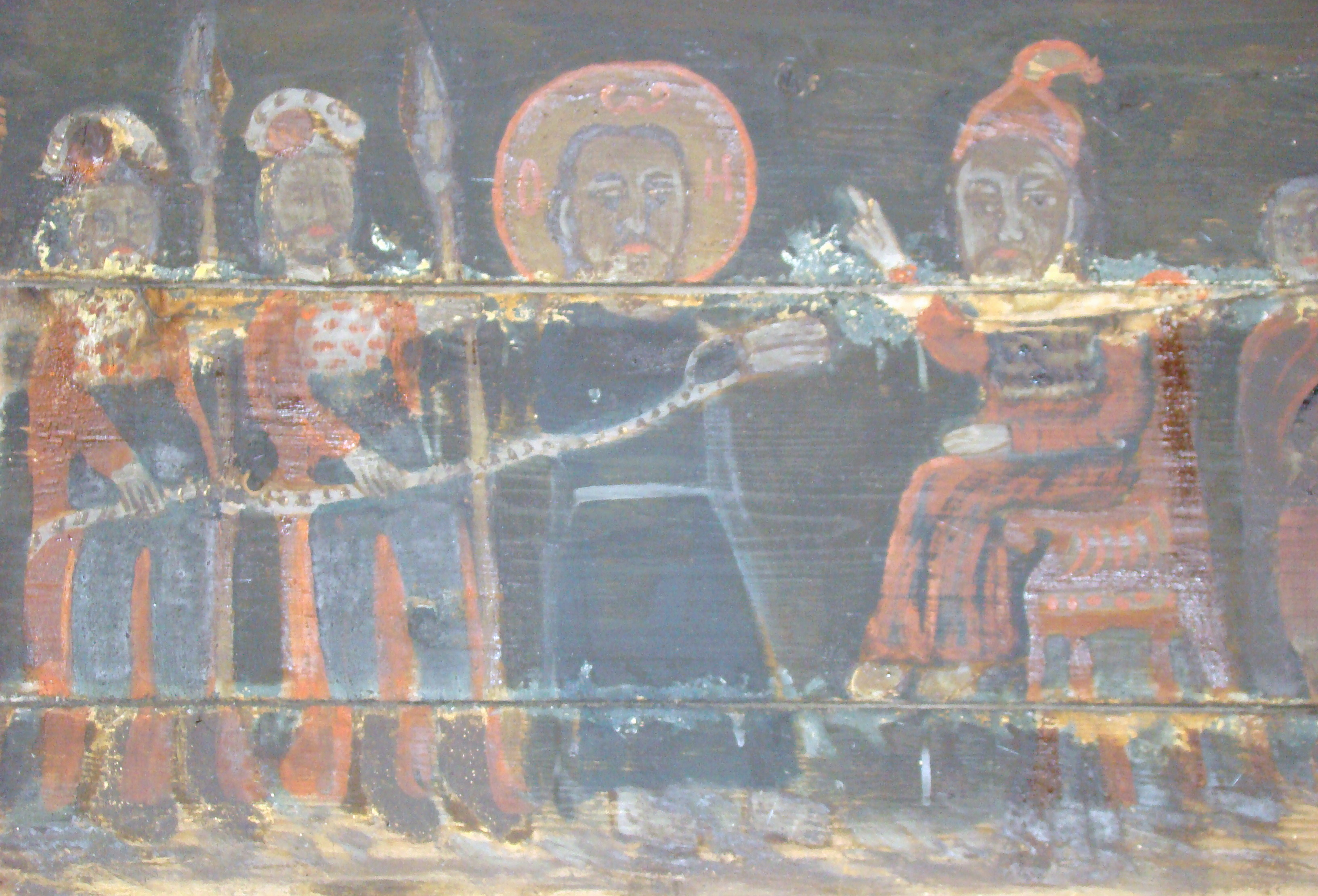
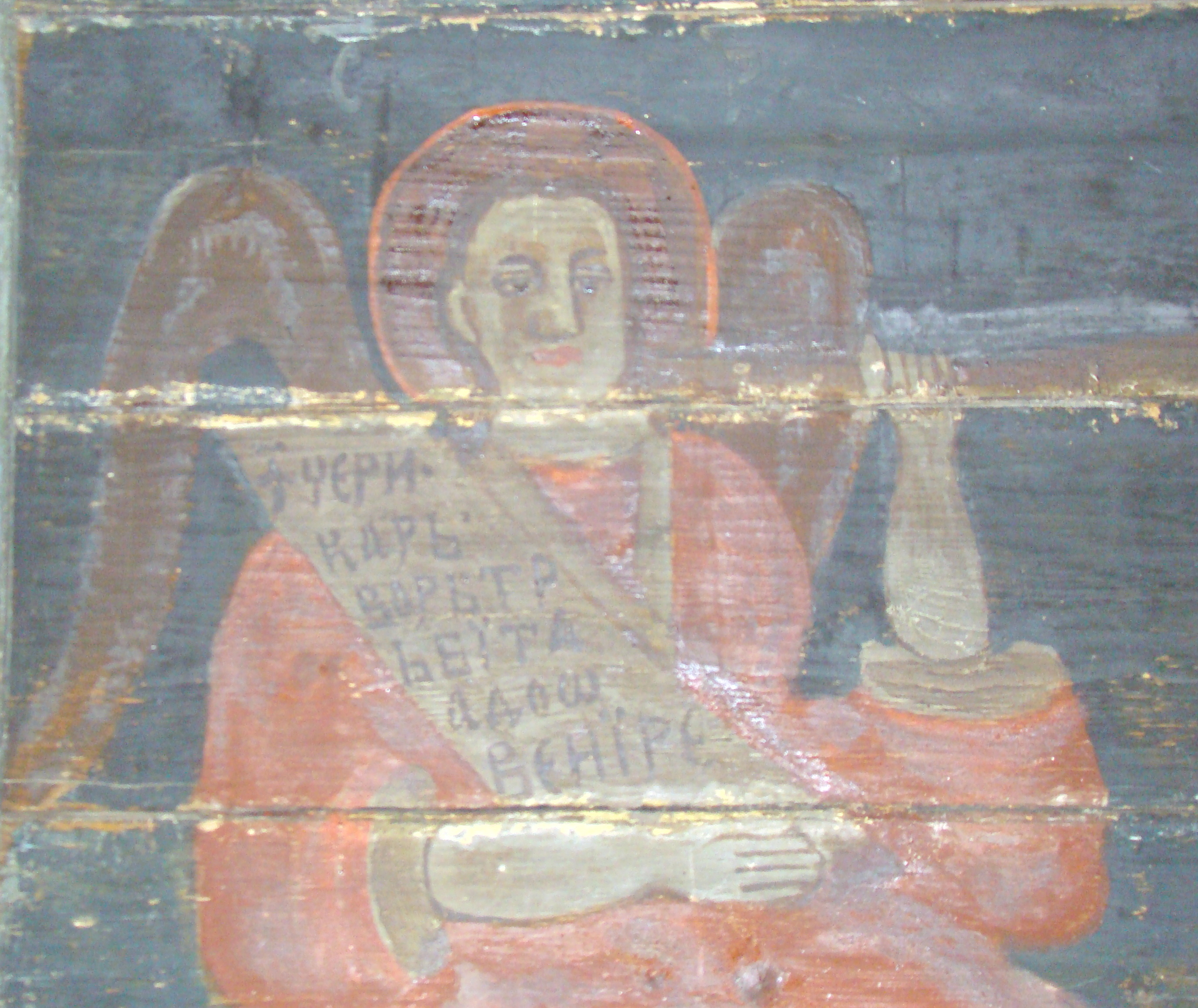
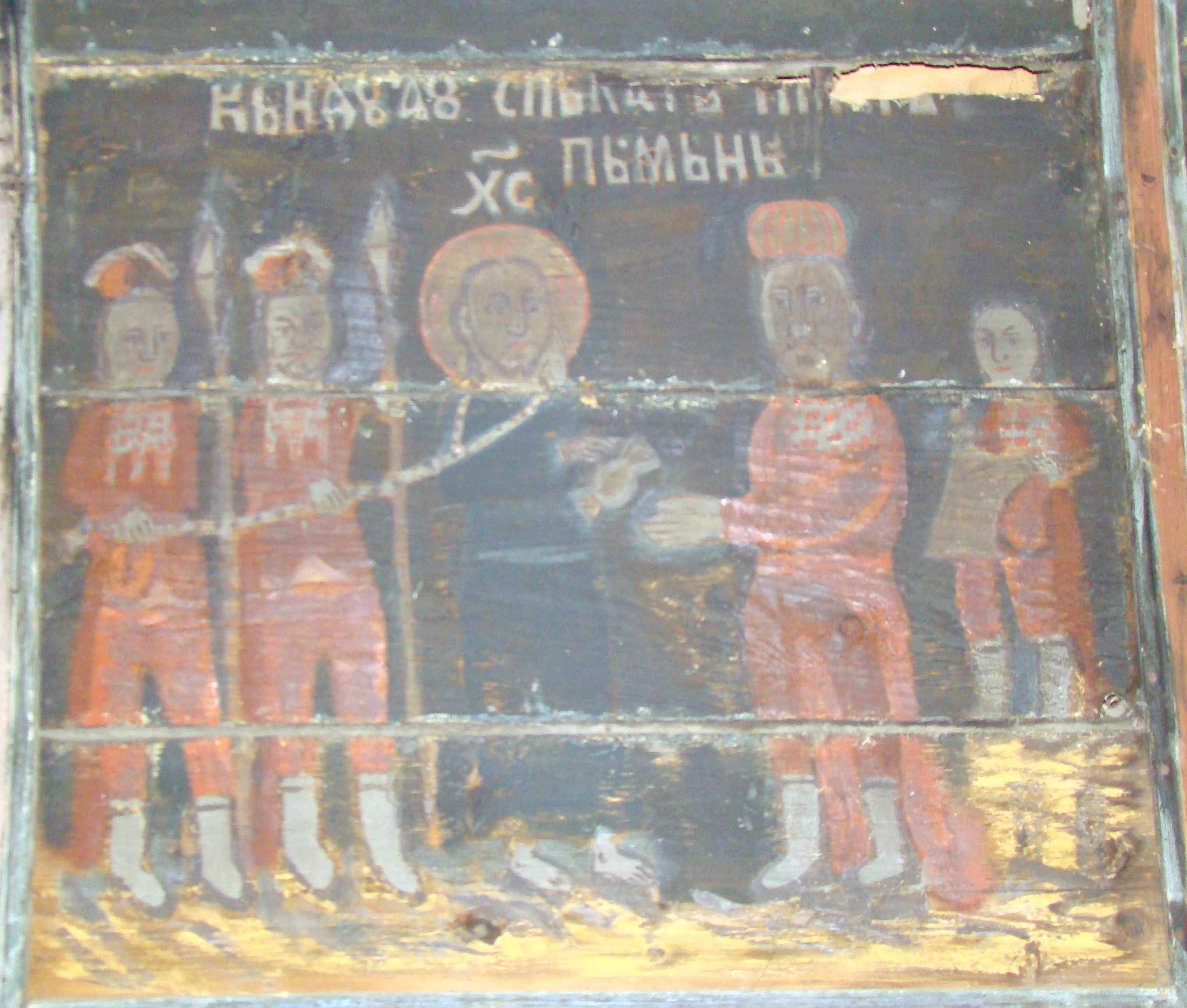
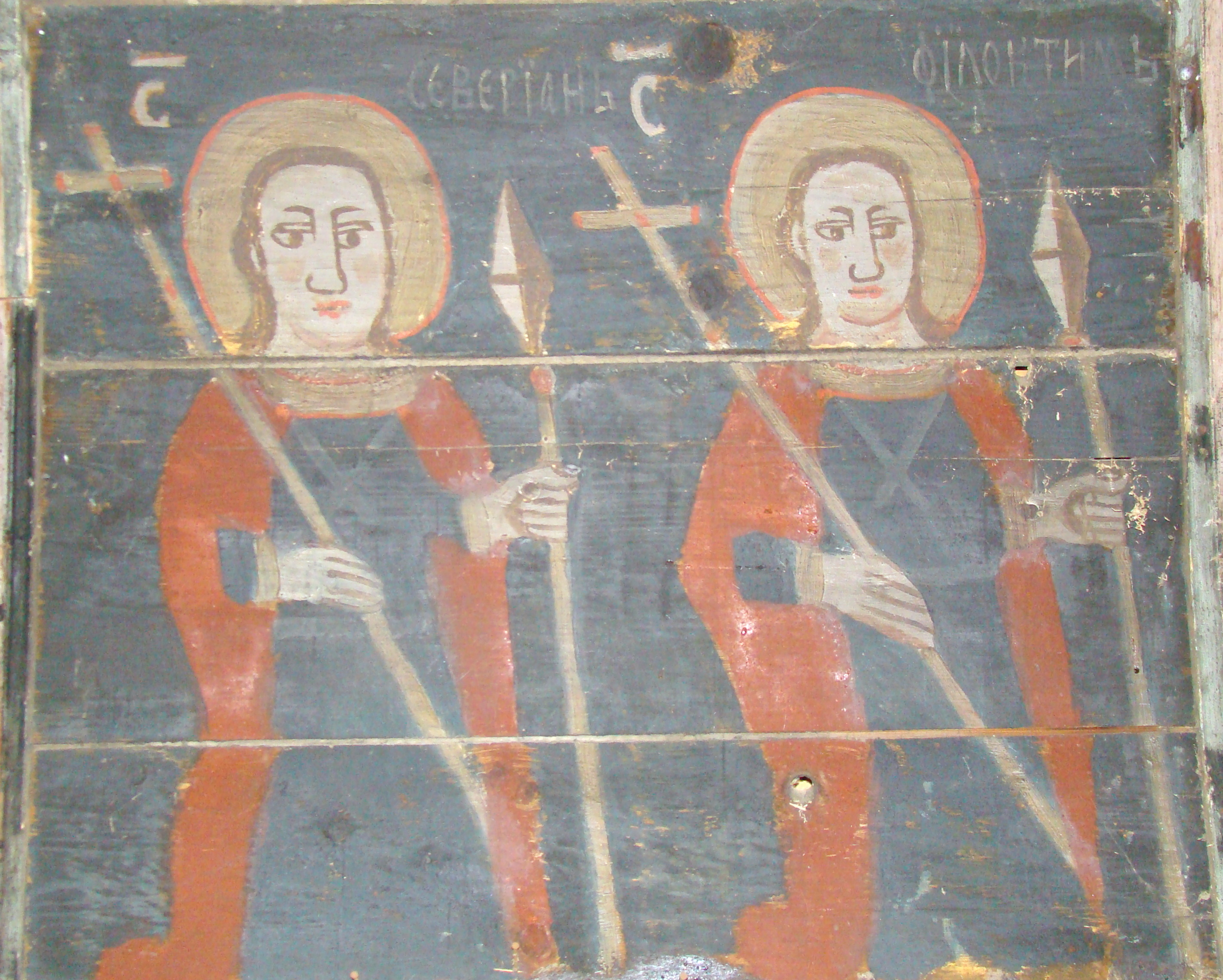
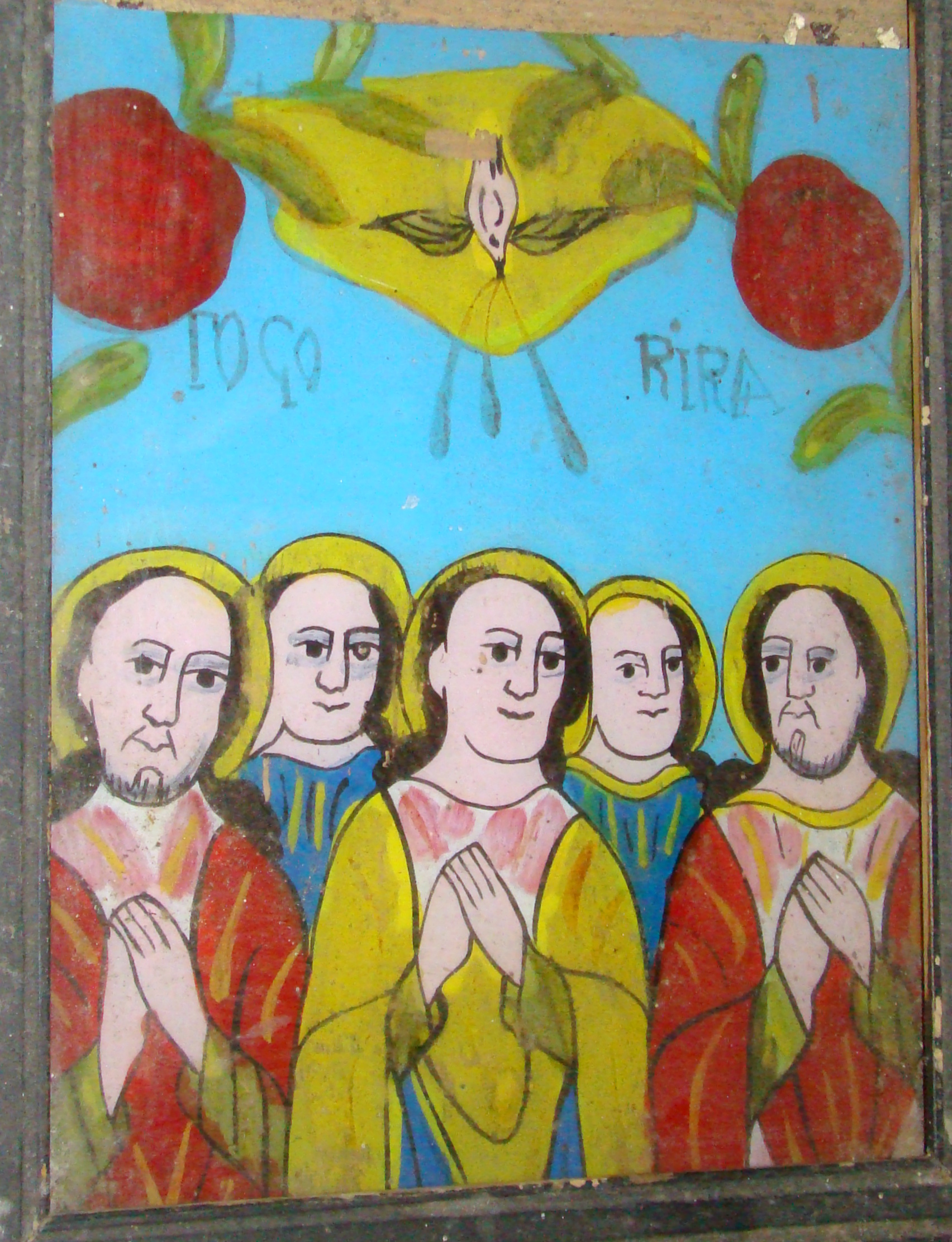
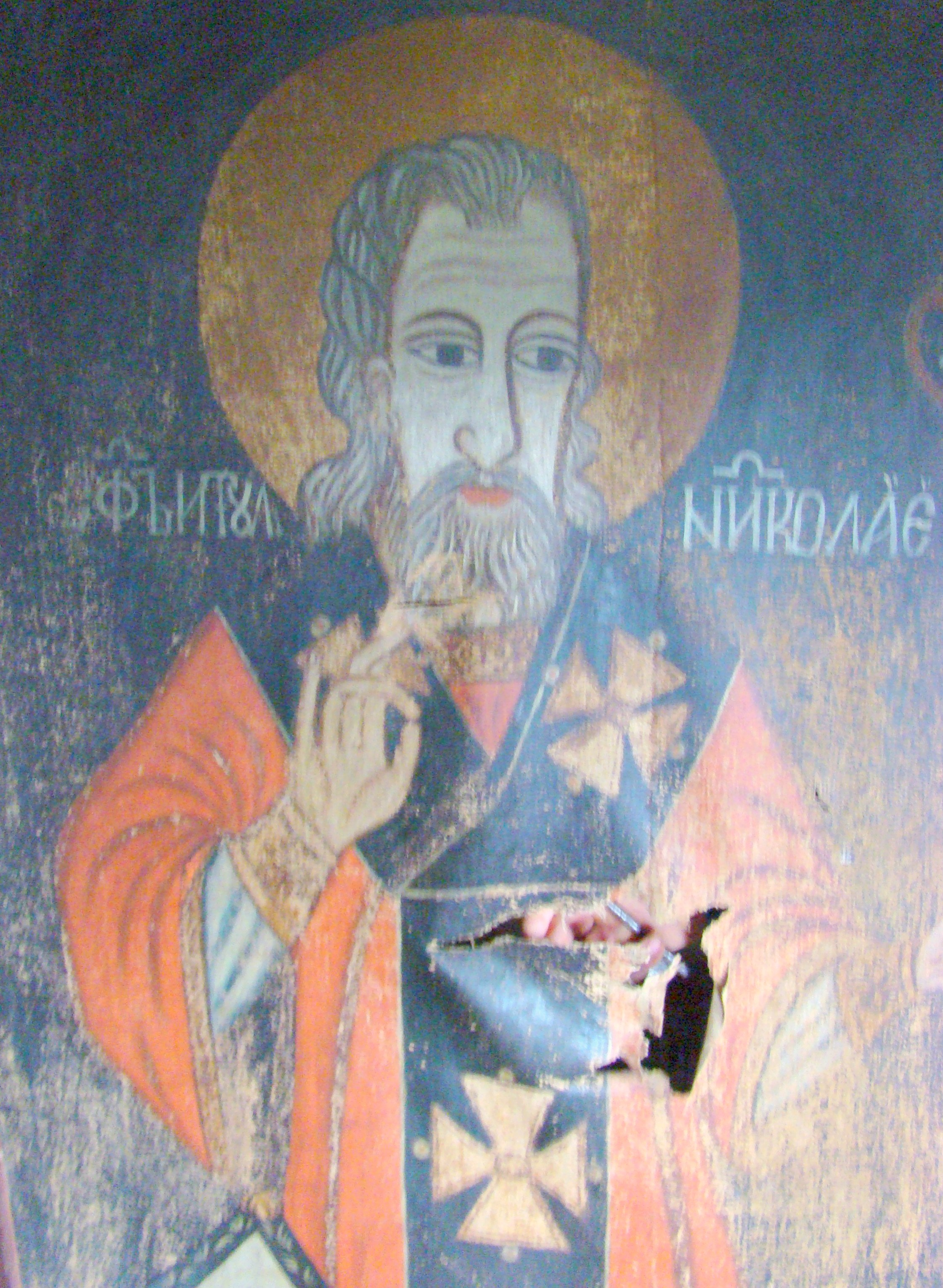
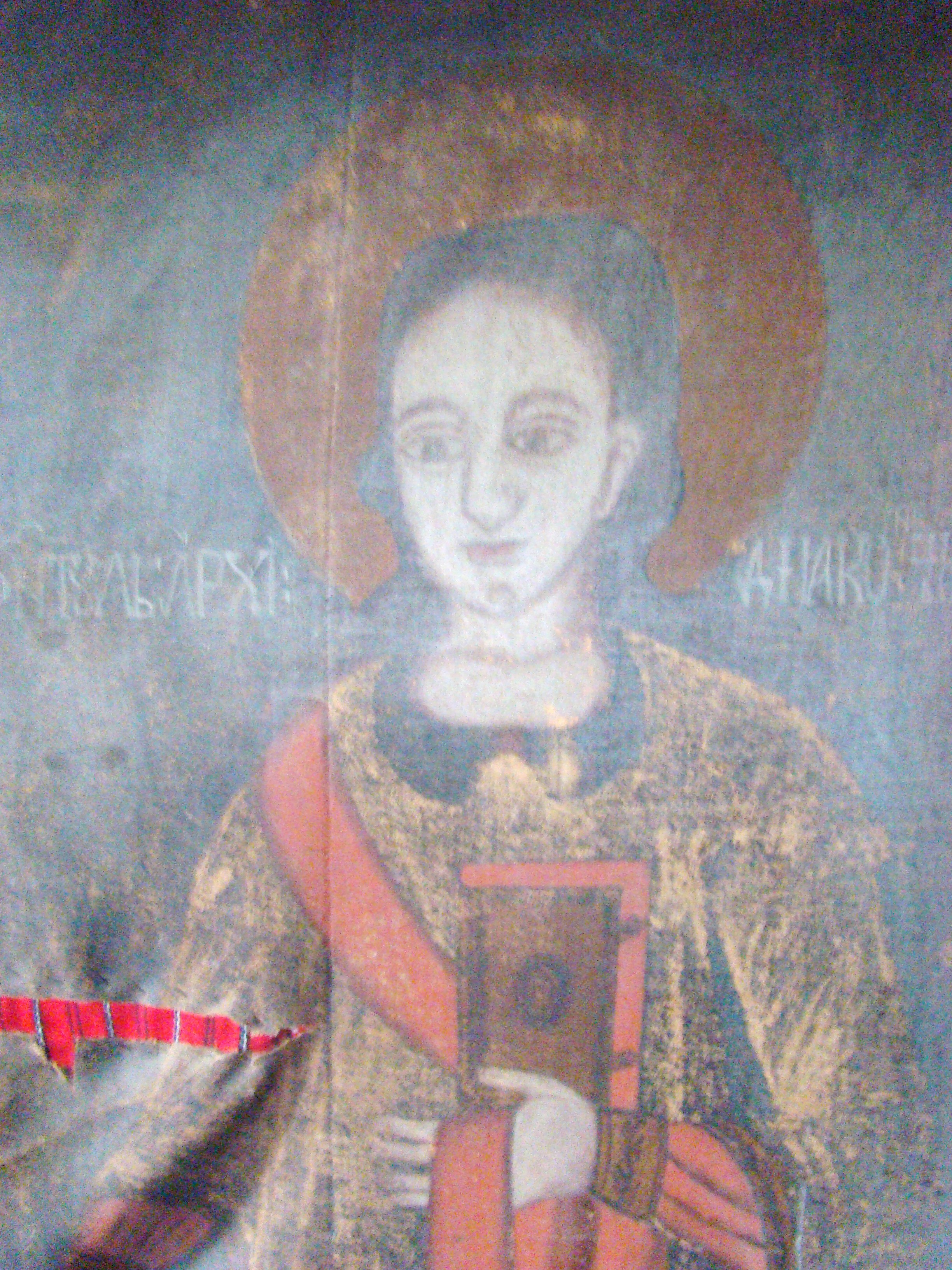
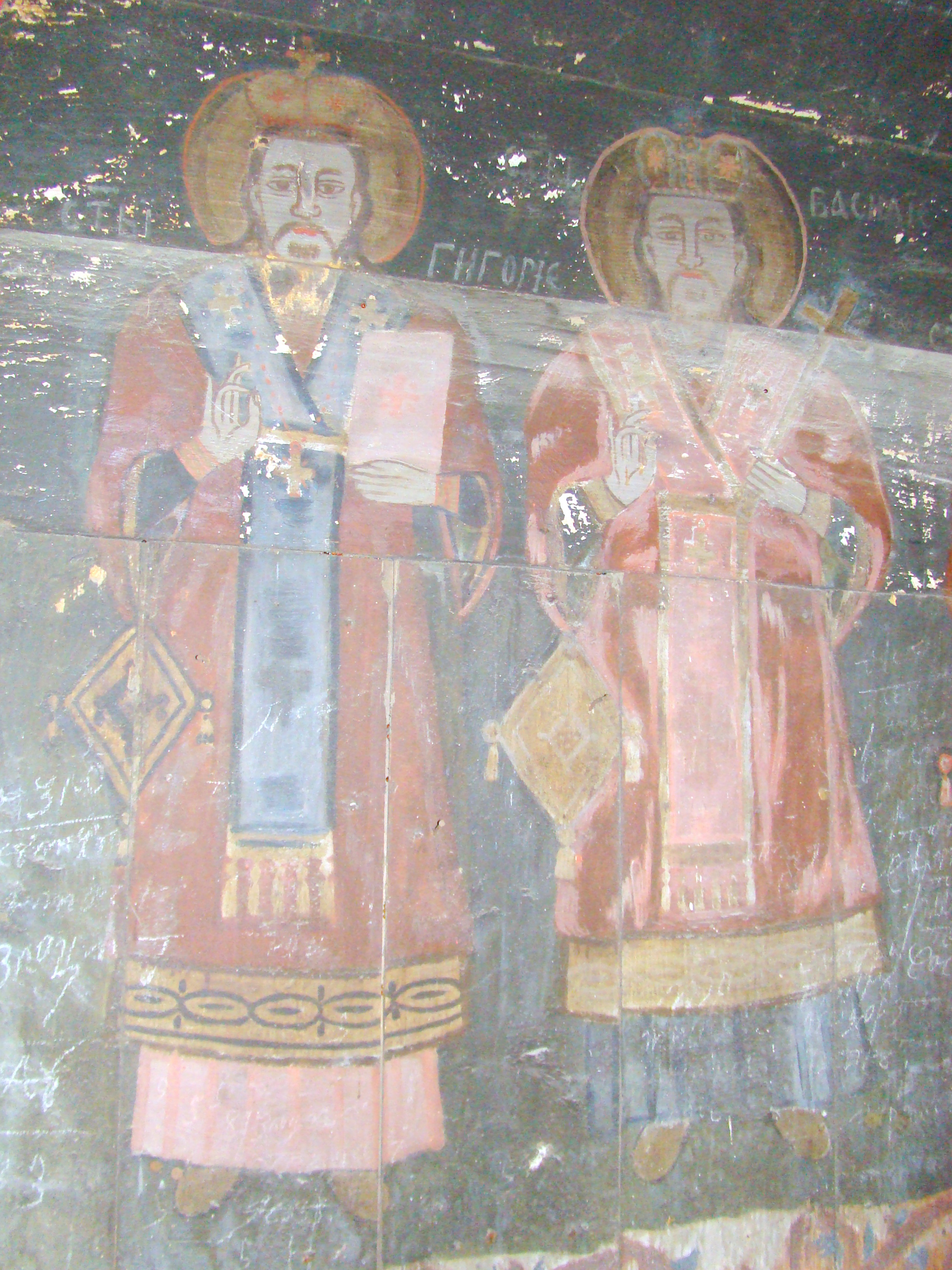
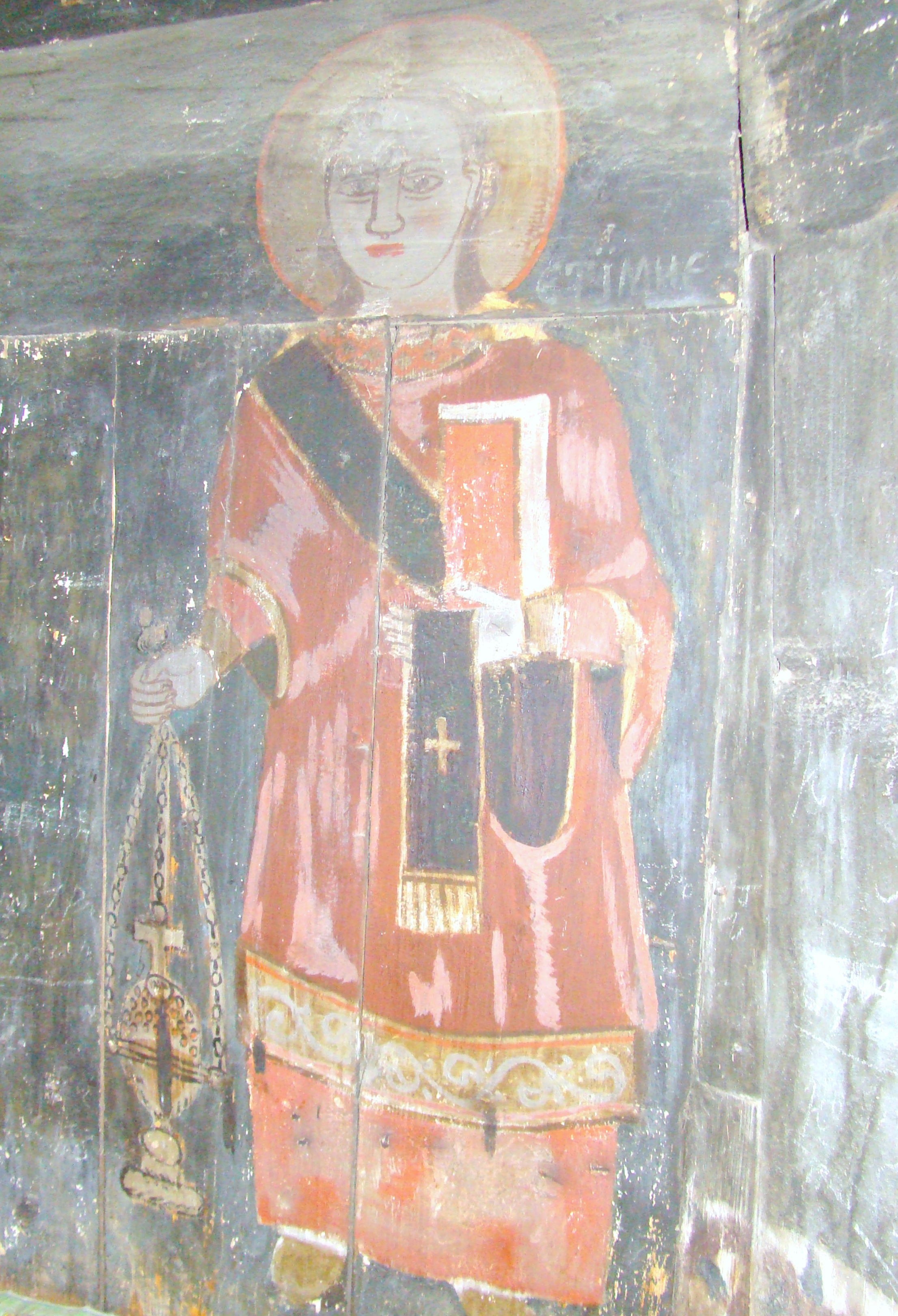

## Imagini din exterior

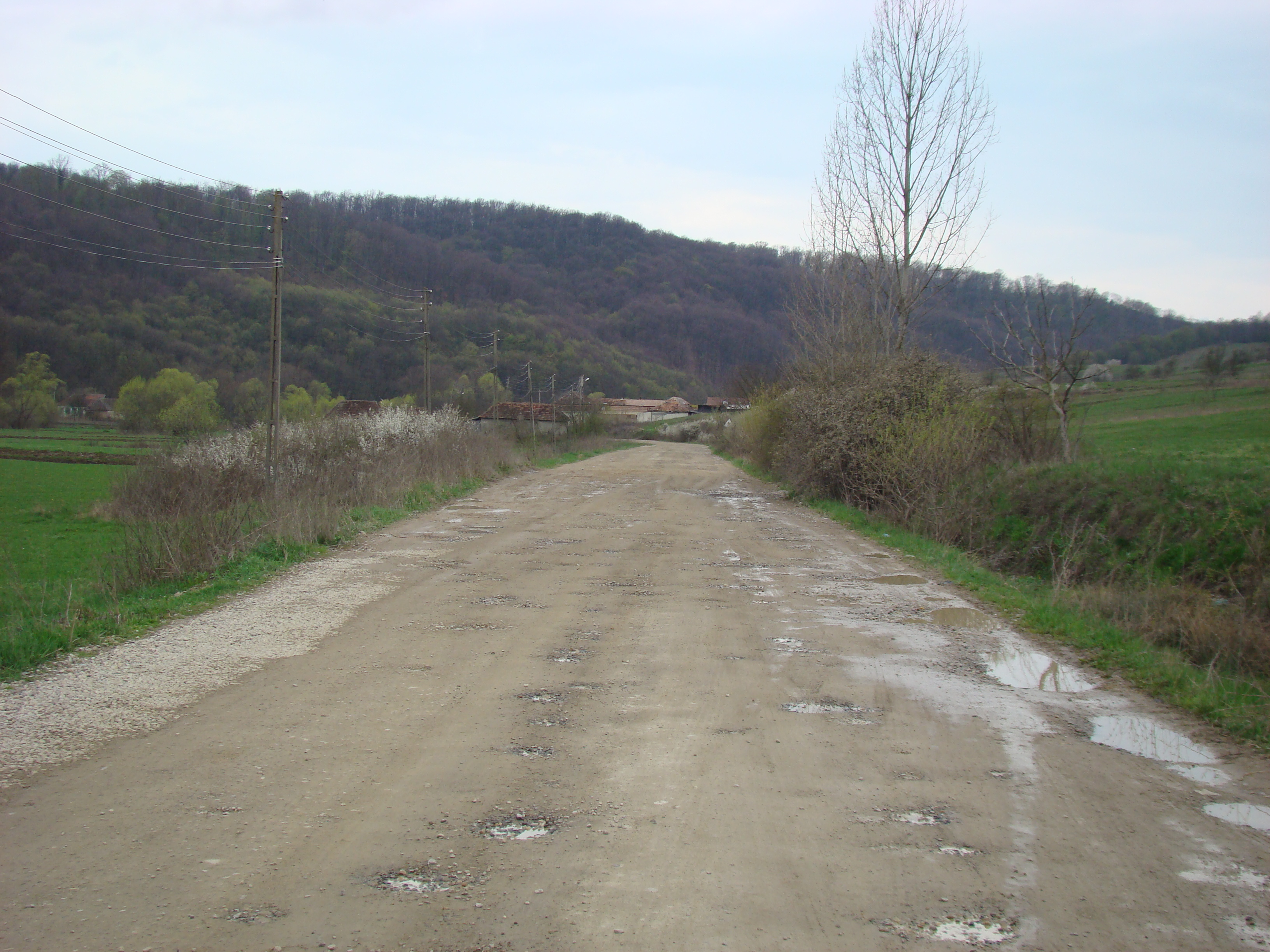
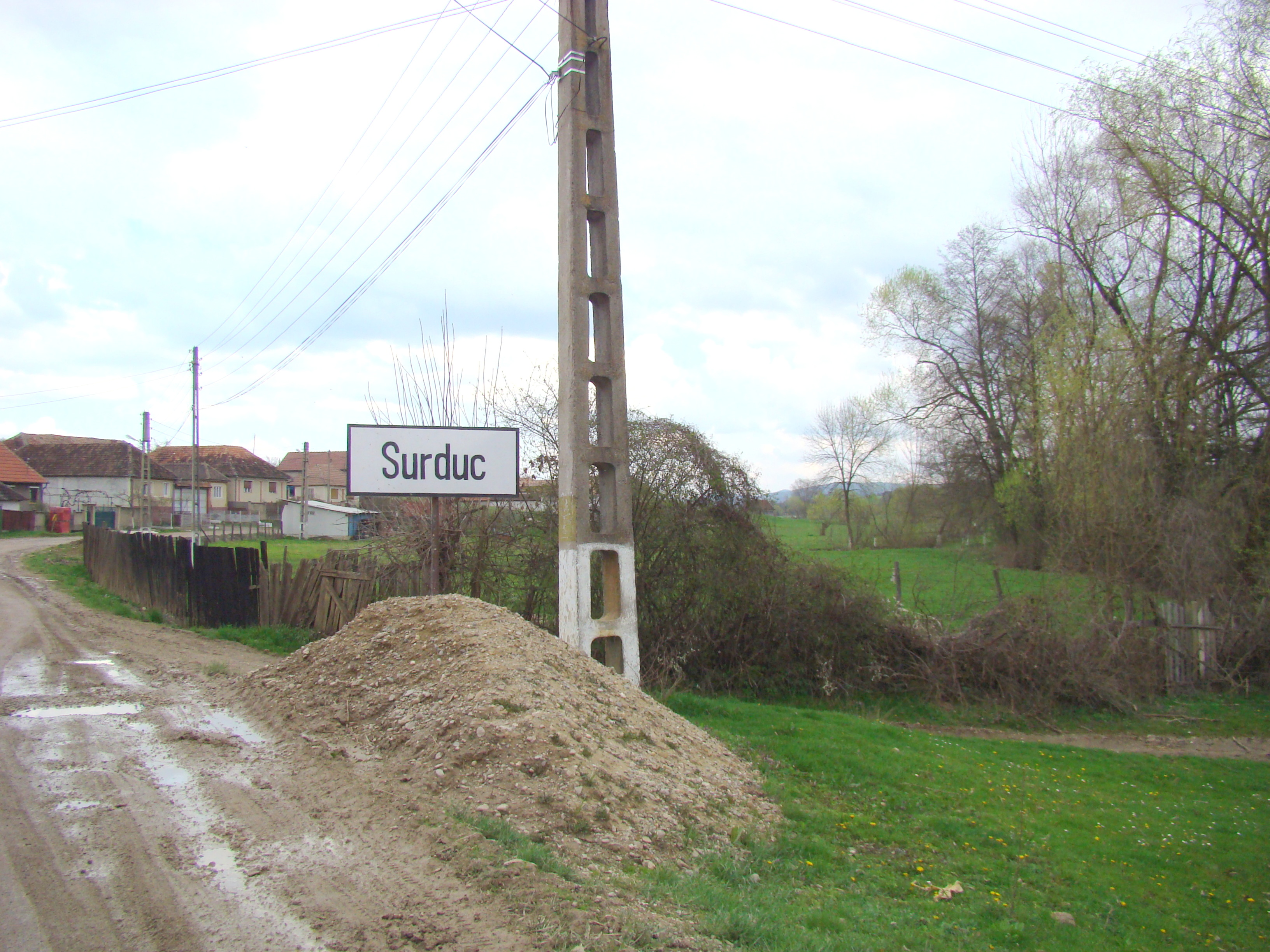
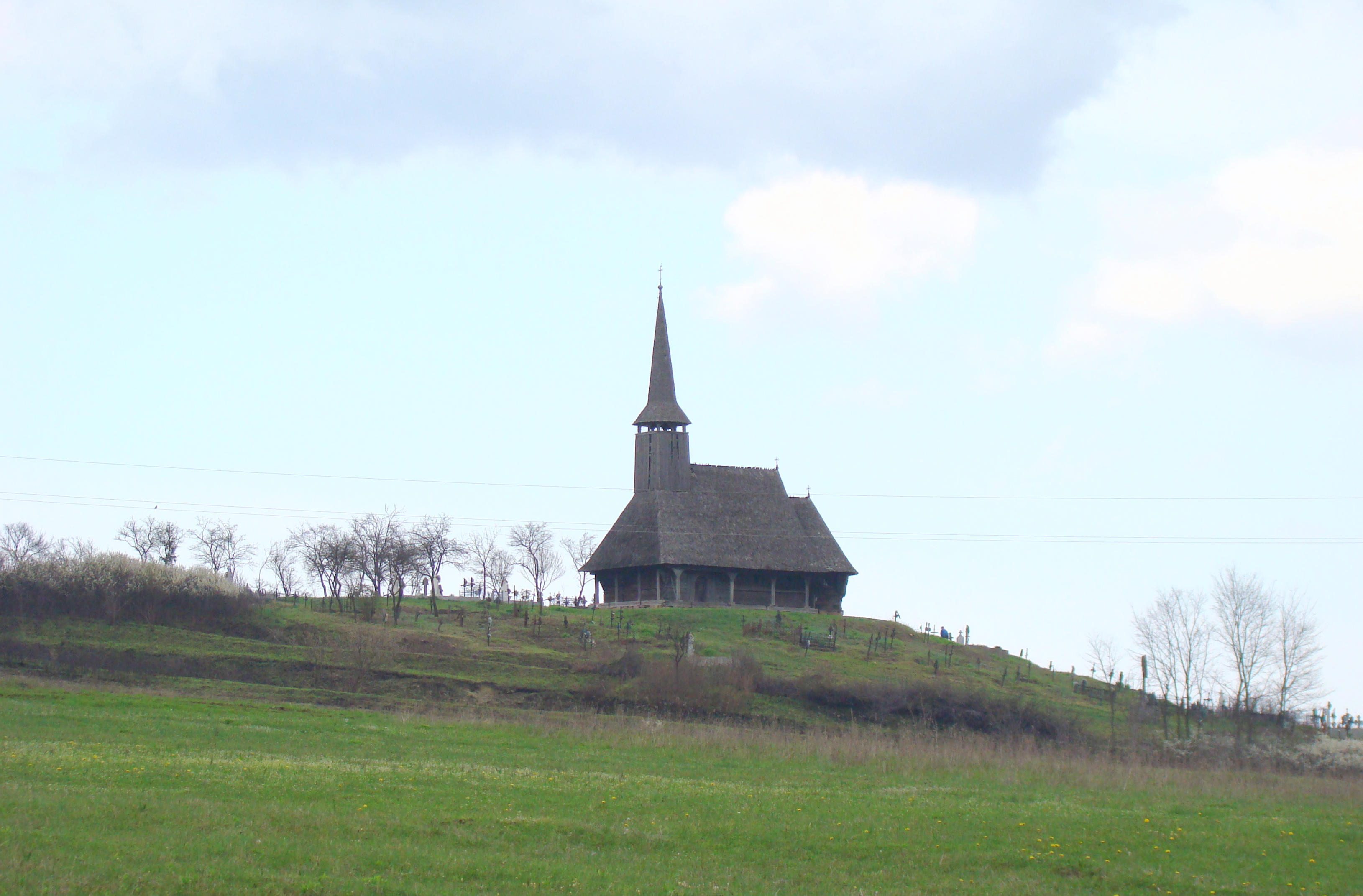
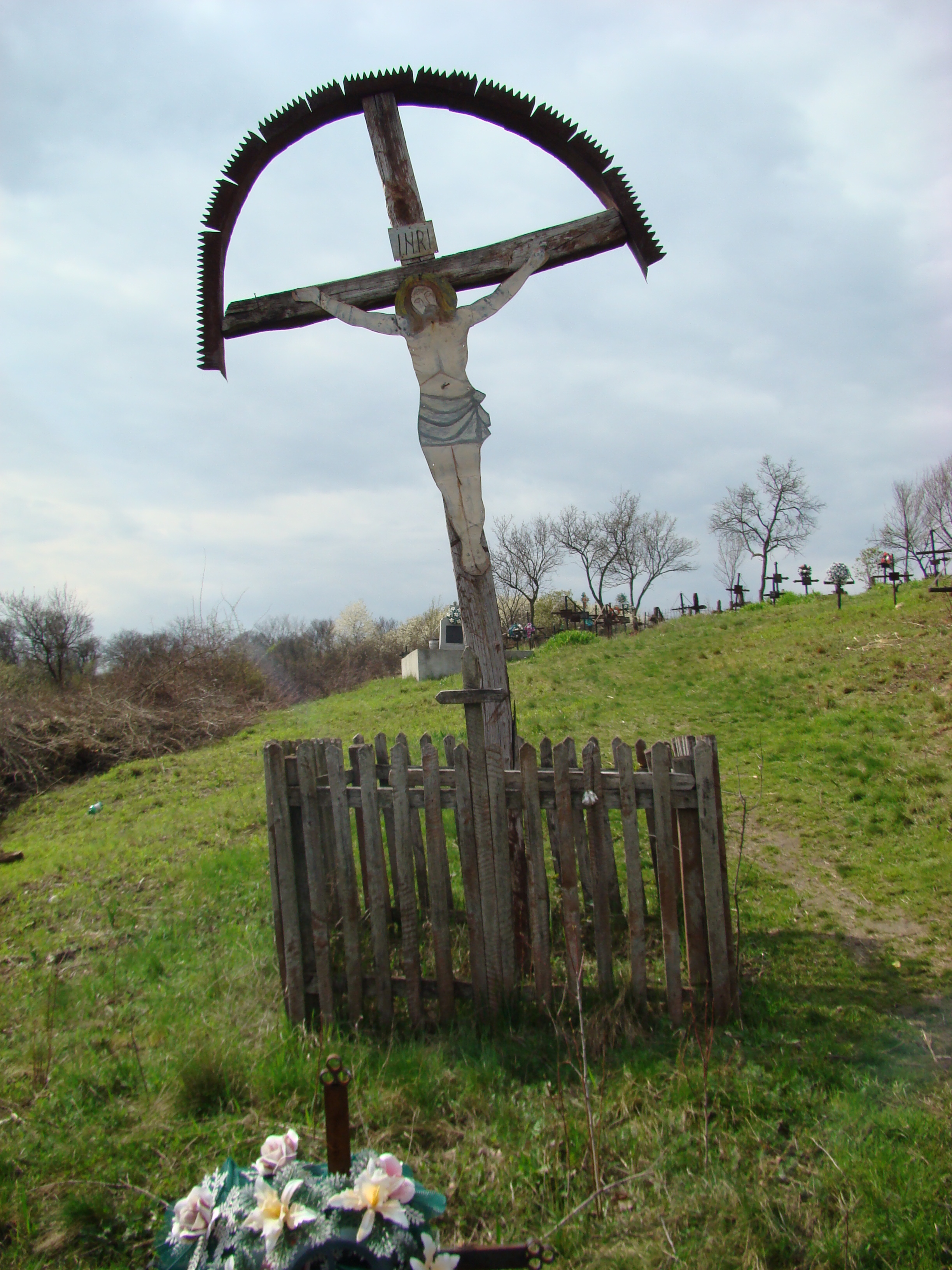
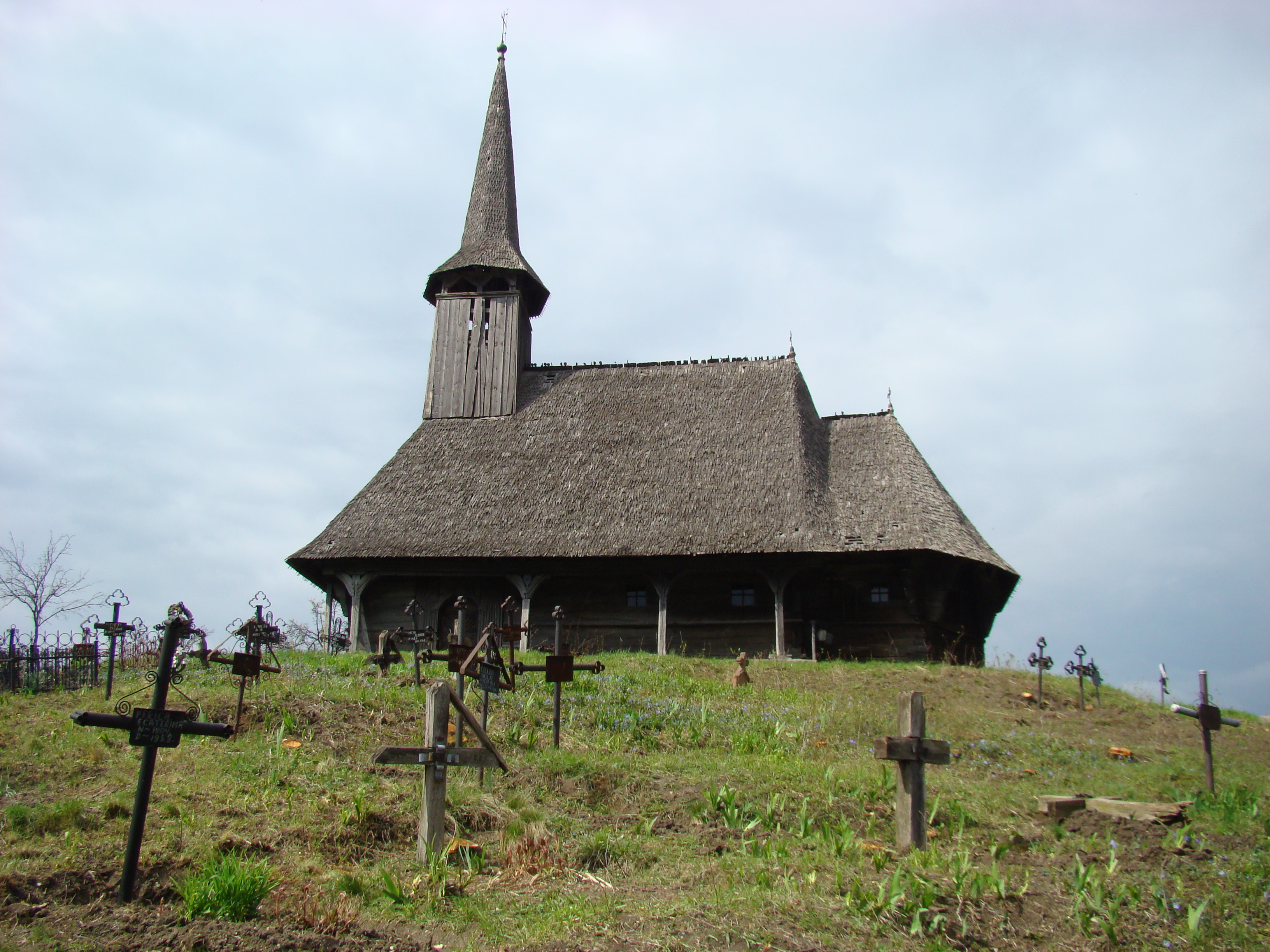
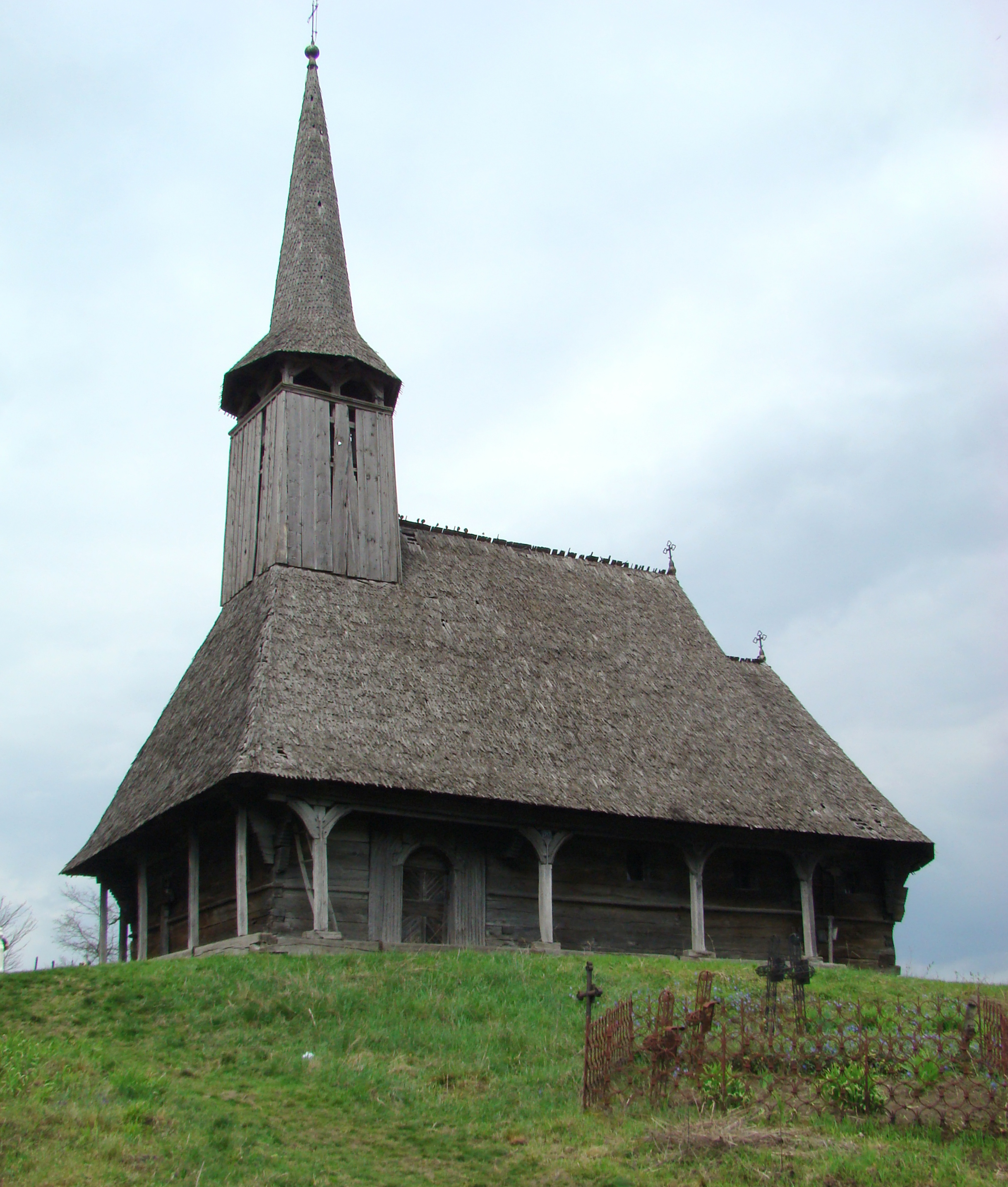
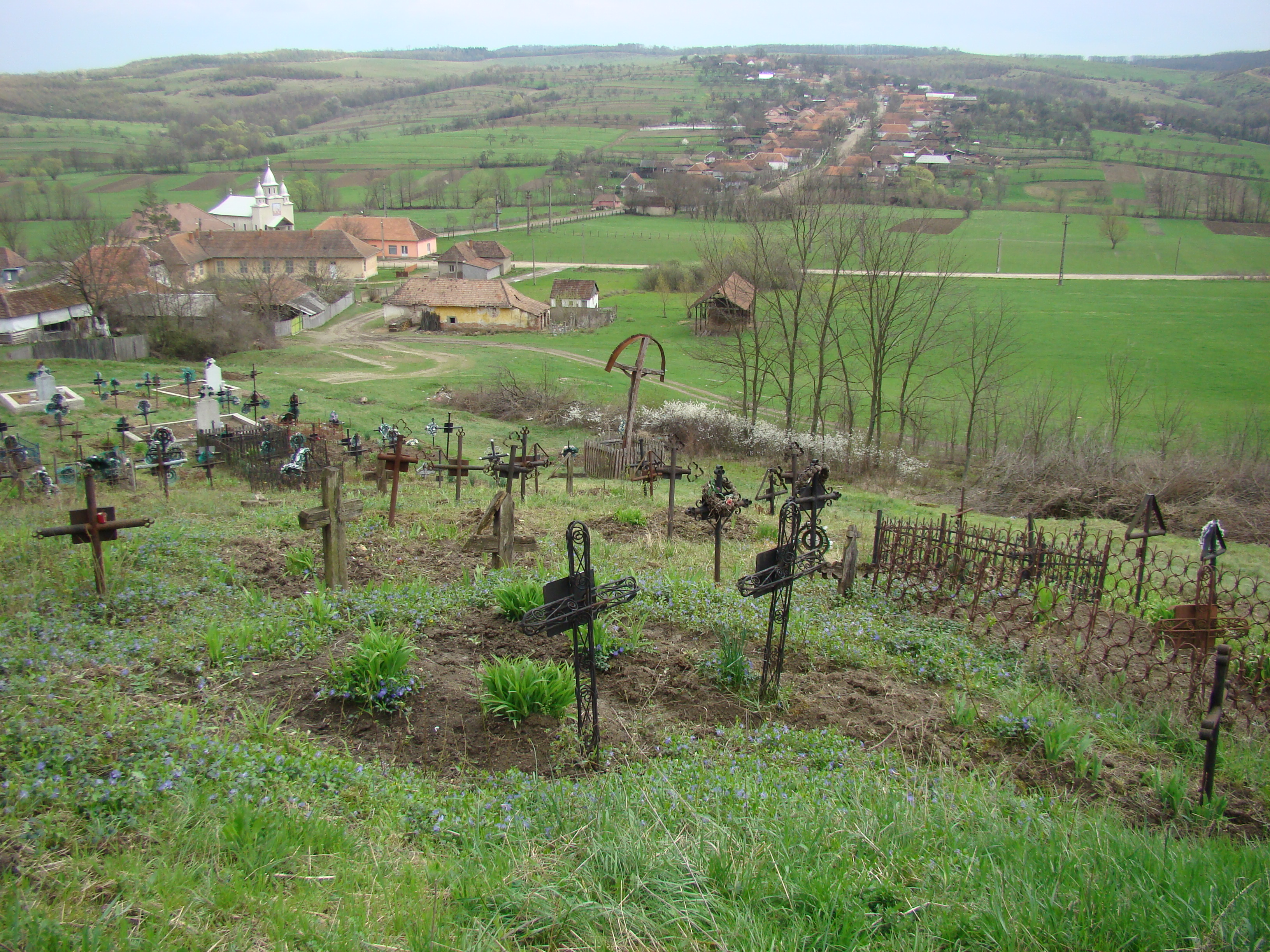
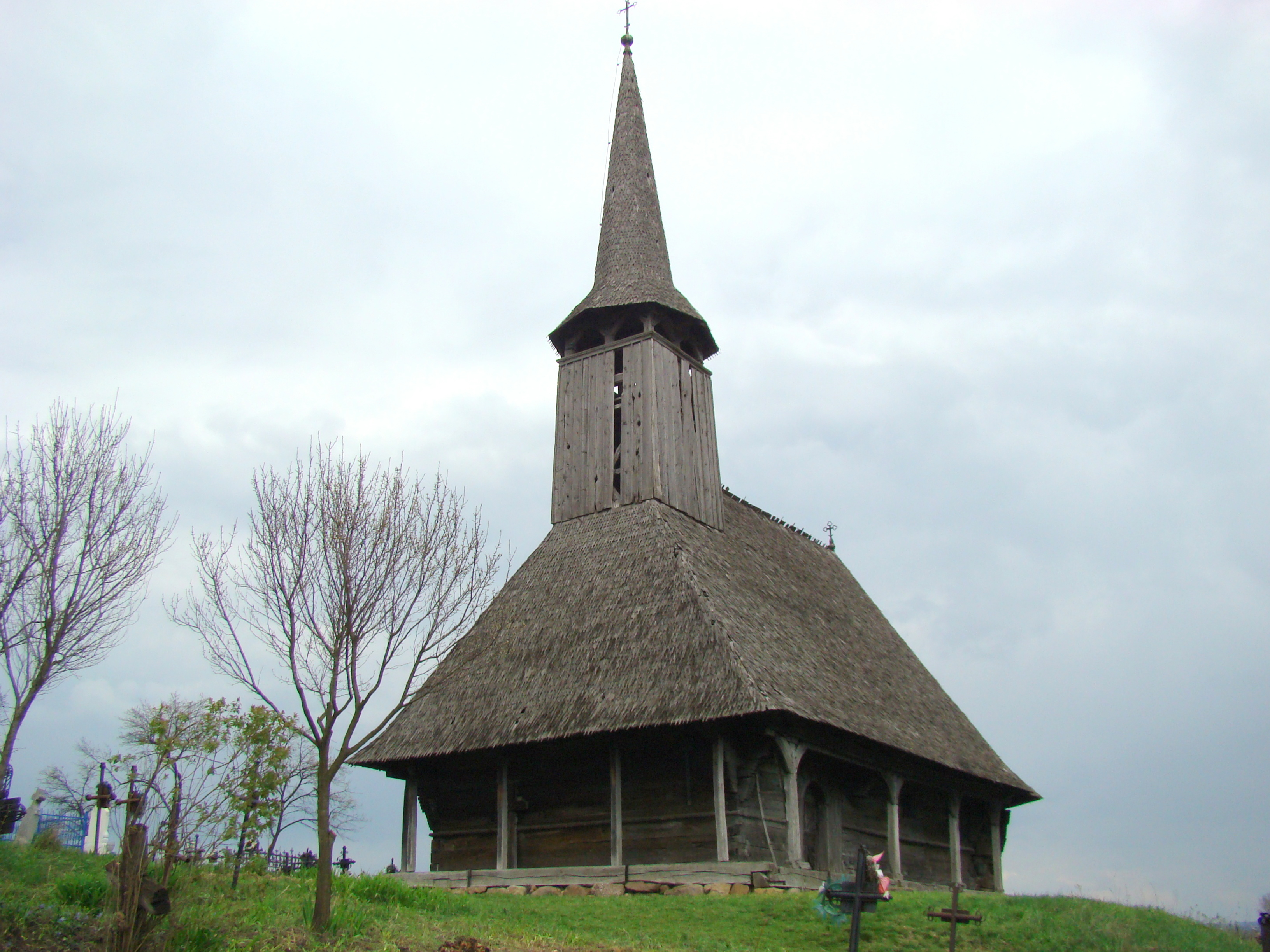
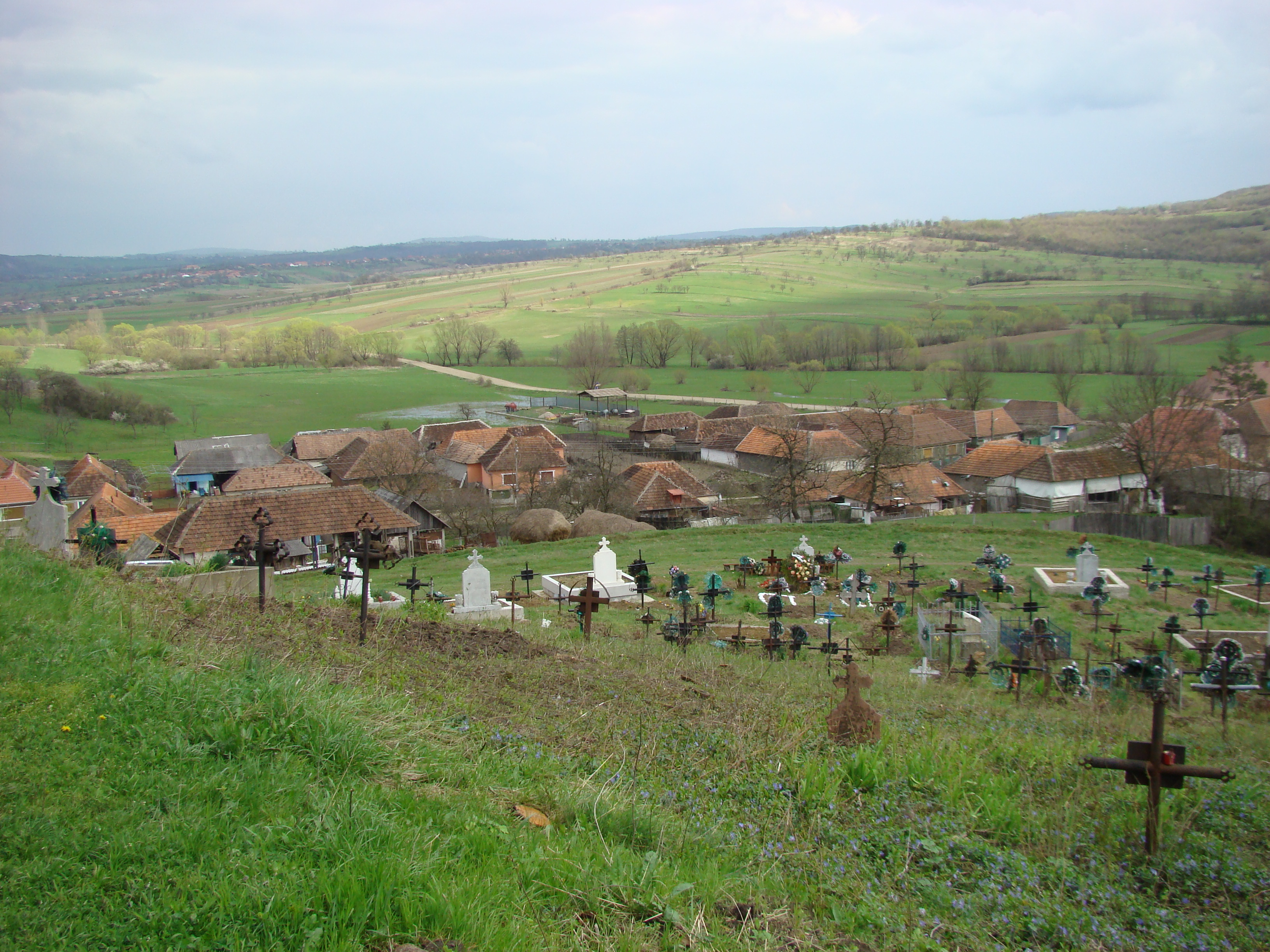
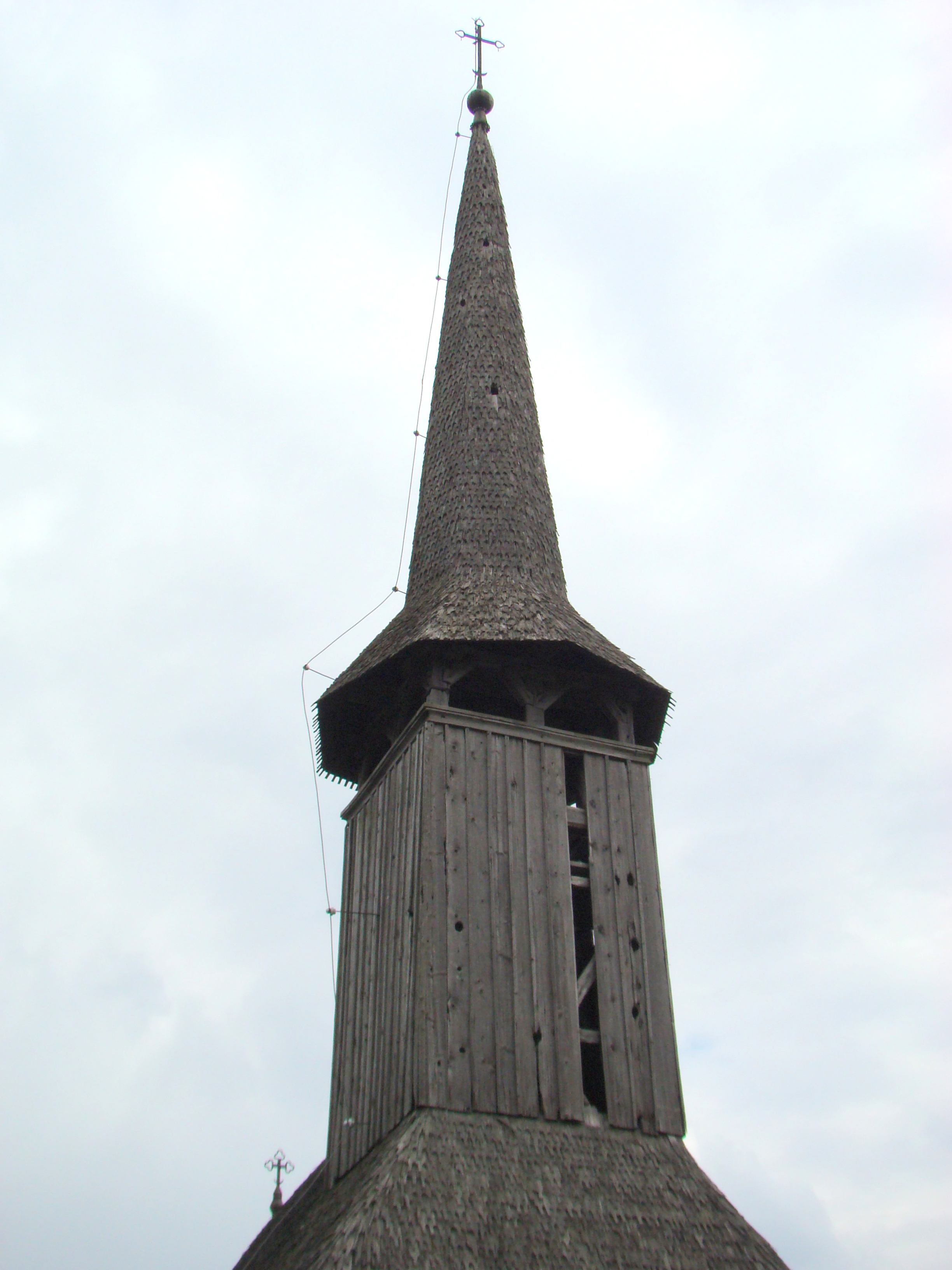
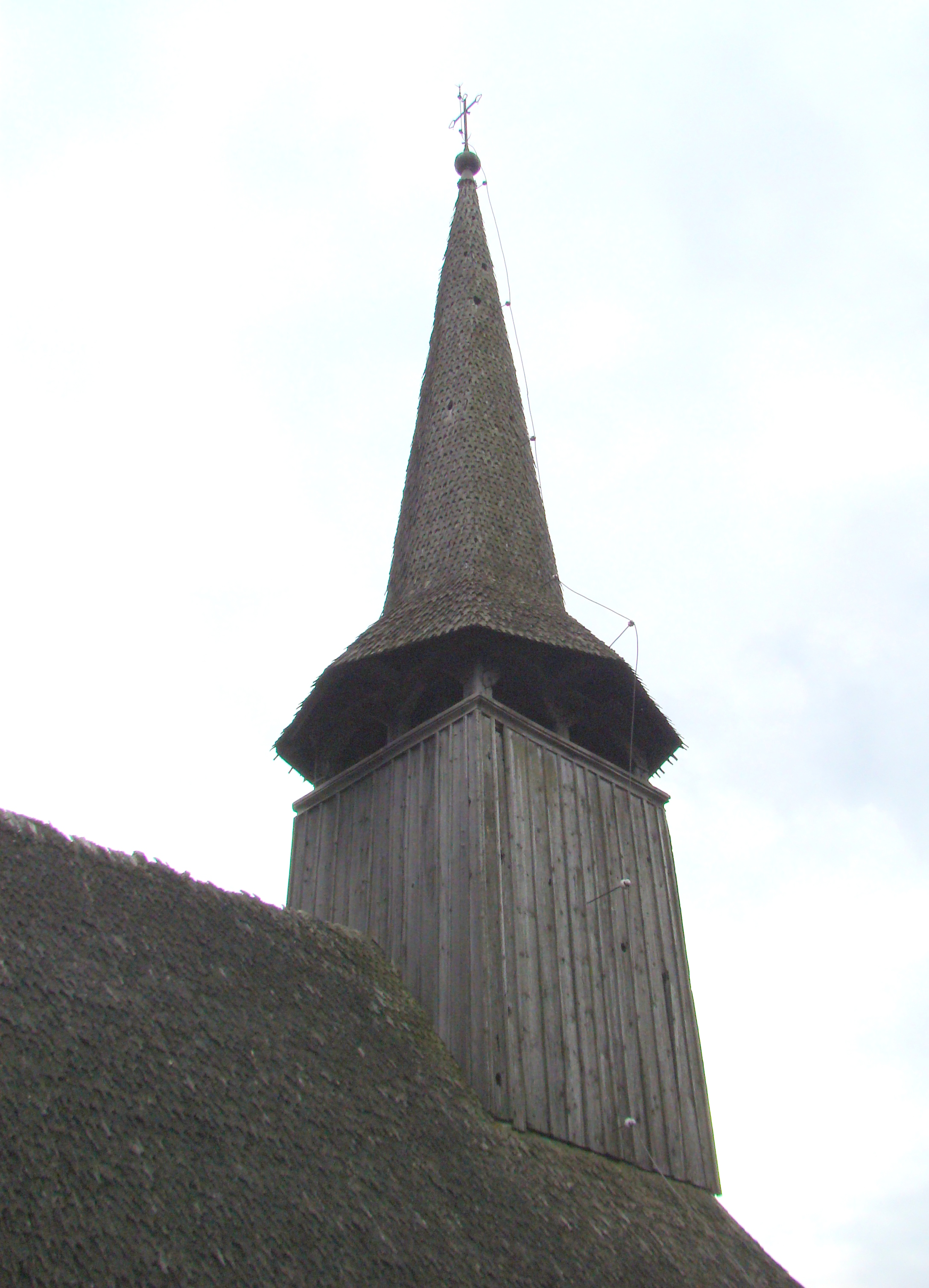
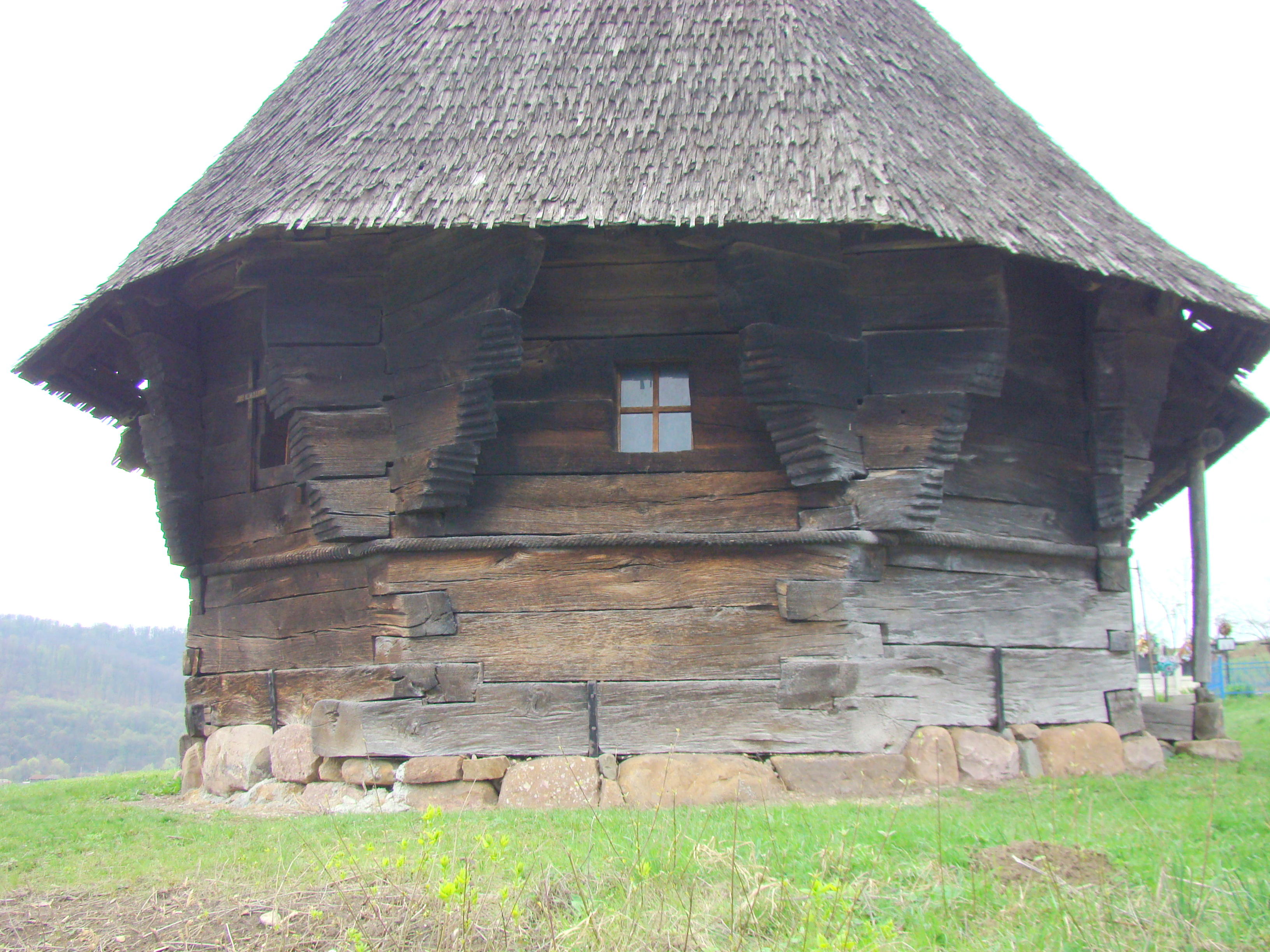
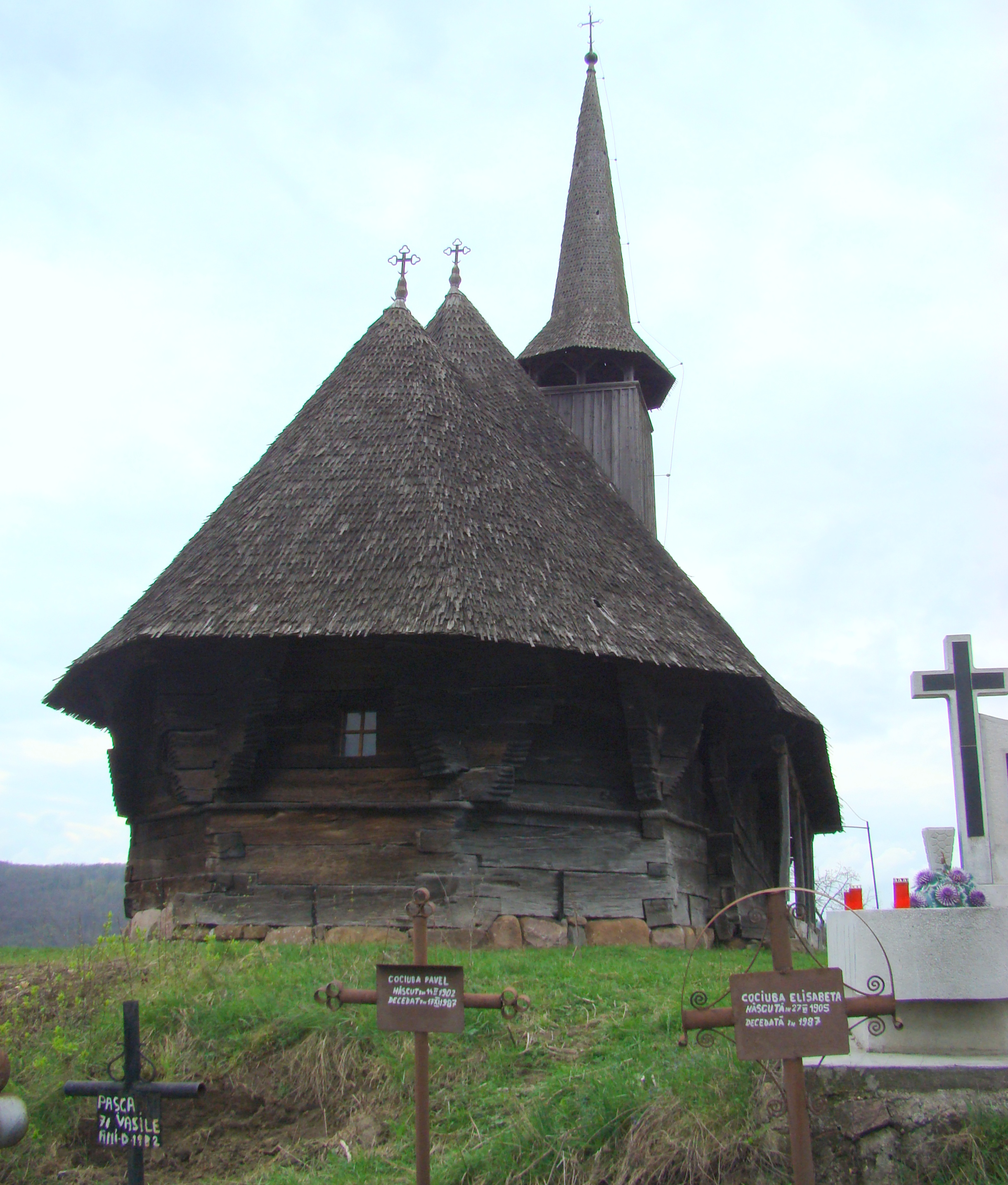
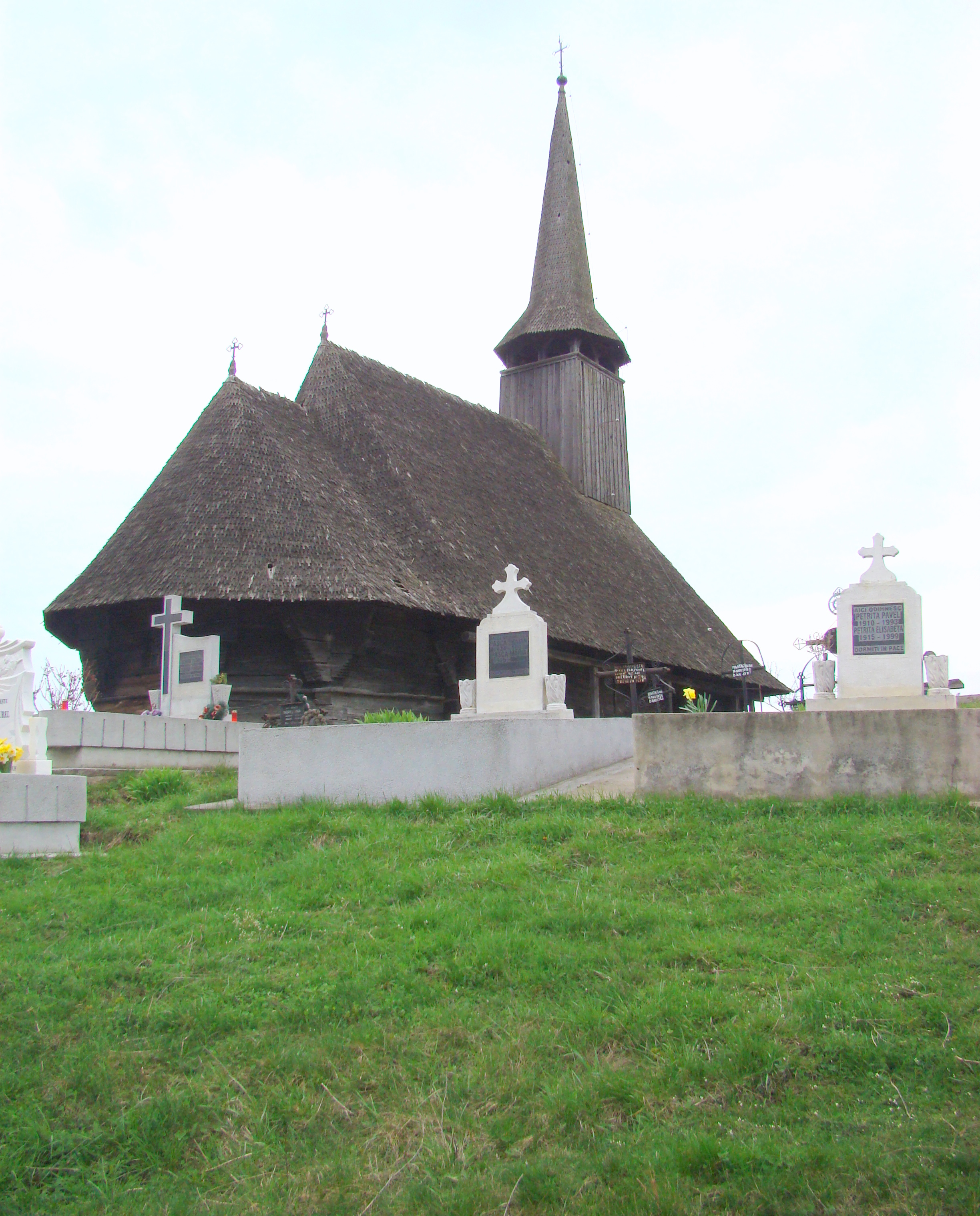
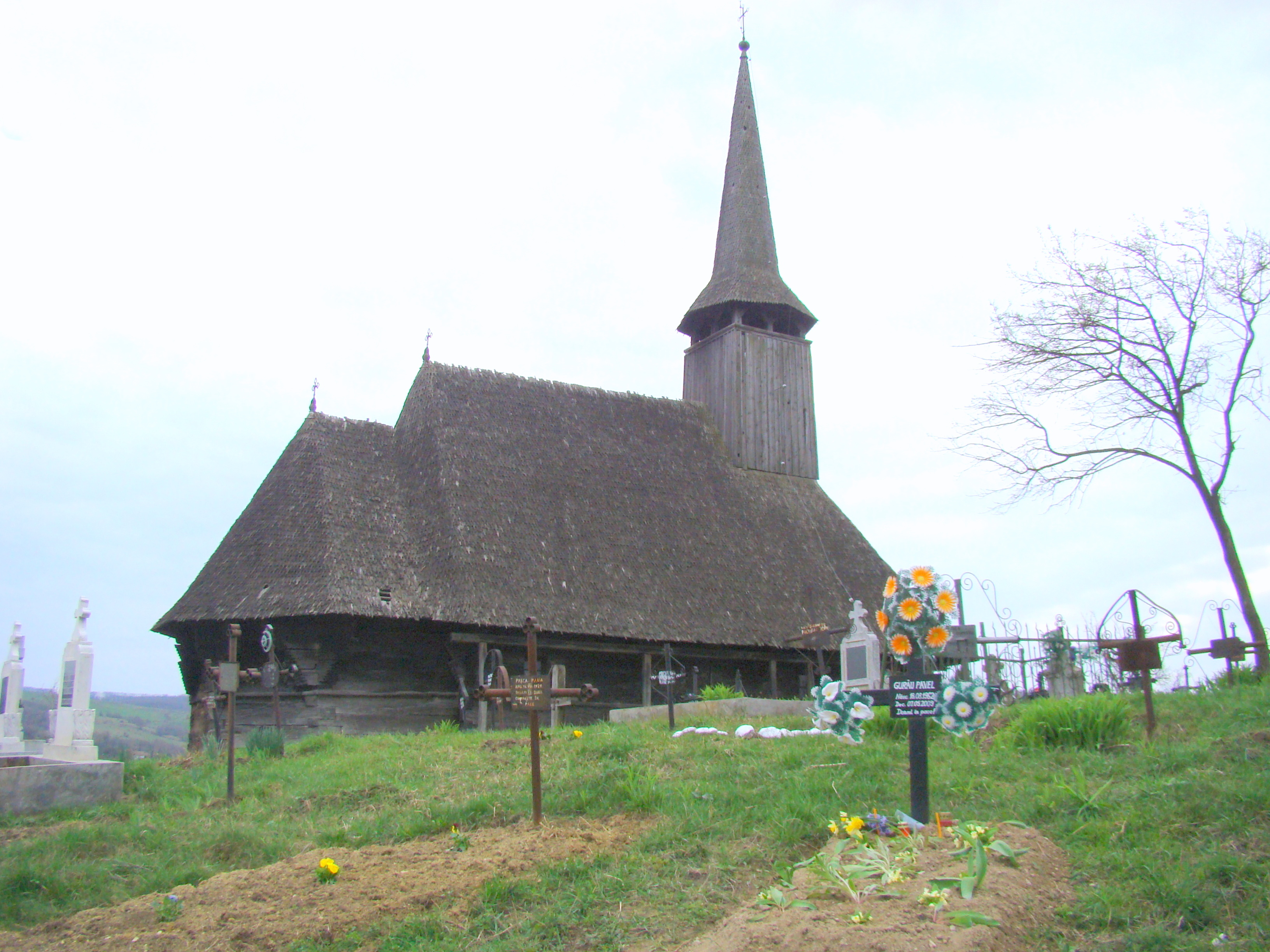
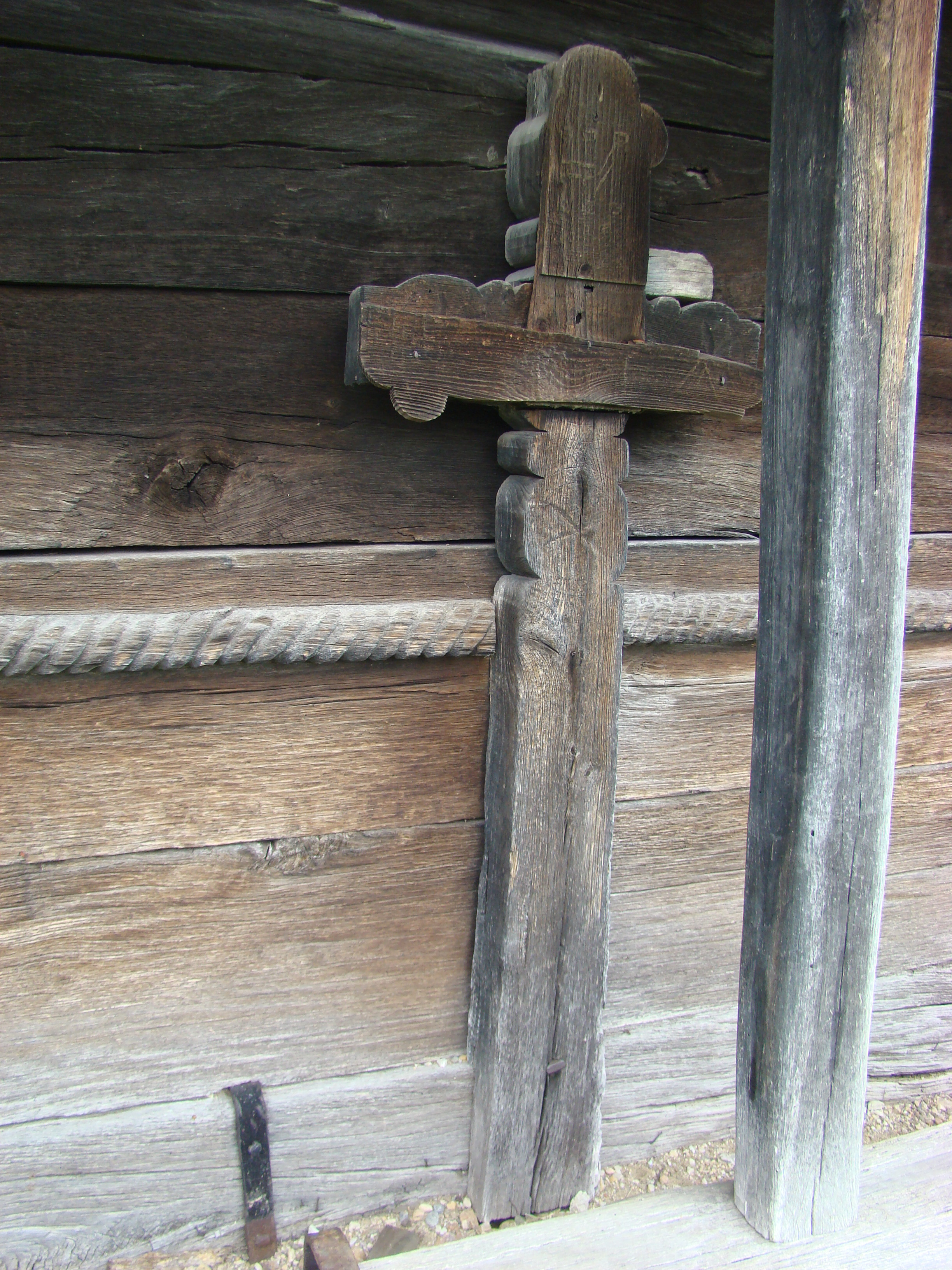
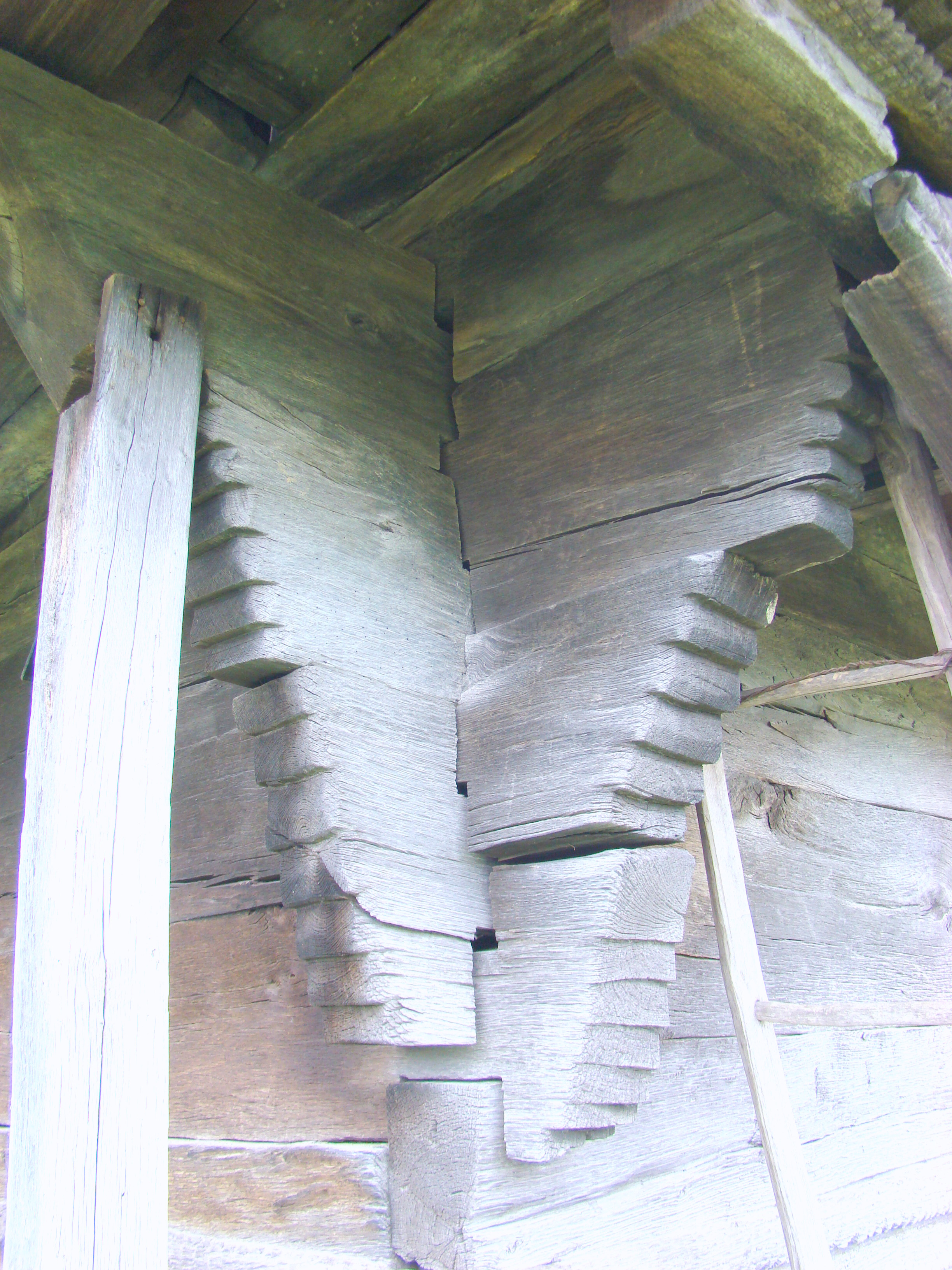
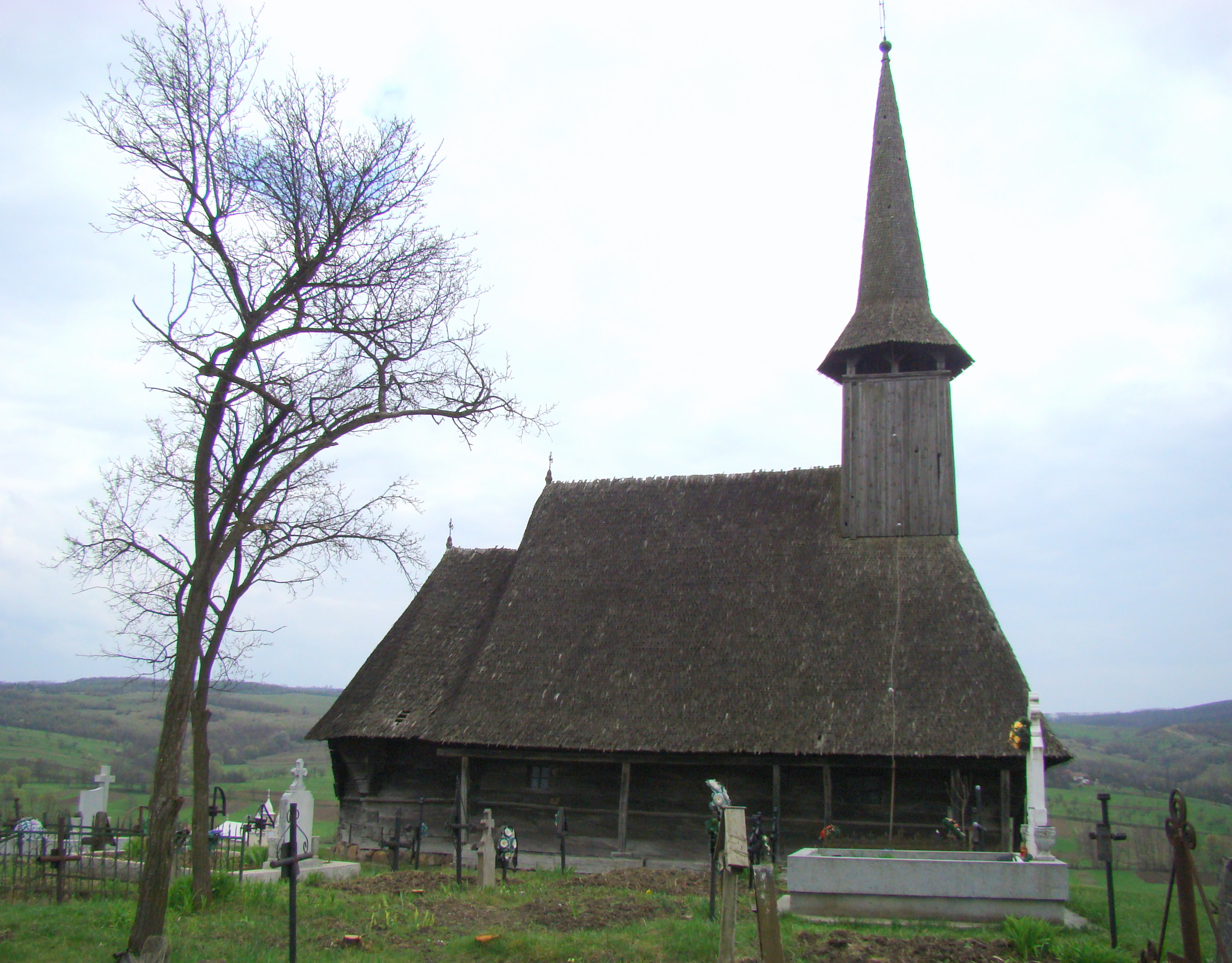
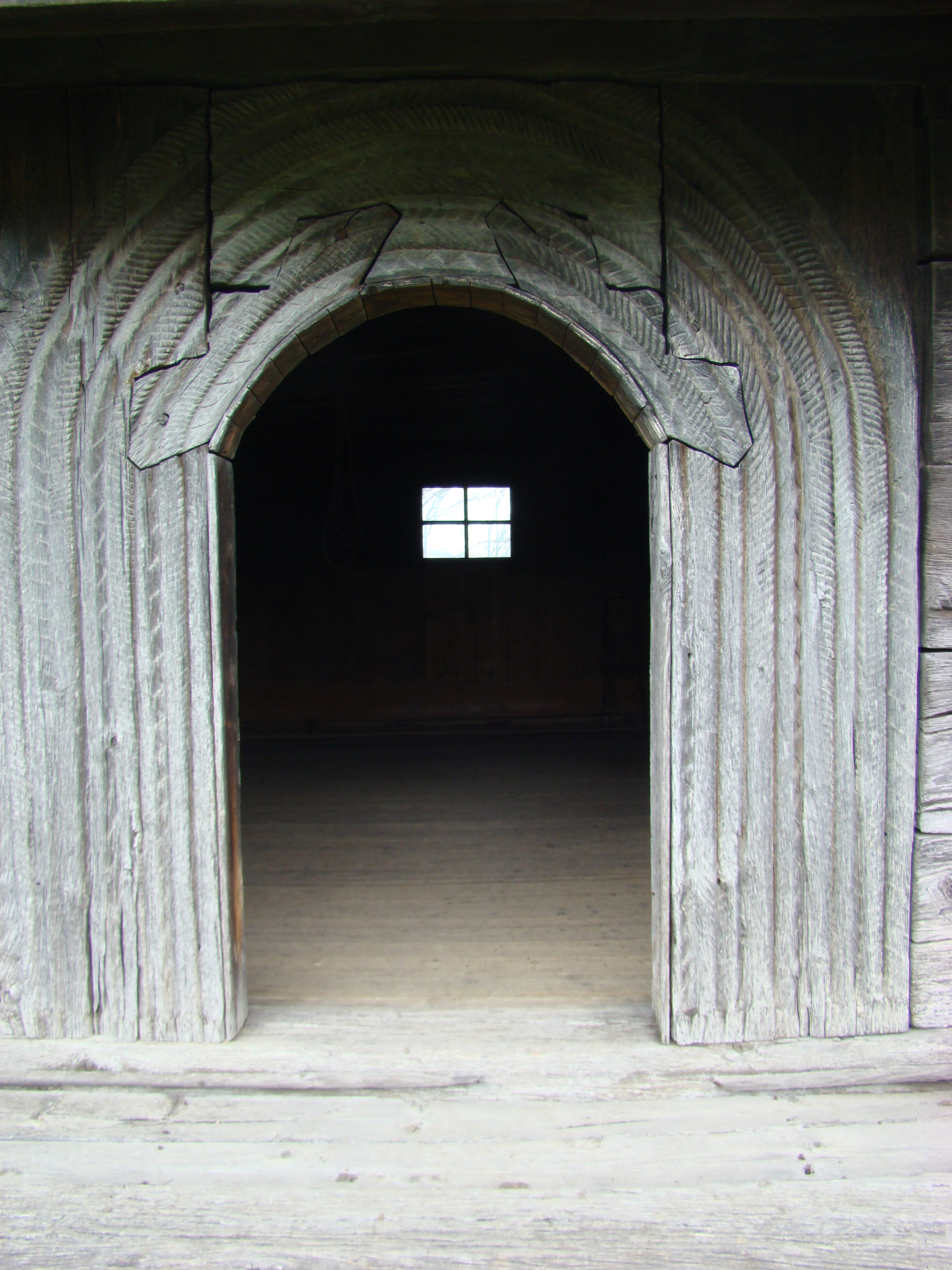
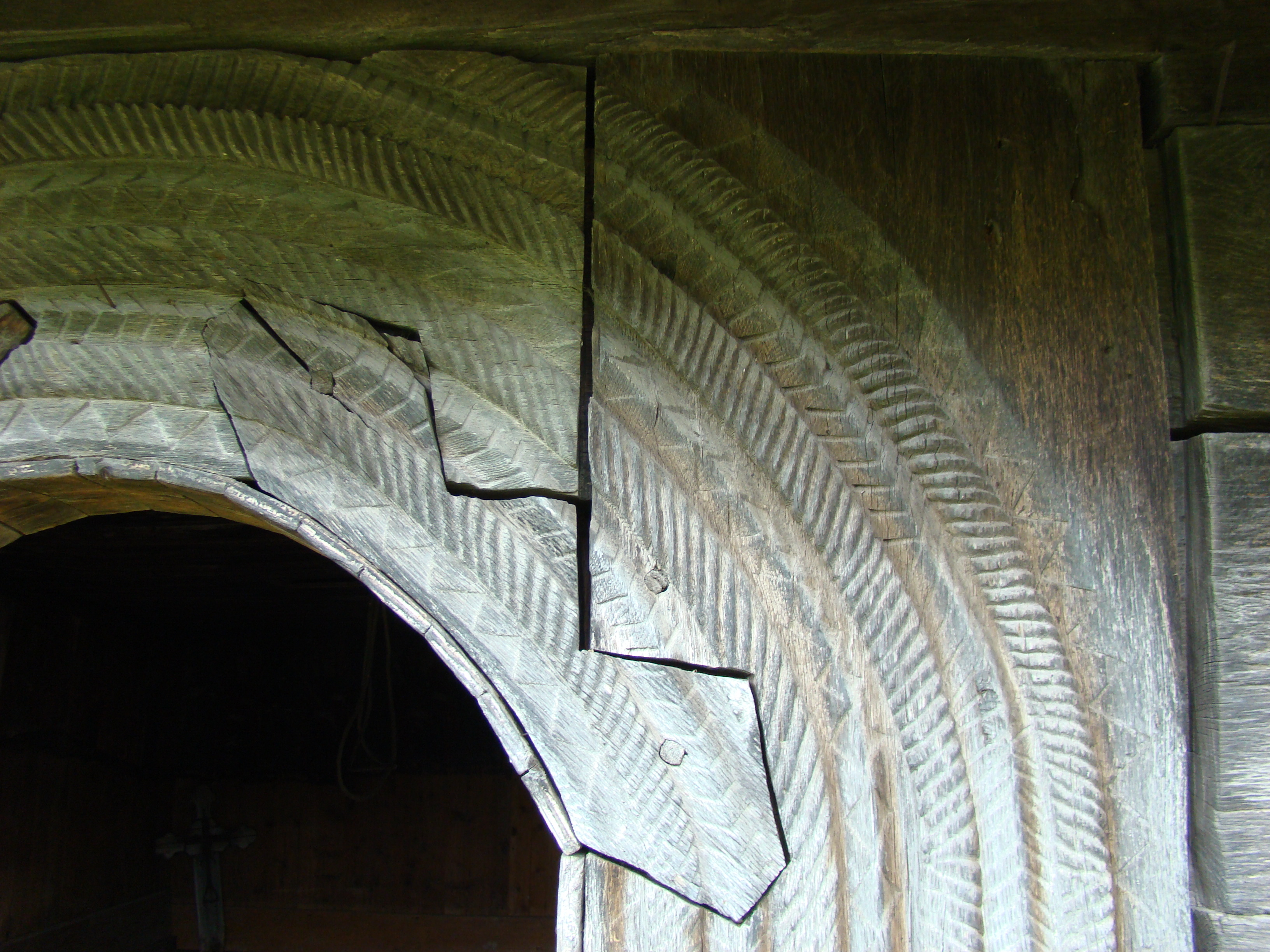